# Готична архітектура

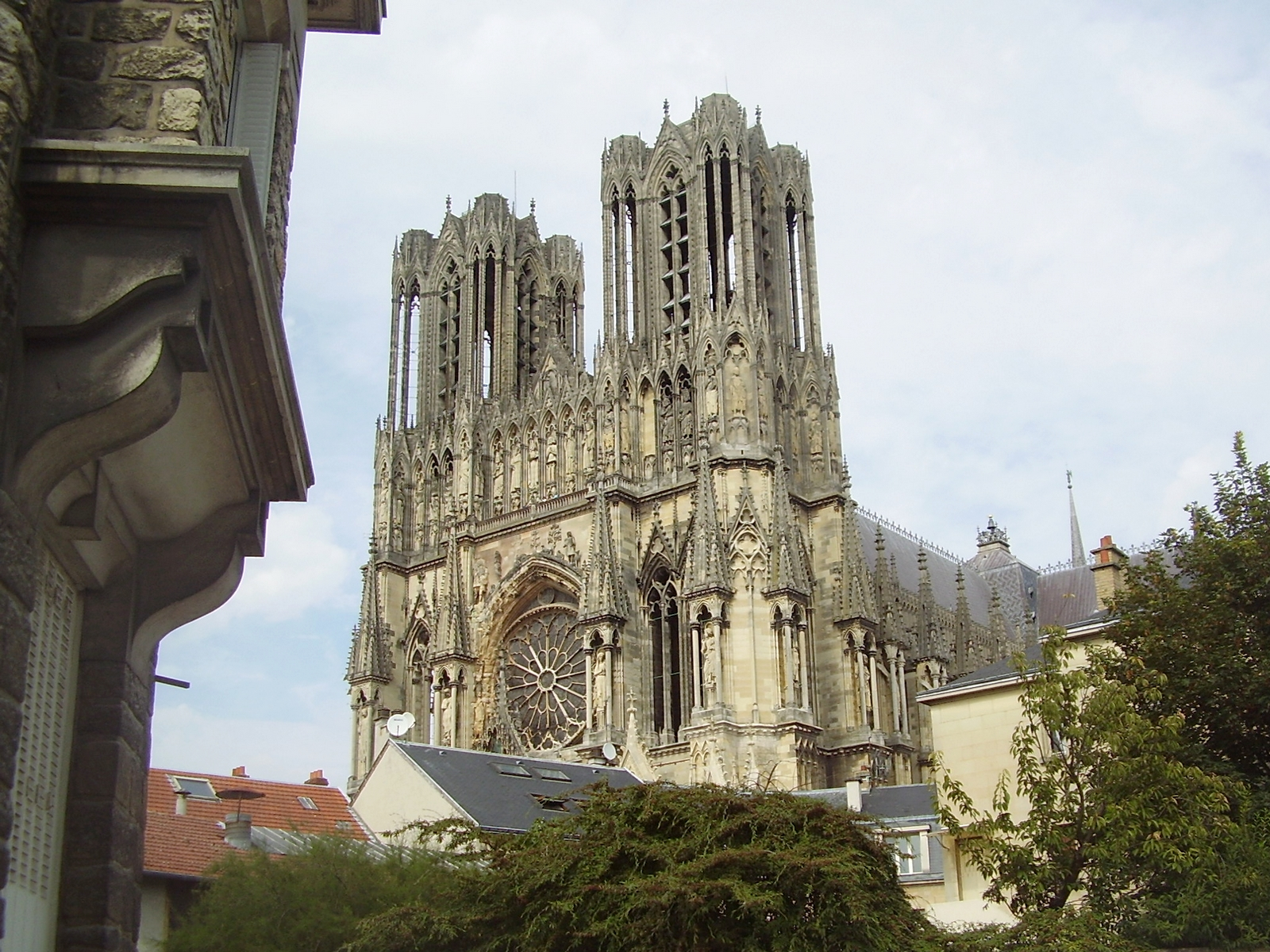
Реймський собор.

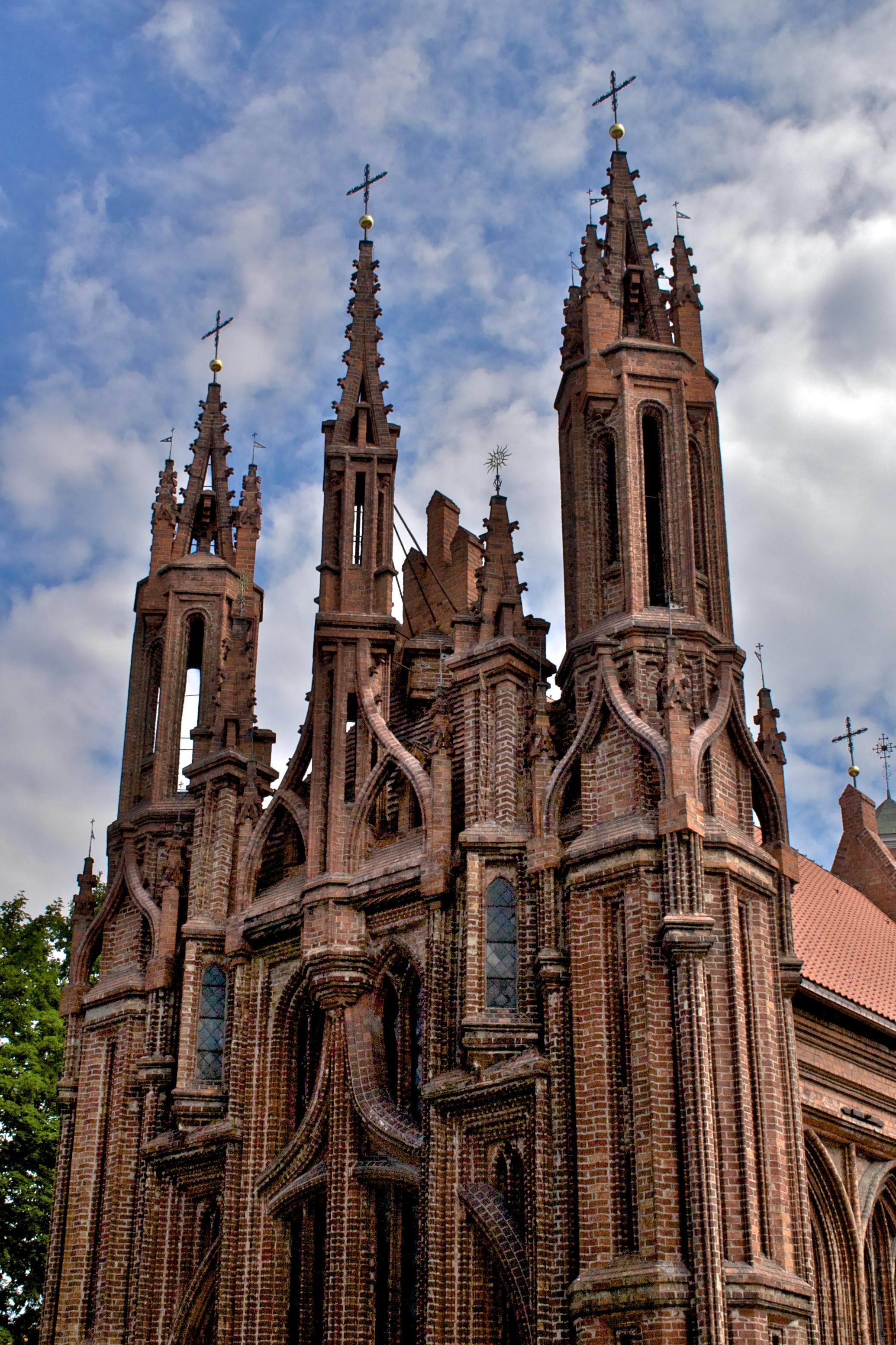
Костел Св. Анни (Вільнюс)

Готична архітектура — період розвитку західноєвропейської архітектури з XII по XVI століття. Готична архітектура замінила архітектуру романської доби і своєю чергою поступилася архітектурі доби відродження. Сам термін «готика» виник саме в добу Відродження для означення попереднього періоду розвитку архітектури, аби підкреслити відмінності архітектури, що відродила стилістику архітектури Стародавнього Риму і мала значні відмінності (стильові і конструктивні) від середньовічної архітектури.

## Історія вивчення

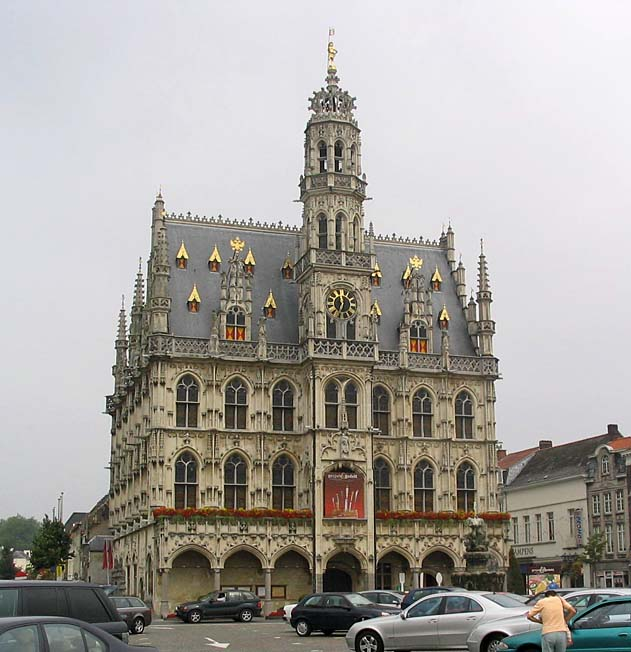
Ратуша в Ауденарде.

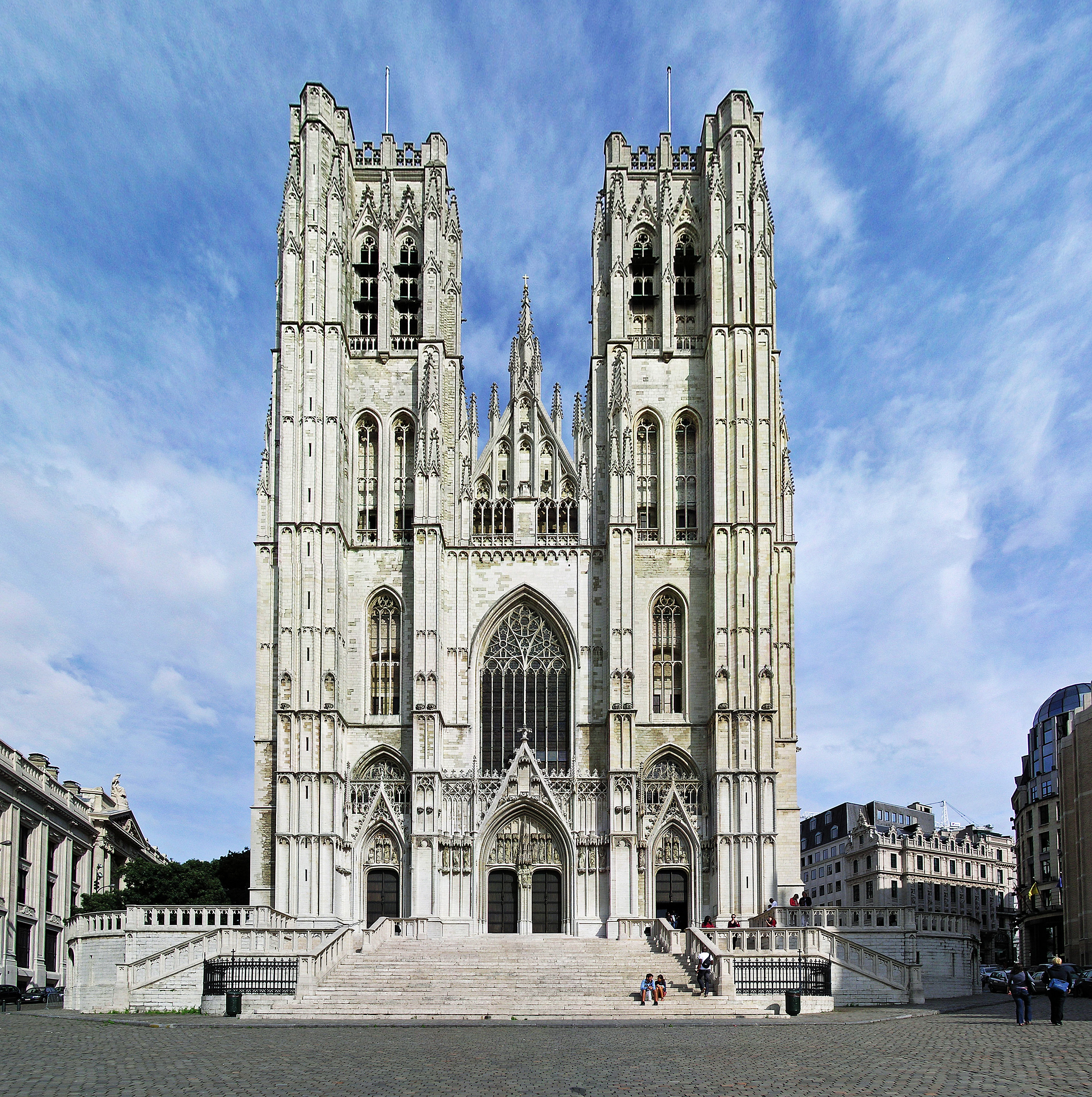
Брюссельський собор

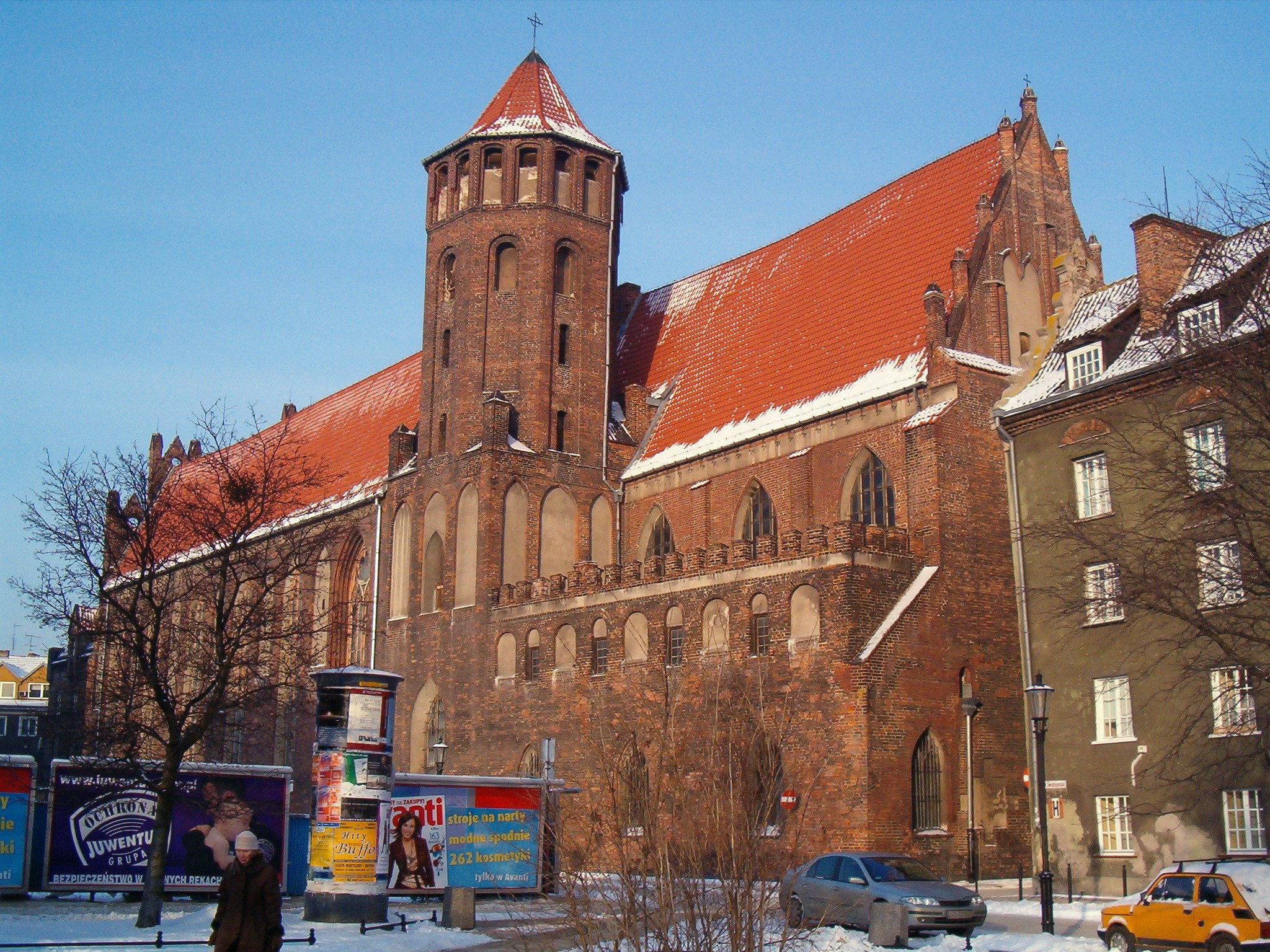
Церква Св. Миколая, Гданськ, Польща.

Жоден з періодів розвитку європейської архітектури не викликав таких суперечок в оці́нюванні — від неприйняття й осуду до захоплення, вияву приязні та бажання відродити як національну спадщину, значної мистецької вартості, модності. Незважаючи на різні погляди, готична архітектура ніколи не зникала з обріїв і складових частин західноєвропейської культури. На це вказала історія вивчення готичної архітектури. Осуд і зневажливе ставлення до готики йшло з ренесансної Італії, надзвичайно багатої на пам'ятки давньоримської архітектури. Вони могутньо впливали на світогляд італійських митців — від художників до архітекторів (теоретиків і практиків).
Західноєвропейське мистецтво неодноразово поверталося до стилістики античного мистецтва. Найбільш могутнім таке повернення сталося в добу Відродження. Саме з боку діячів італійського Відродження і почався осуд, зневажливе ставлення до готичної архітектури. Зневажливе ставлення мало на меті відокремлення від середньовічної (тобто готичної) традиції заради підкреслення переваг нової манери, манери відродження античності в нових умовах. Італійські теоретики архітектури XV століття — Леон-Баттіста Альберті  та Філарете створюють трактати з панегіриками давньоримській архітектурі. Але всі малюнки Філарете до трактатів — компромісне поєднання готичних елементів з римськими. Технології готичної архітектури подав Чезаре Чезарино 1521 р. в коментарях до… твору римського архітектора Вітрувія, де подав ретельний опис Міланського собору, найбільш подібного серед італійських соборів до зразків соборів Франції і якого не було в античності. Готична архітектура — важлива складова театральних декорацій як Бальдассаре Перуцці, так і Себастьяно Серліо, що роками будував у Франції і на власні очі бачив уславлені зразки французької готики. Готичні споруди знайдені на малюнках-штудіях Леонардо да Вінчі.
Готична архітектура, навпаки, не мала ні значного осуду, ні опозиції в країнах Північної Європи, де була і залишалася в лоні національних культур і в добу середньовіччя, і в добу Північного Відродження. Проблематику готичної архітектури вивчають і подають у власних творах Філібер Делорм, Вінченцо Скамоцці, Гваріно Гваріні, Франсуа Блондель, не кажучи вже про британських архітекторів, постійних прихильників готичної архітектури всупереч усім модам і впливам, що йшли з континенту.
Уславлене західноєвропейське бароко без сорому запозичило ідеї і конструктивні особливості готичної архітектури, особливо в барокових митців Іспанії, Австрії, німецьких князівств. У творах з історії європейської архітектури про готичну архітектуру нейтрально писав прихильник бароко, австрієць Йоган Бернгард Фішер фон Ерлах. Цілком логічним було звертання до досвіду і досягнень готичних майстрів французьких архітекторів XVIII століття, серед яких Жак-Жермен Суффло та Ложьє, хоча у Франції тоді панувала зовсім інша стилістика — класицизм.
Готичну архтектуру діяльно відроджували діячі мистецтва Британії наприкінці XVIII століття, породивши справжнє захоплення нею в середовищі прибічників романтизму самої Британії, Німеччини і Франції. В XIX столітті вперше переоцінили увесь шлях європейської архітектури і відмовилися від надання переваг і престижності творам доби Відродження чи класицизму. Готика, готична архітектура отримала надзвичайне значення в зацікавленнях науковців, реставраторів (Віолле ле Дюк), колекціонерів, архітекторів-практиків (Огастес П'юджин). Розпочався етап реставрацій готичних споруд і активного добудовування готичних соборів Франції, Іспанії, Німеччини, Чехії (покинутих і недобудованих ще за часів середньовіччя), що триватиме і в бурхливому XX столітті, коли піднімуть з руїн готичні собори, пошкоджені в двох світових війнах.
Відновлення і реставрації пам'яток готичної архітектури ідуть поряд з ретельним вивченням архівів, надгробків доби готики, археологічними розкопками. Секретар французького Історичного комітету мистецтв і Пґпам'яток Ежен Дідрон старший 37 років (1844—1881) друкував так звані «Археологічні аннали», де оприлюднив архівні тексти, імена середньовічних майстрів, креслення архітекторів тої доби, навіть легенди щодо тих подій. З виданням Дідрона співпрацювали Віоле ле Дюк, Карл Шнаазе, Альфред Дарсель та ін. Науковець Еміль Маль доклав зусиль і поєднав велетенські обсяги історичної інформації щодо романської і готичної архітектури, накопичені різними дослідниками. Ганс Ганлозер 1935 року оприлюднив капітальне дослідження так званого альбому Віллара де Оннекура - унікальної пам'ятки-рукопису і майже щоденника архітектора доби готики першої половини XIII століття. Серед значних наукових подій XX ст. — Міжнародний колоквіум 1983 року в місті Ренн (Франція) щодо проблем вивчення середньовічного мистецтва і готичної архітектури. Ми потребуємо нових і досконаліших знань.

## Передумови

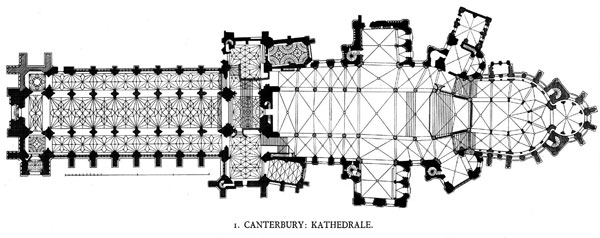
Кентерберійський собор, план.

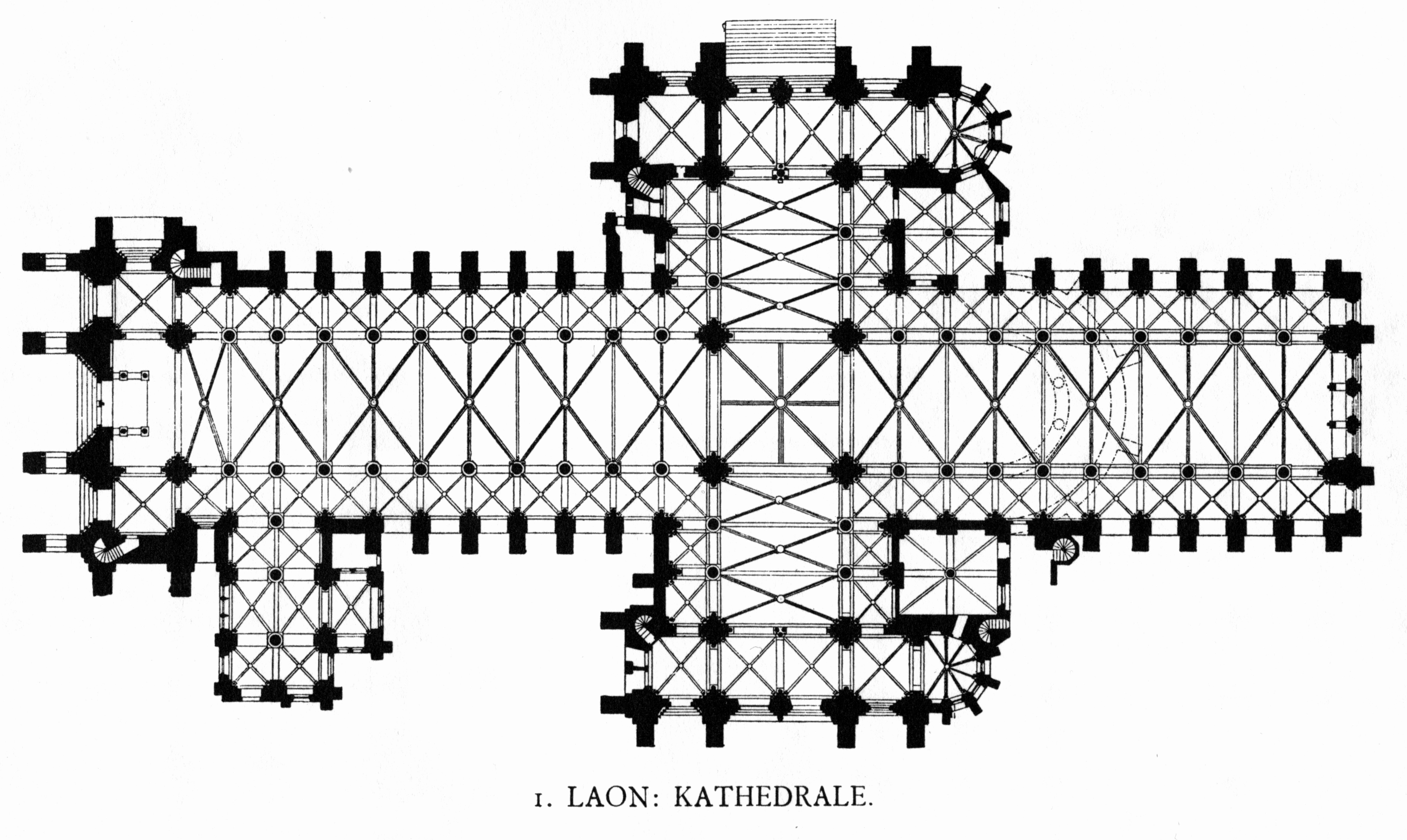
Катедральний собор в місті Лан, план.

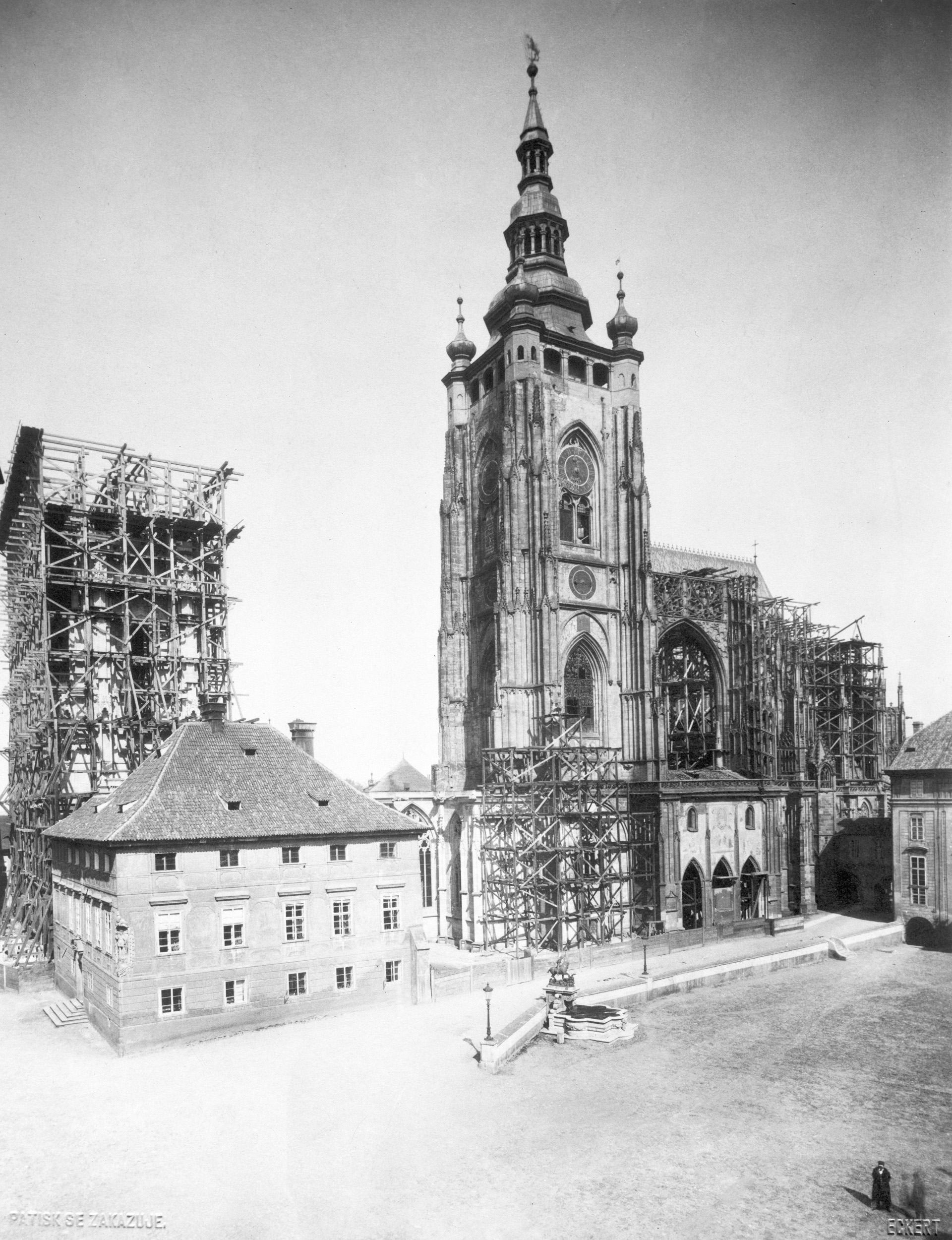
Стан собору св. Віта на 1887 рік.

Романська і готична архітектура — неможливі без архітектурного досвіду попередників і математичних знань. Метод геометричного пропорціонування головував через авторитет математичних знань науковців арабської Іспанії і античних математиків, твори яких активно перекладали в середньовічній Франції. Геометрія вразила уяву середньовічних митців як начебто універсальний засіб пізнання і побудови всесвіту. Одним з підрозділів цього пізнання стала архітектурна теорія і практика готичної архітектури. До другої половини 10 століття закінчилася доба військових дій з норманами і угорцями. У Франції відновилося будівництво абатств та монастирів, головних осередків тогочасного знання і освіти.
Для побудови готичної церкви чи величного готичного собору знадобилися розвідані поклади каменю, піску, вапна, відповідний ліс (деревина) і поклади свинцю, пластинами якого вкривали протяжні готичні дахи. Уславилися кам'яні кар'єри Франції, особливо поблизу Турне, звідки камінь і тесані деталі везли в Пікардію, Артуа, Шампань і навіть в Англію. Важливою частиною будівництва був будівельний реманент — залізні інструменти, механічні пилки, коловороти, блоки, великі дерев'яні ступальні колеса для підйому будівельних матеріалів на висоту. Широке використання цих коліс та інших інженерних пристроїв зафіксоване в книжних мініатюрах, на картинах Яна ван Ейка та Пітера Брейгеля старшого. Поламані і випадково врятовані колеса того часу стали музейними експонатами.

Тешуть кам'яні брили
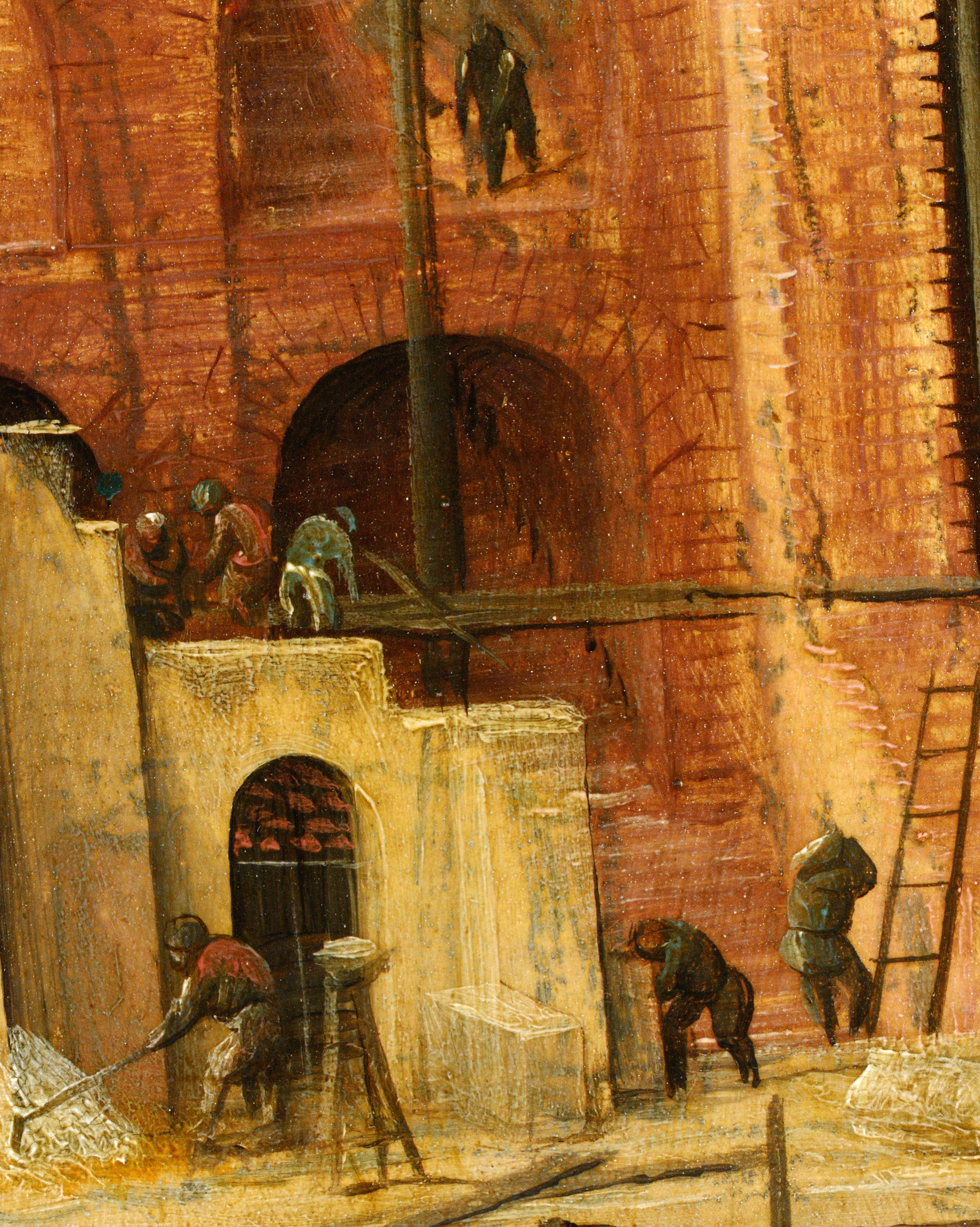
Будівельне риштування
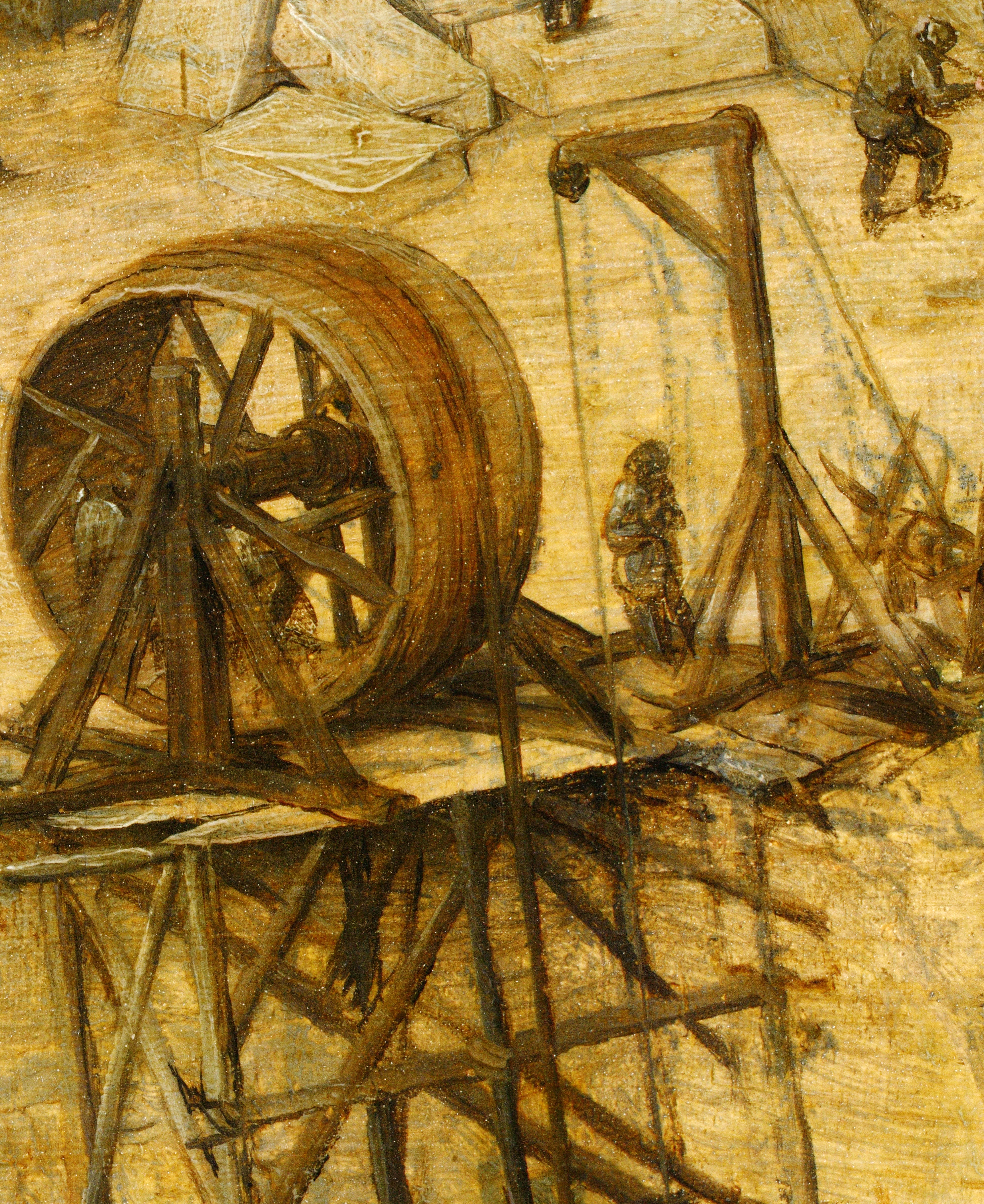
Колесо підйому кам'яних брил

Усі ці умови вдало збіглися у Франції, Іспанії, Британії, Чехії, Італії. Дерево не годилося для велетенських споруд, які до того ж часто горіли і зникали після пожеж. Це обумовило переваги кам'яного будівництва при створенні сакральних споруд, замків феодалів і фортець. Збережені свідоцтва ентузіазму містян (коли в дощові дні калюжі і багно перешкоджали працювати худобі), і ті самі впрягалися у вози чи витягали з кар'єрів кам'яні брили і колони, переносили вапно і пісок. Середньовічні міста стають центрами грошових і комерційних операцій та середньовічного виробництва і ремесел. Виникли і зміцніли фахові гільдії і цехи. Матеріальне збагачення релігійно налаштованих верств населення та священства допомогло спрямувати значні матеріальні ресурси саме на споруди готичної архітектури. Створення вівтарної частини і хору було достатнім, щоб починались богослужіння. (З вівтарною частиною та вибудованою південною вежею століття простояв і собор Св. Віта в Празі. його західні вежі і склепіння добудували лише в XIX ст.) Тоді на бічних стовпах зводили дах і вже під дахом кам'яне склепіння собору, прозоре скло чи вітражі в вікна та вимостку підлоги.

## Поява у Франції

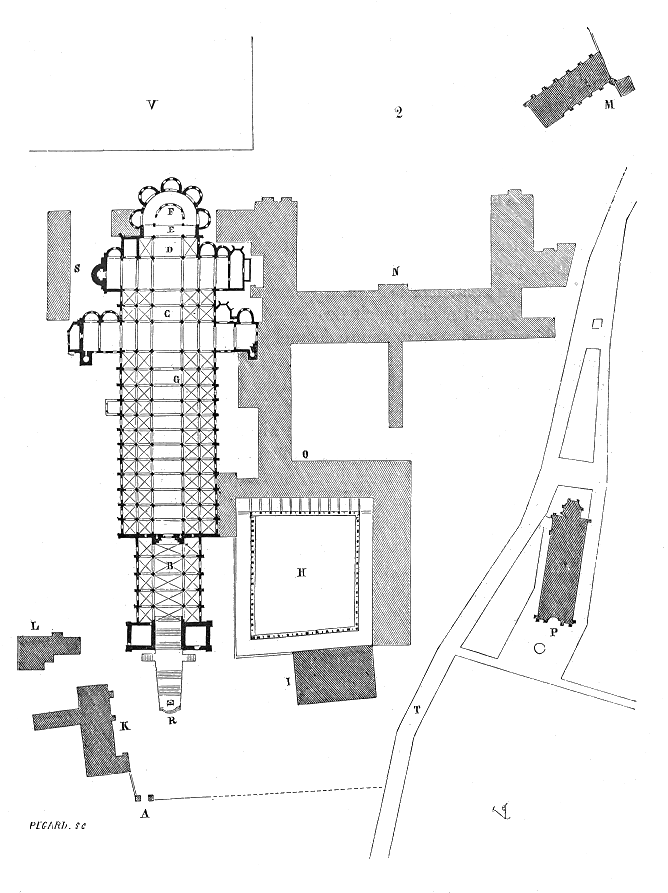
План абатства в Клюні XIII ст.

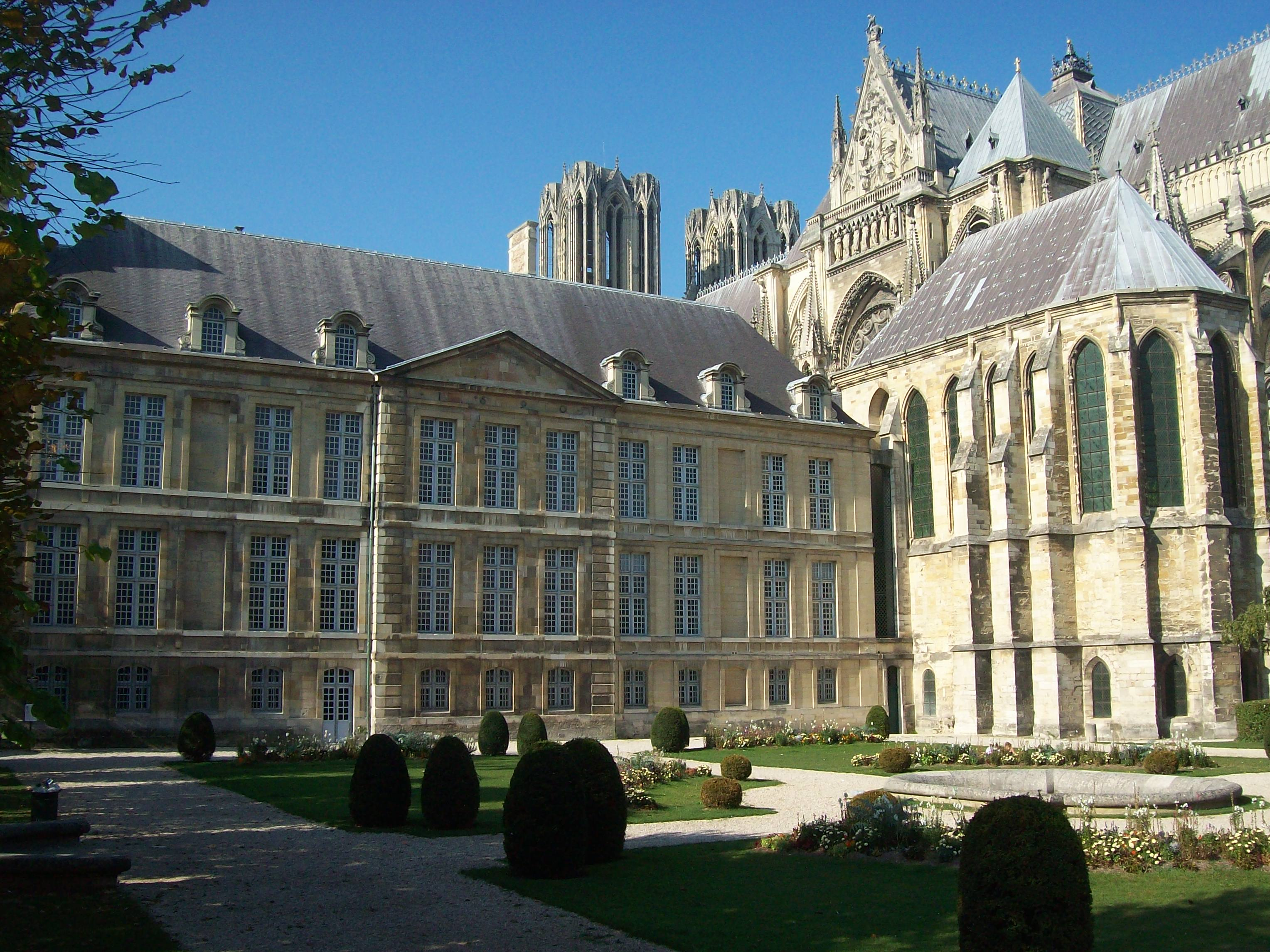
Старе і нове в XVII ст. Реймс.

Готика зародилася в Північній частині Франції (Іль-де-Франс) у середині ХІІ століття і досягла розквіту в першій половині ХІІІ ст.
Готика розвивалася в країнах, де панувала католицька церква, і під її егідою феодально-церковної основи зберігалися в ідеології і культурі епохи готики. Готичне мистецтво залишалося переважно культовим за призначенням і релігійним за тематикою: воно було співвіднесено з вічністю, з «вищими» ірраціональними силами.
Південна Франція раніше за інші регіони відновила економіку після занепаду 4 століття. Саме в південній Франції збереглося багато будівель Стародавнього Риму, технічні засоби архітектури якого наслідувались і використовувались. І саме тут ченці були носіями математичних і будівельних знань.
Центром реформ у Франції стало абатство Клюні, що в Бургундії. (Більше відоме подвір'я Клюні в Парижі, що було теж маєтком бенедиктинців, нині музей Клюні). У Бургундії розташований найстаріший з монастирів ордену бенедиктинців. Бібліотека монастиря нараховувала 570 манускриптів і була серед найбільших в тогочасній Європі. Саме тут приділяли велике значення зміцненню церкви як духовного закладу і розробили свій тип базиліки, яка найкраще відповідала умовам католицької меси.
Так виникла у 1088 році п'ятинефна базиліка Клюні з двома трансептами, вівтарна частина якої була розширена вінком каплиць. Після добудови в 1220 р. тринавного приміщення з заходу базиліка в Клюні зрівнялася в розмірах з головним храмом католицтва — базилікою Св. Петра в тогочасному Римі. Довжина базиліки Клюні досягла 187 метрів. Найбільша башта церкви сягала на 30 метрів.
Так звана третя базиліка Клюні виникла на місті двох попередніх і стала взірцем для майже всіх великих соборів Франції доби готики. Будівничі в Клюні повернулися до симетрії в плані, а креслення, попри практичне використання будівничими, набуло високих естетичних якостей. На жаль, базиліку зруйнували в 1807 році. Але фіксаційне креслення дає змогу побачити усю велич первинного задуму будівлі. Мандрівні артілі будівників Франції рознесли знання і будівельні традиції бенедиктинців з Клюні — до Іль де Франсу і Парижу, Швейцарії, Німеччини, Британії. Так, фахівці з Німеччини і Франції розпочали будівництво Міланського собору, а митці Франції працювали на побудові Кентерберійського собору в Британії, на будівництві собору св. Віта в місті Прага, в Італії — в Сицилії, Апулії і Тоскані, північніше Франції — в недалекій Фландрії (нині Бельгія). Незважаючи на епідемію Чорної смерті — чотирнадцяте століття вважають століттям триумфального розповсюдження готики по країнам Європи. Виникає «інтернаціональна готика».

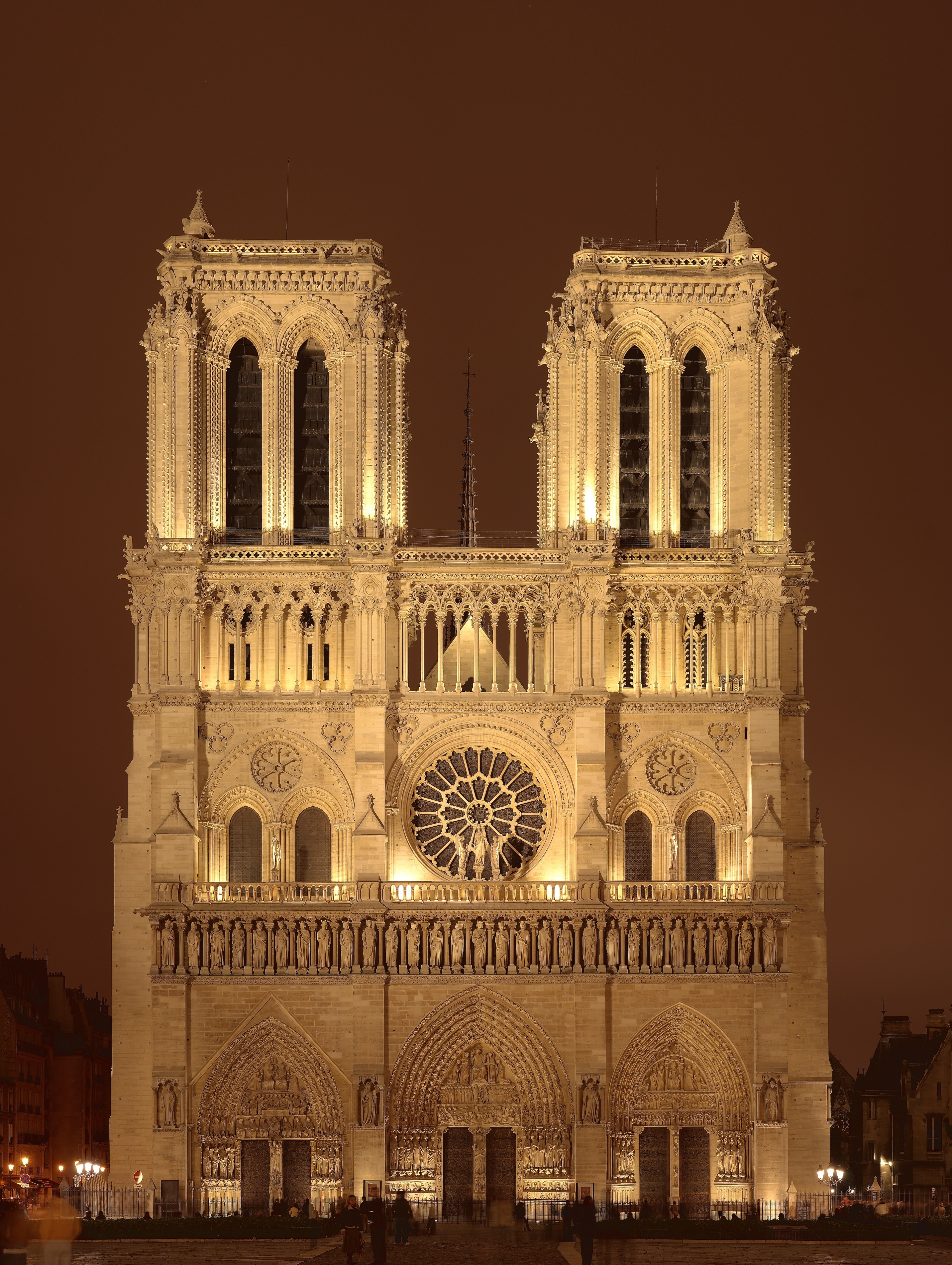
Собор Паризької Богоматері
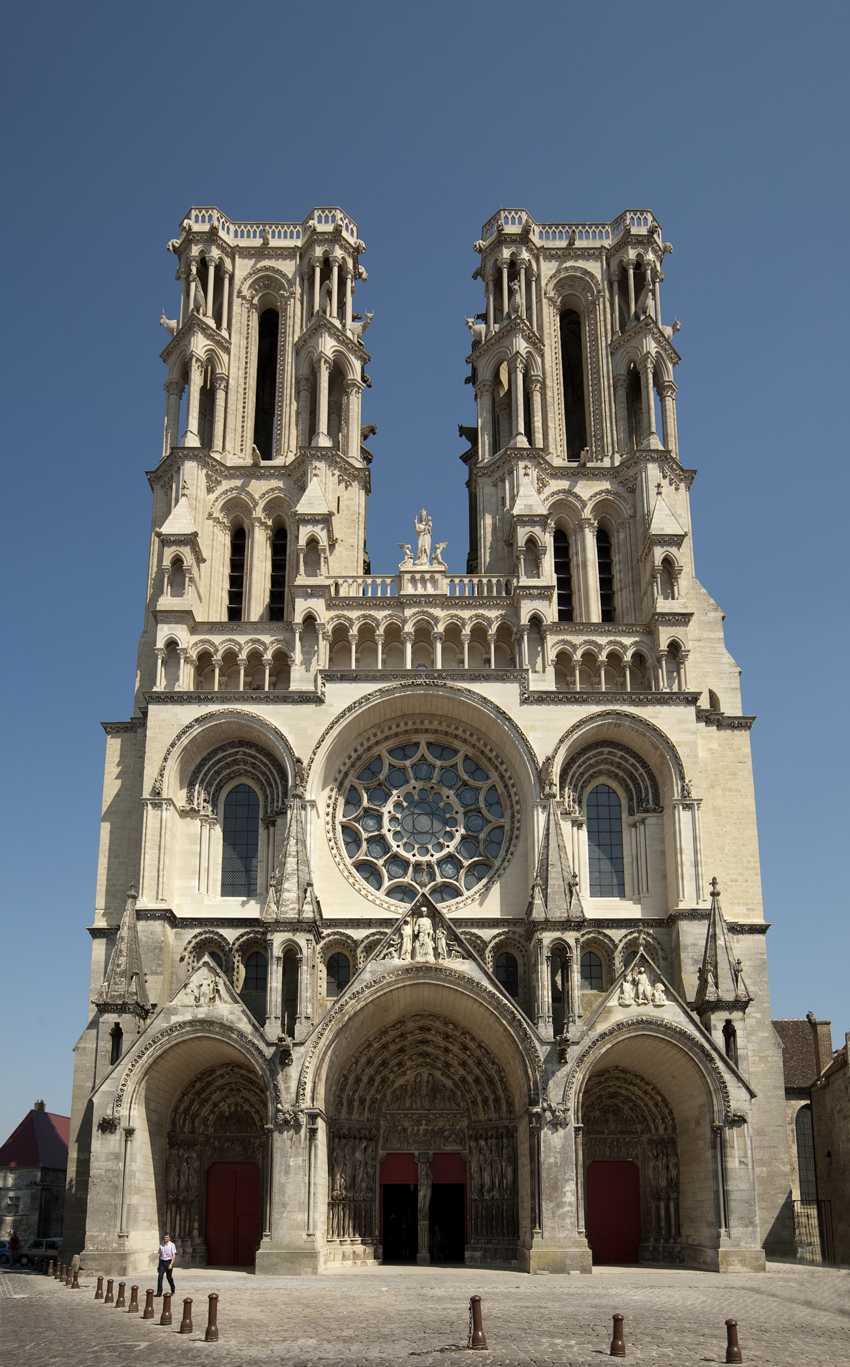
Катедральний собор міста Лан( Ланський собор)
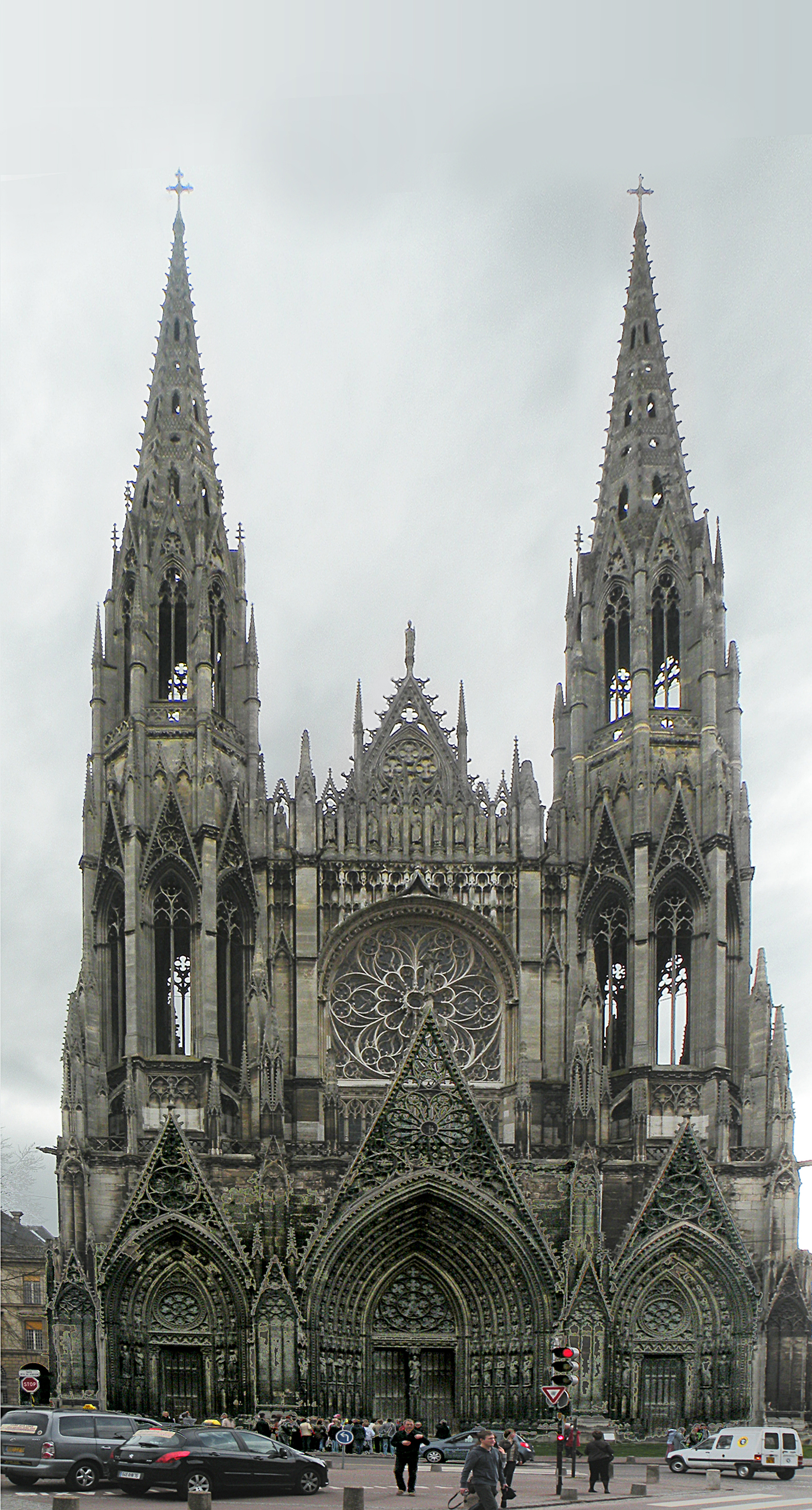
Церква Сен Уен, м. Руан
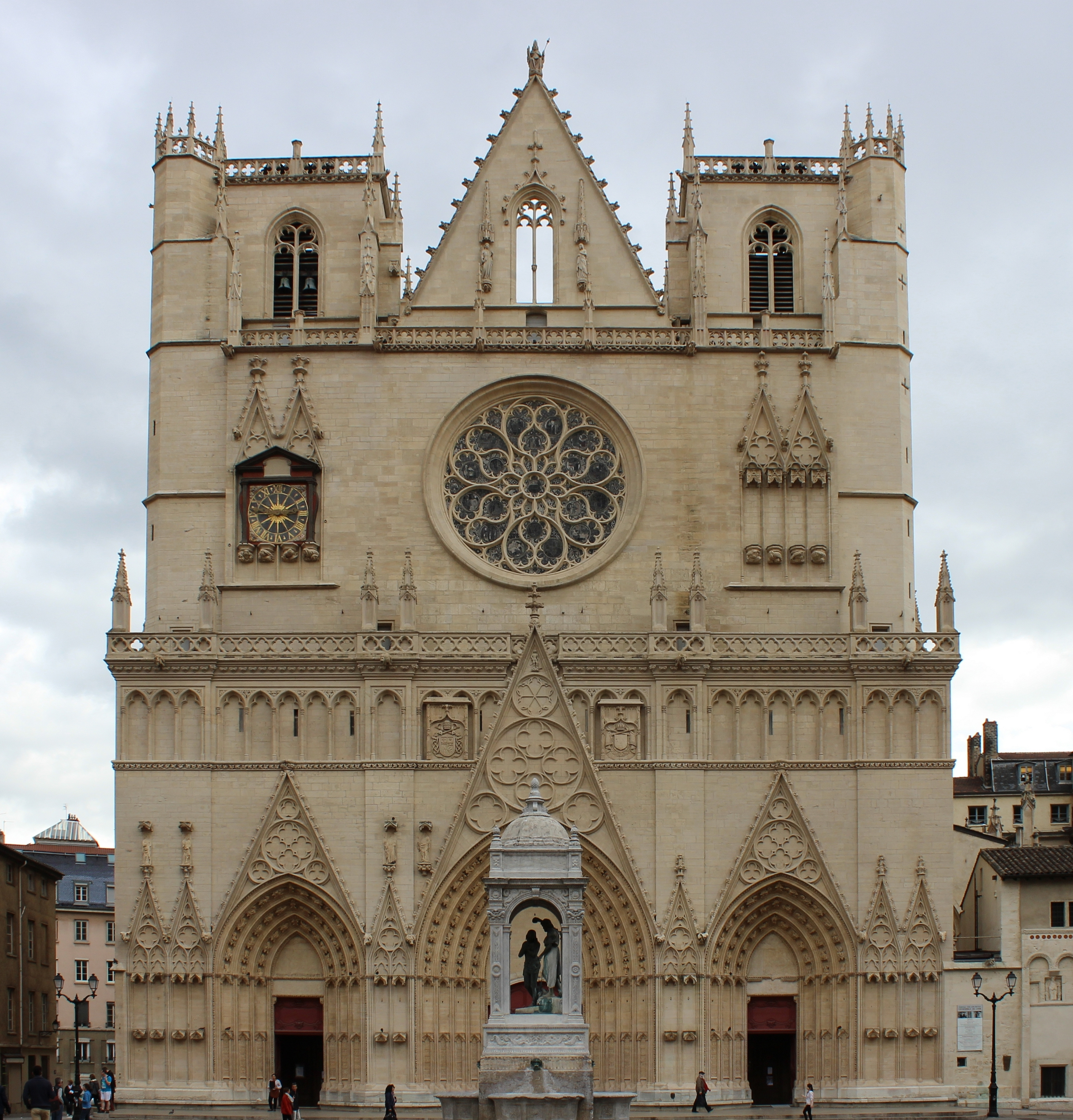
Кафедральний собор Івана Хрестителя в Ліоні

## Національні варіанти

### Англія

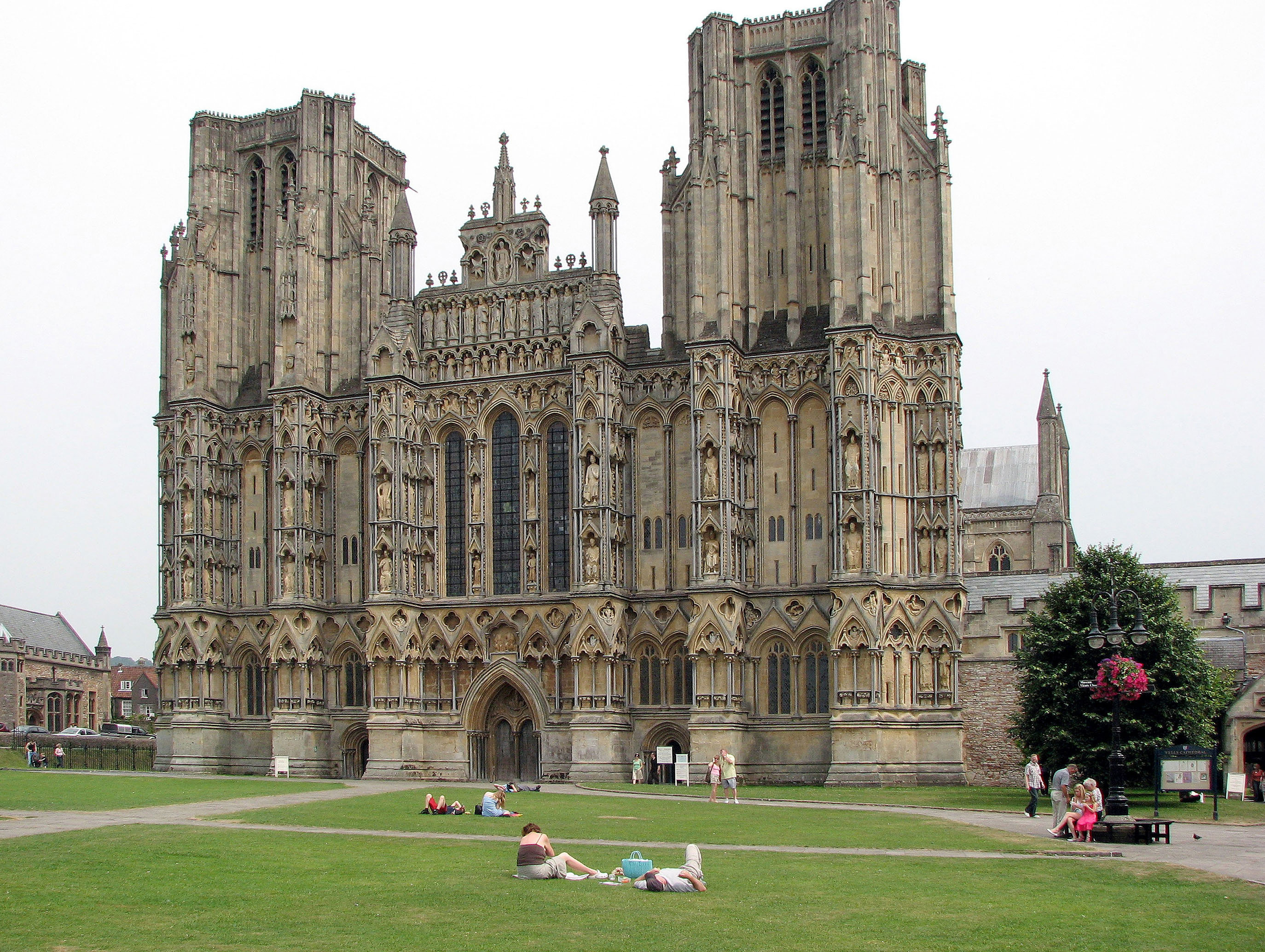
Сомерсет, Кафедральний собор, Британія.

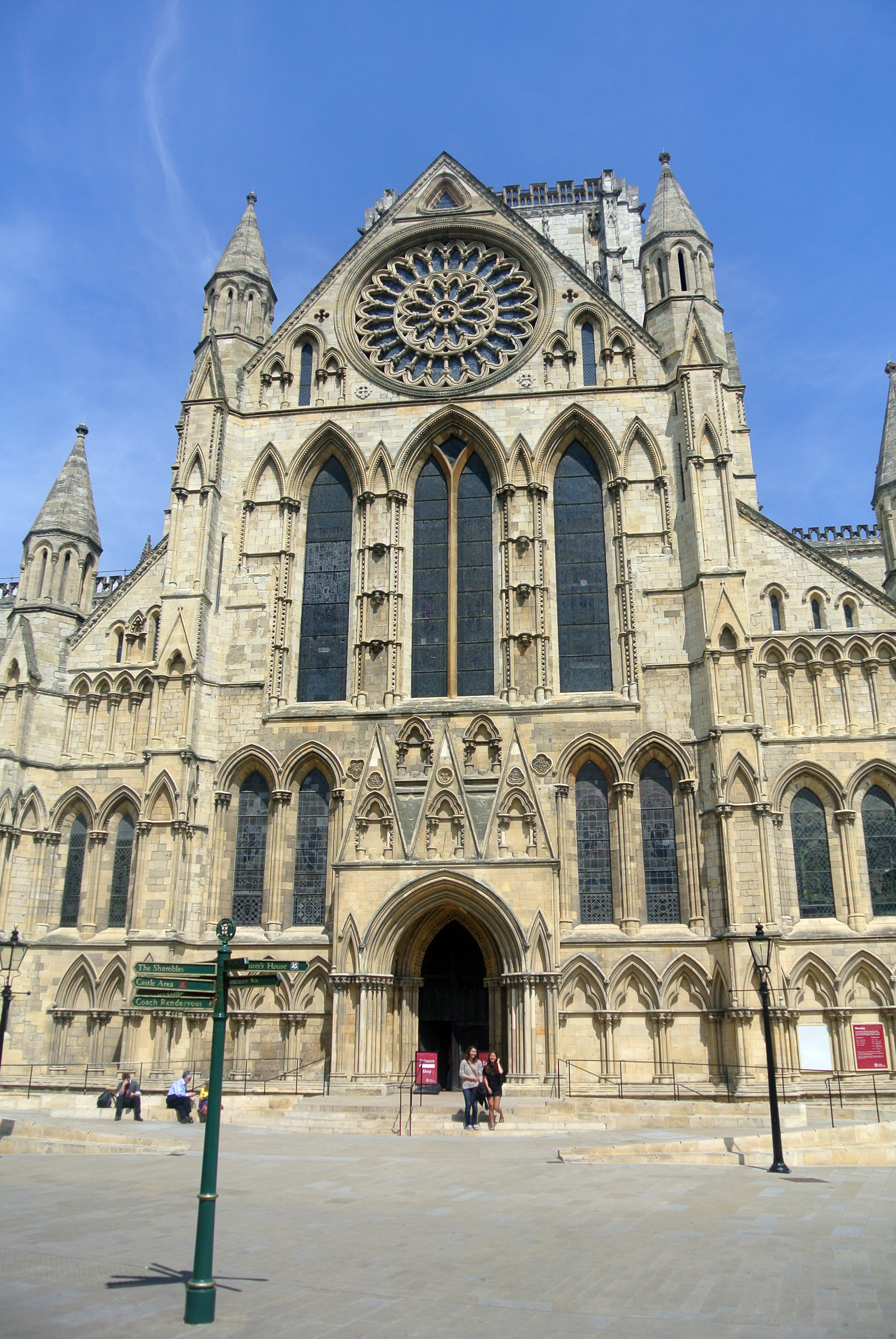
Місто Йорк, собор, південно-західний фасад.

Готика Англії виникла дуже рано (наприкінці ХІІ ст.) й існувала до XVI ст. Млявий розвиток міст призвів до того, що готичний собор тут став не міським, а монастирським, оточеним полями і луками. Звідси, очевидно, його «розпластаність» по горизонталі, розтягнутість у ширину, наявність безлічі прибудов. Домінанта собору — величезна вежа на середхресті. Найчистіший зразок ранньої англійської готики — собор у Солсбері. Він стане темою полотна Джона Констебла — зберігається в музеї мистецтва Метрополітен, Нью-Йорк.
Головний готичний собор Англії — Кентерберійський, резиденція архієпископа Кентерберійського, національна святиня. Собор Вестмінстерського абатства в Лондоні — місце коронації і поховання англійських королів з часів Вільгельма Завойовника, згодом усипальниця великих людей Англії — близький до французької готики.
Починаючи із часу Столітньої війни будівництво в Англії скорочується. З цивільної архітектури цього періоду можна згадати найславетніший Вестмінстерський королівський палац (XIV ст.) з його Вестмінстер-холом площею 1500 кв.м.
На відміну від французької, англійська готика не пов'язана тісно з конструкцією, зберігала прямокутні, видовжені об'єми. Тло заповнювали декоративними елементами, що на фасадах утворювали справжні екрани-декорації. За ними важко було розпізнати побудову інтер'єру. Декор (форма вікон, малюнки віконних перетинок тощо) головує і першим кидається у вічі. Еволюцію англійської готики ведуть за змінами саме декору. Звідси і назви періодів —
- ранньоанглійська готика (кінець XII ст. — середина XIII)
- геометрично-криволінійна (середина XIII — середина XIV ст.)
- перпендикулярна (середина XIV ст. — XVI століття).

Збережені свідоцтва про запрошення французьких майстрів в Британію. Хори собору у Кентербері вибудував французький архітектор Вільгельм з Сана. Але приклад не мав наслідків і його не копіювали. Велетенський собор у місті Дарем будували за планом собору Св. Трійці міста Кане у Нормандії, Франція. Даремський собор найменше постраждав від пізніх перебудов, але має «британські» риси — могутні прямокутні об'єми, прямокутну вежу над середхрестям, більш насичений декором західний фасад, ніж у собору в Кане. Висота британських соборів менша за французькі зразки, тому не було розвиненої системи аркбутанів і контрфорсів, хоча вони зустрічаються.
Були свої герої і в добу англійської готики. Один із них жив в першій половині XIV ст. в Уельсі. Коли мала завалитися вежа над середхрестям собору в Сомерсеті, він запропонував, переконав і вибудував хрещаті контрфорси не ззовні, а в середині вежі, в інтер'єрі храму. Незвичні контрфорси Х — подібної форми створені по периметру квадратної вежі у 1338—1340 рр. Винахідником був Вільям Джой. Митці англійської готики відмовляються і від створення і готичних «троянд» (круглих вікон на фасадах). Їх вдало замінили на великі стрілчасті вікна, практичні, легші у виконанні і теж прикрашені вітражами.
Нервюри склепінь з часом ускладнюються. Англійці починають змагатися у винаході все нових малюнків і орнаментів стель. Невеликі споруди досі дивують завеликими готичними вікнами і переускладненими малюнками стель. Їм настільки надавали перевагу, що вони пережили справжній розквіт в спорудах каплиць, балдахінів, стель над похованнями. Переускладнені готичні стелі — характерна ознака найстаріших англійських університетів (Оксфорд, Кембридж), де їх створення вітали ще у XVII столітті, ігноруючи європейські стилі і європейський досвід.
Храмове будівництво в країні потроху скорочувалося (великими були ще романські собори, які нікуди не поділися і використовувались за призначенням). Набирають моці торговельно-промислові корпорації, які замовляють «бенкетні зали», цехові будинки, до соборів прибудовують розкішні цехові каплиці. Так розповсюджуються зальні споруди з великими вікнами. Стелі дивують ювелірно створеними нервюрами зірчастих, сотових, віялоподібних форм різних варіантів.

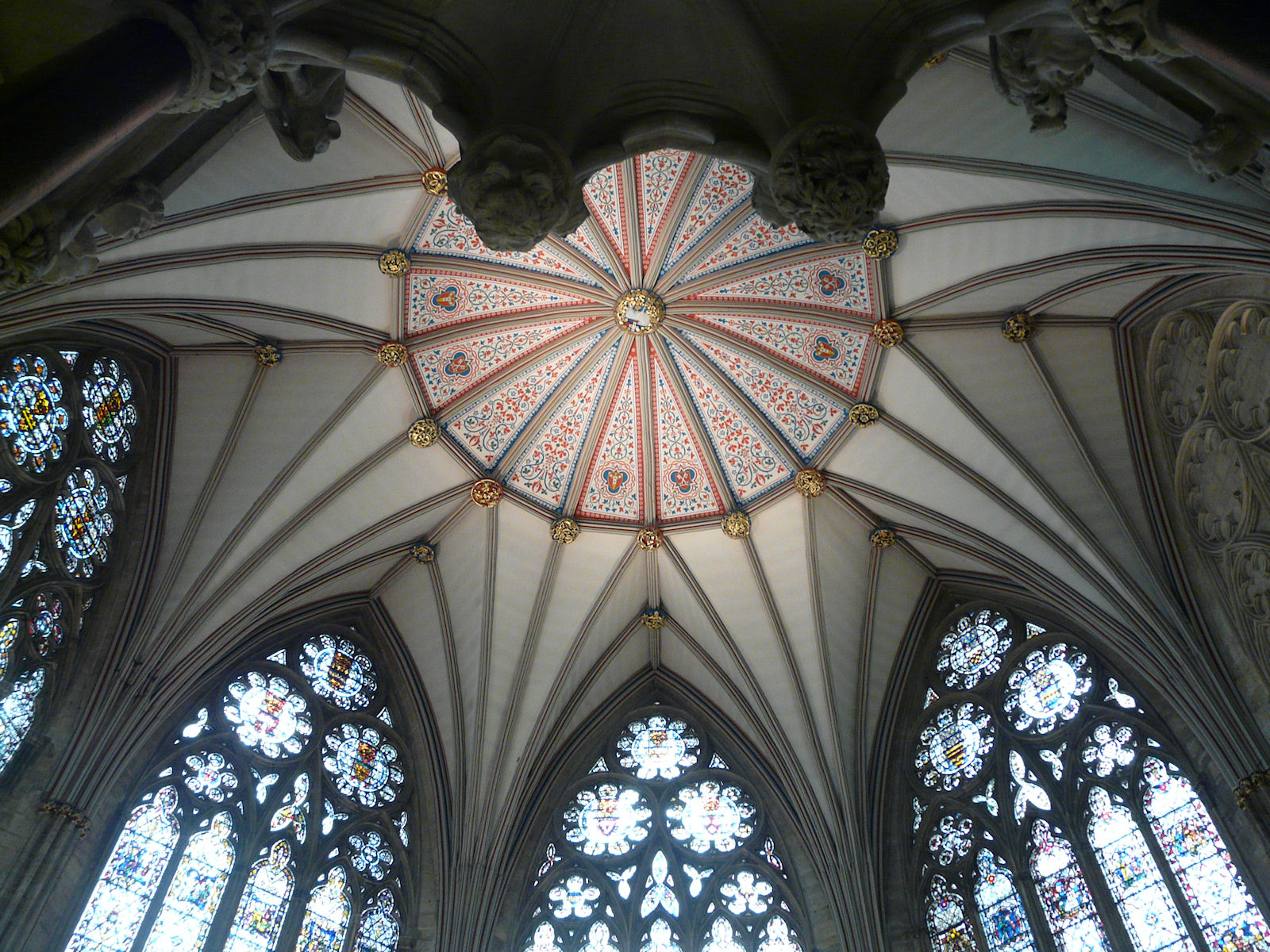
Собор у Йорку, зірчасте склепіння
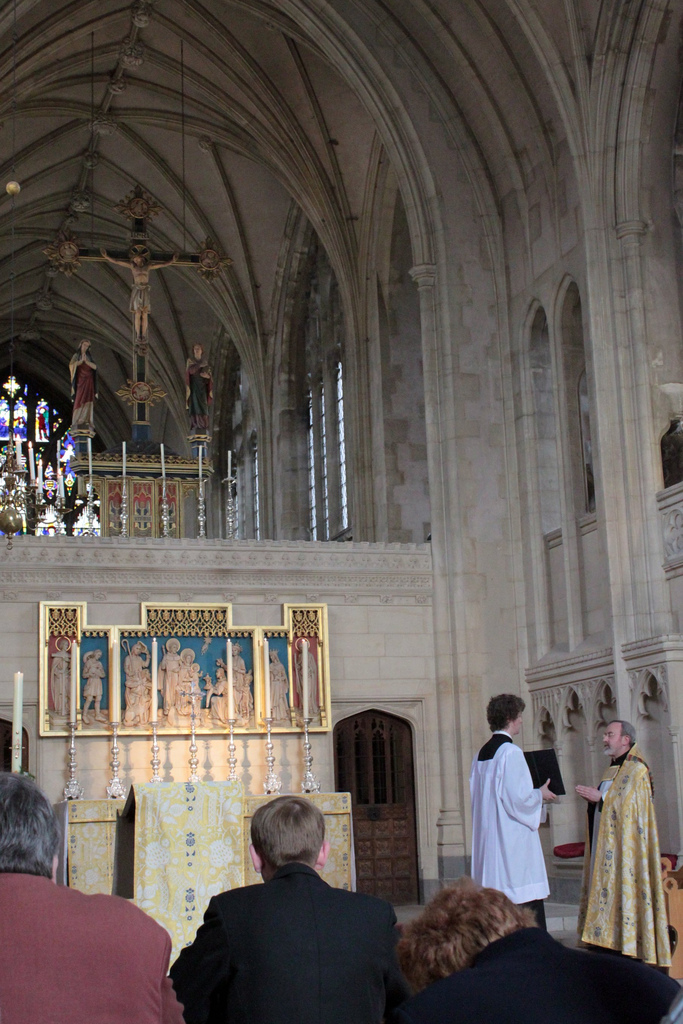
Каплиця Воскресіння, Оксфорд
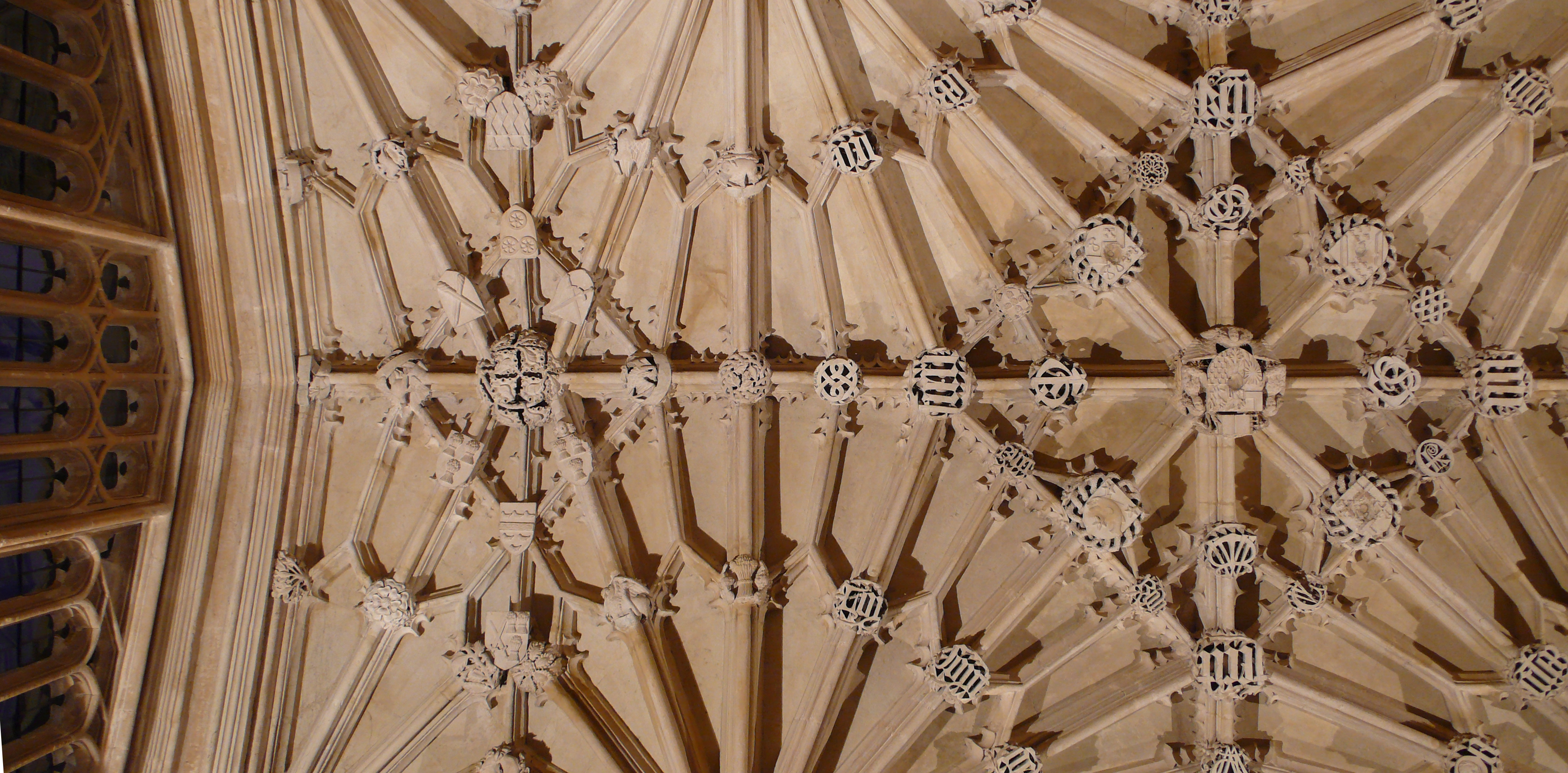
Склепіння у Богословській школі,Оксфорд
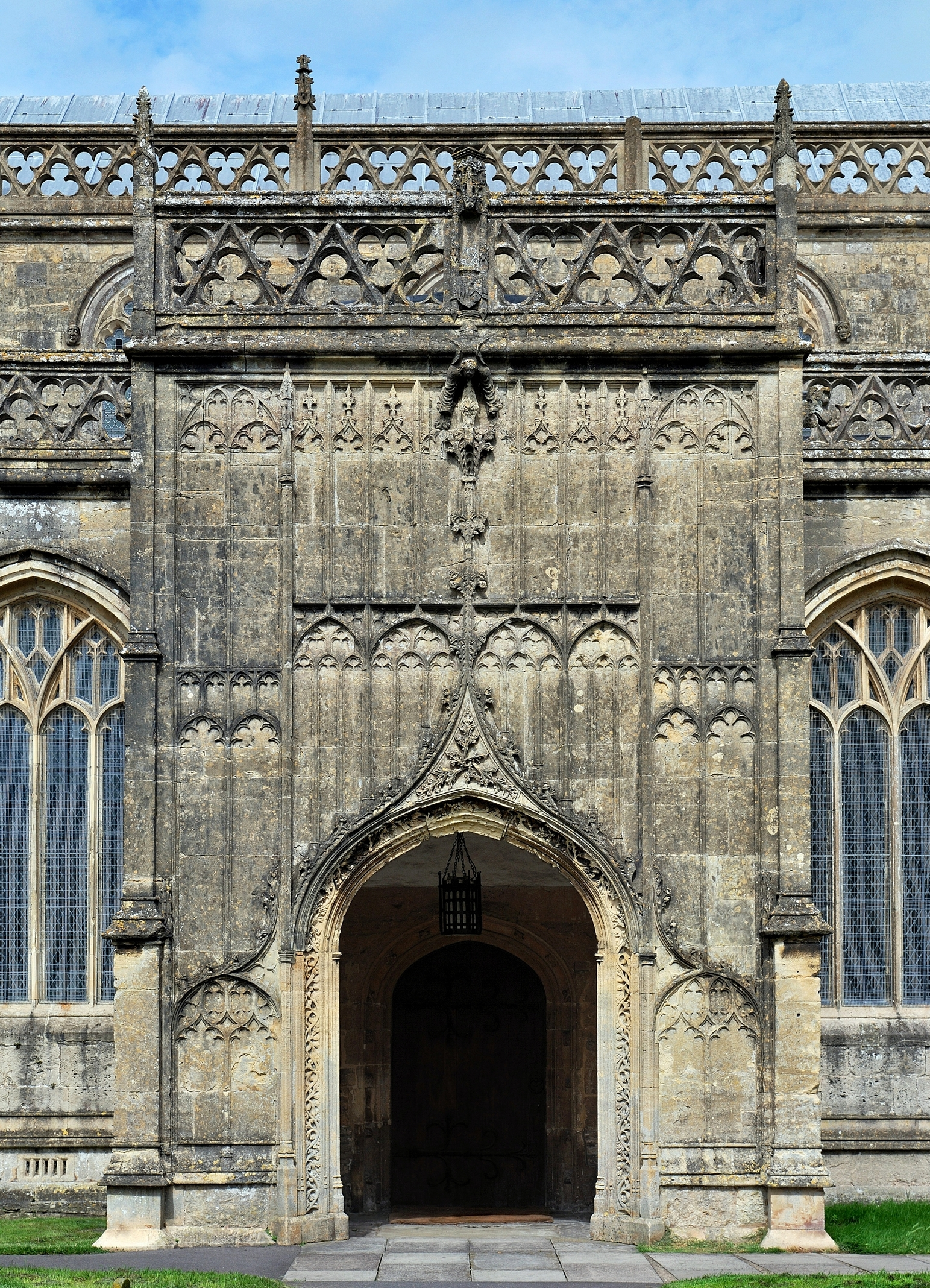
Ц-ва Св. Марії, Яттон, плаский декор південного порталу
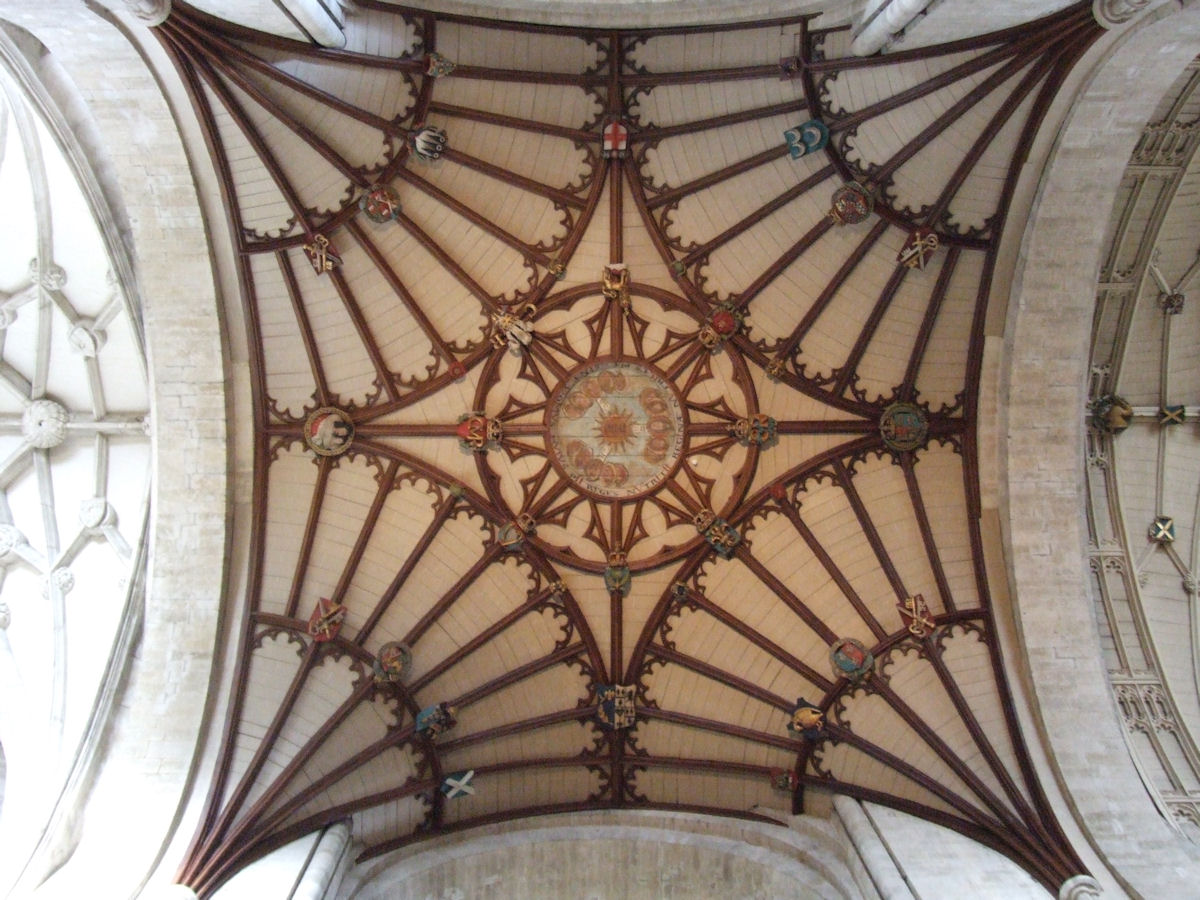
Склепіння собору у Вінчестері
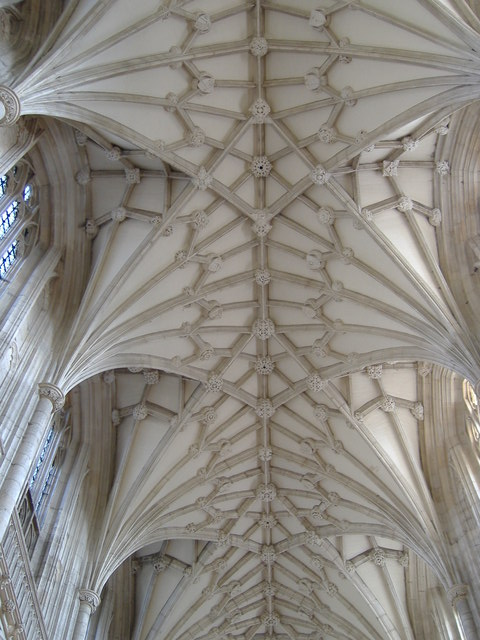
Собор у Вінчестері, склепіння головної нави.

##### Плани готичних соборів Британії

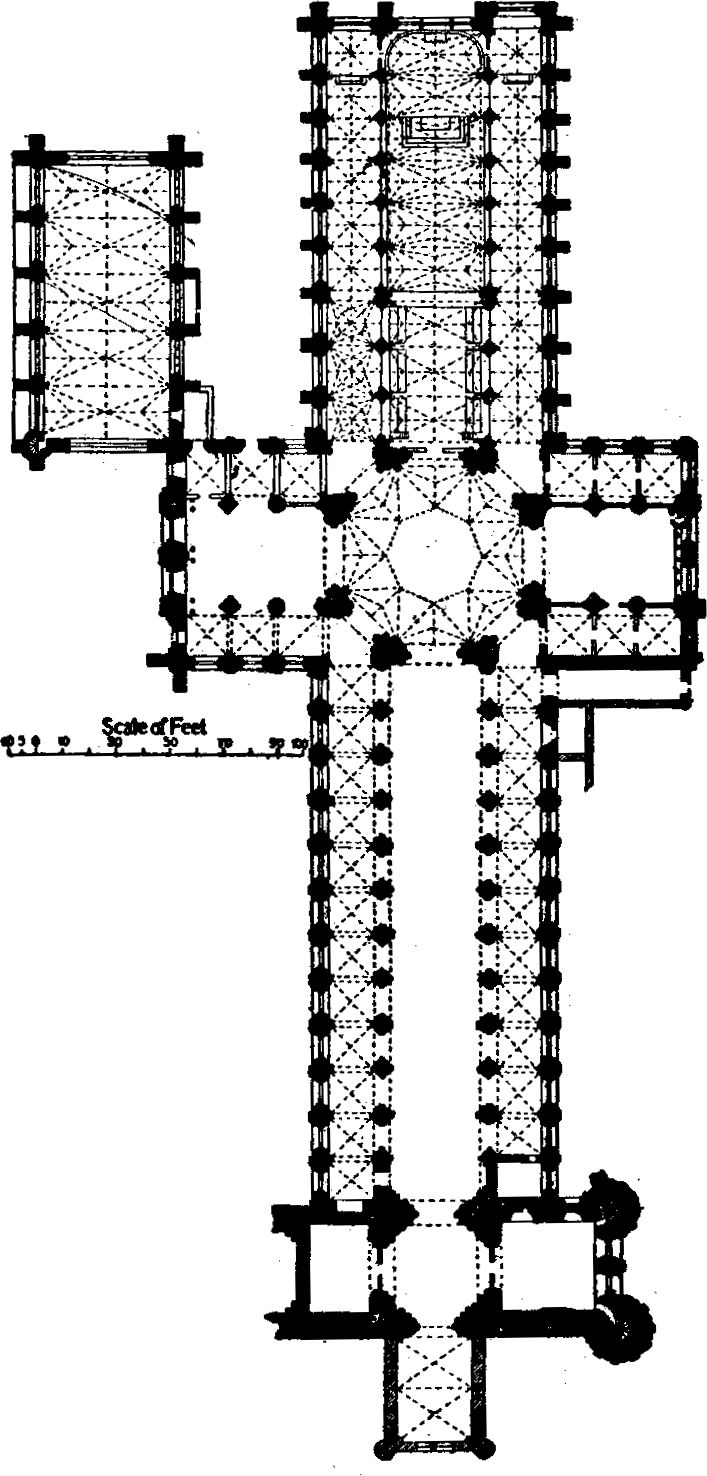
План собору в Ілі.
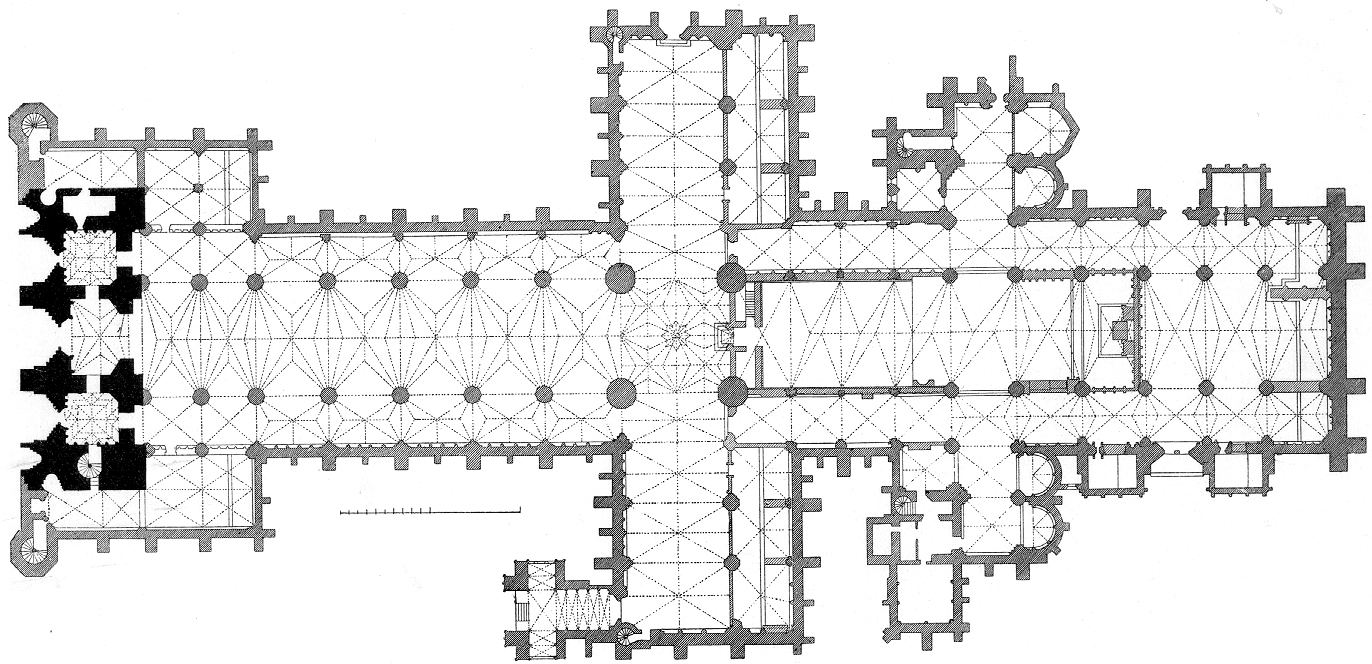
План собору в місті Лінкольн, Англія.
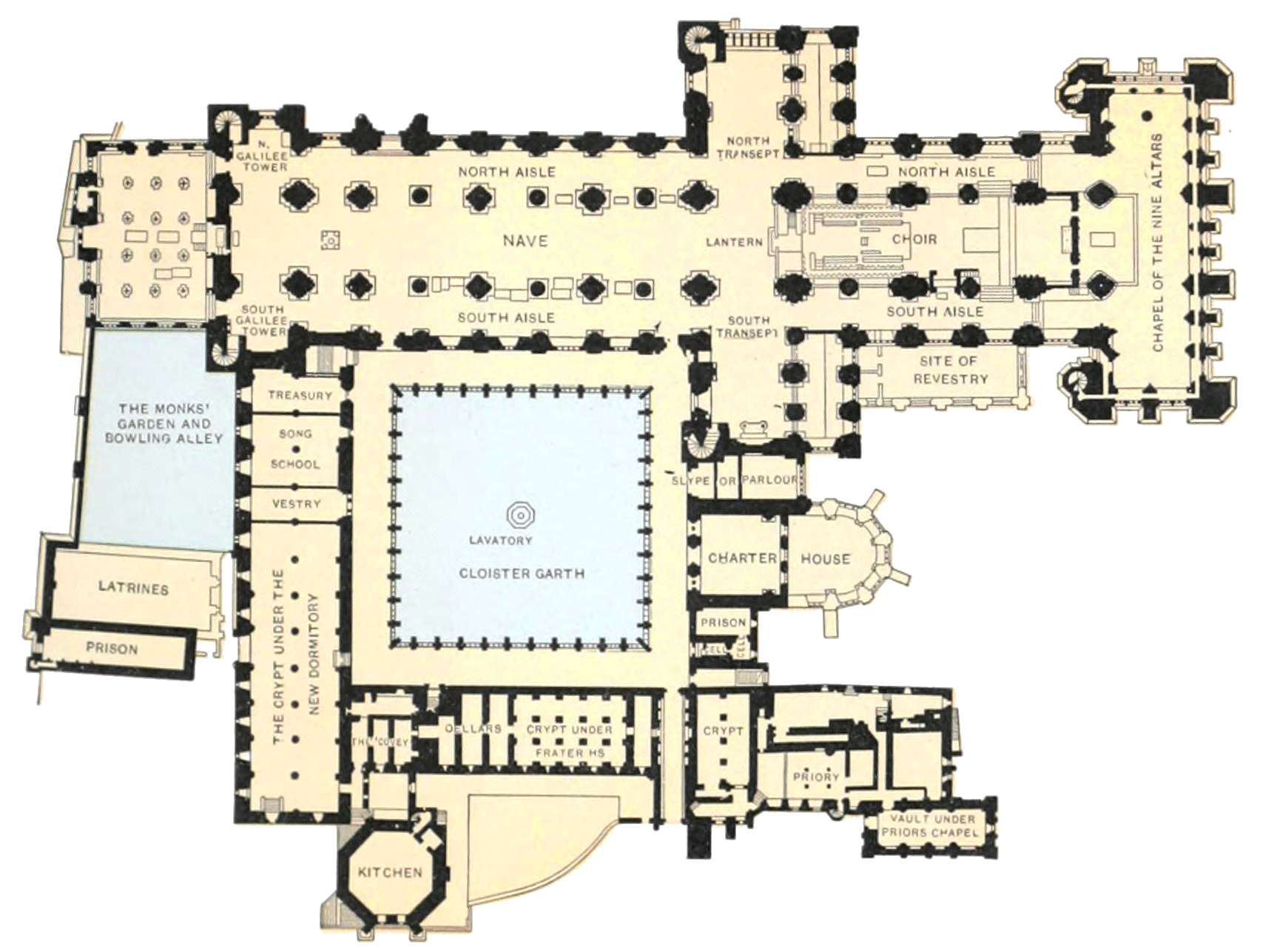
План собору в місті Дарем.
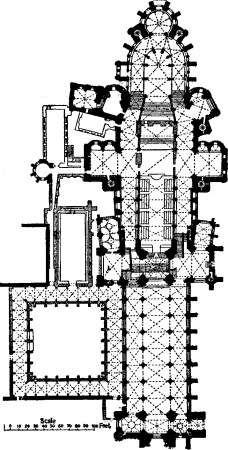
Кентерберійський собор, план

### Іспанія

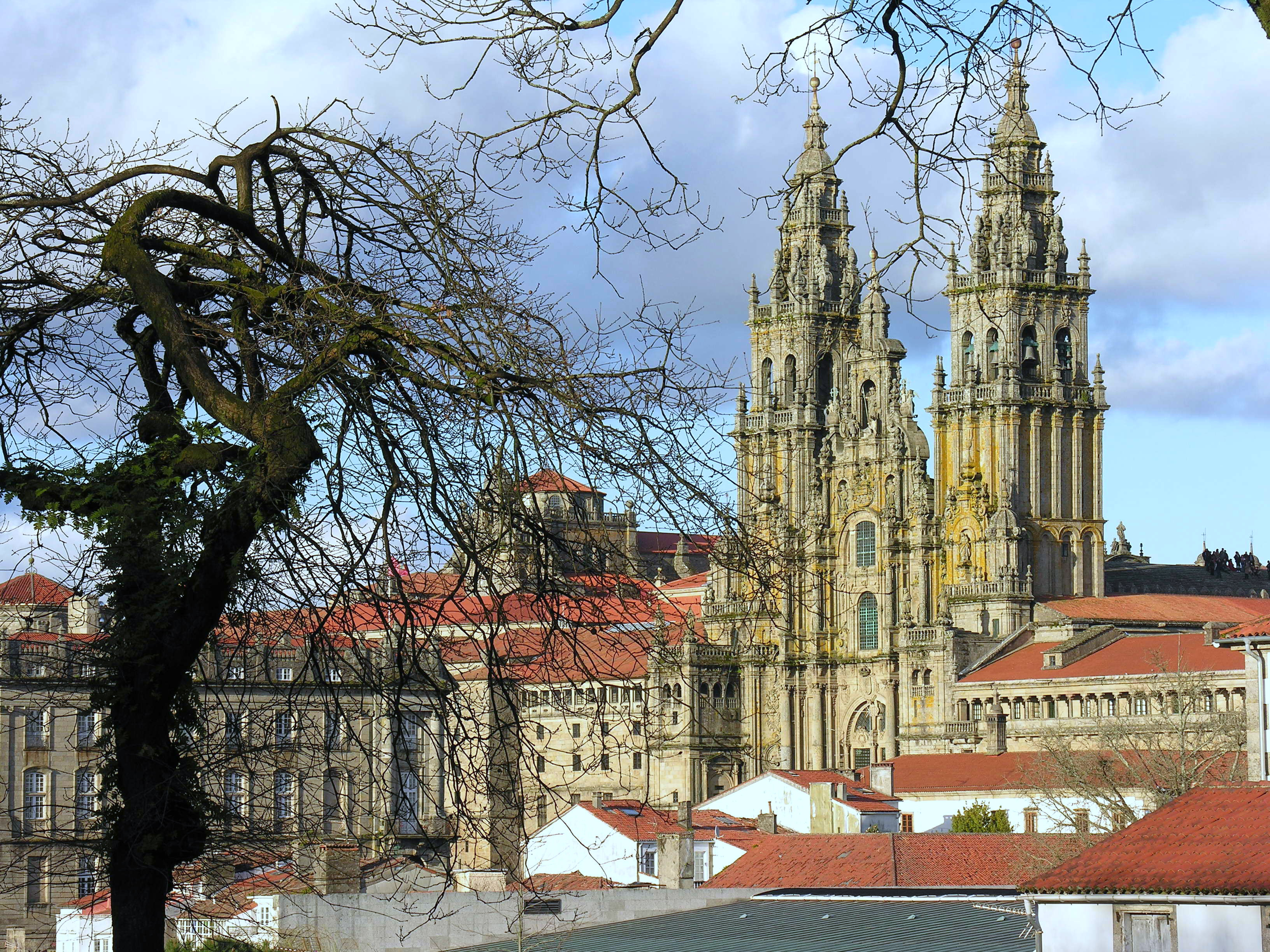
Кафедральний собор, Сантьяґо-де-Компостела

Араби привнесли в мистецтво Іспанії розвинуту культуру орнаменту і залишили низку прекрасних пам'яток архітектури в мавританському стилі, серед яких Велика мечеть у Кордові (XVIII ст.) і палац Альгамбра в Гранаді (XIII—XV ст.). В XI—XII ст.ст. на території Іспанії в архітектурі розвивається романський стиль, найкраща пам'ятка якого — собор у місті Сантьяго-де-Компостела. У XIII — першій половині XV ст. в Іспанії, як і у всій Західній Європі, формується готичний стиль.
Кінець XII — початок XIII ст. в Іспанії, як і у всій Європі, були позначені важливими змінами: посилилась могутність великих монархів, об'єднувалися дрібні держави, монастирі втрачали свій вплив, виникли міські общини з їх самоуправлінням. Все це сприяло пробудженню народної свідомості усіх сфер життя суспільства і насамперед мистецтва, архітектури, що відобразилось у готиці.
Іспанська готика нерідко запозичує мавританські риси (собори в Севільї, Бургосі і в Толедо).
Катедральний собор у Толедо — серед найбільших у Європі. Його заклали у 1227 році чи близько тої дати. Має п'ять нефів і нагадує французькі взірці. Толедо був центром католицизму в Іспанії, тому собор постійно добудовували (зала капітули, ризниця, релікварій, навіть гардеробна зала). Внаслідок цього він втрачав чистоту стилю готики, але збагачувався рисами других стилів та насичувався зразками мистецтв (різьблення крісел Алонсо Берругете — шедеври ужиткового мистецтва Іспанії у хорі кафедрального собору). За планом мало бути дві башти на західному фасаді. Але звели лише одну, та таку високу, що стала домінантою історичного центру Толедо.
Особливе художнє явище в Іспанії — так званий стиль «мудехар», що сформувався злиттям в архітектурі елементів готики (а пізніше — Ренесансу) з мавританською спадщиною.

### Італія

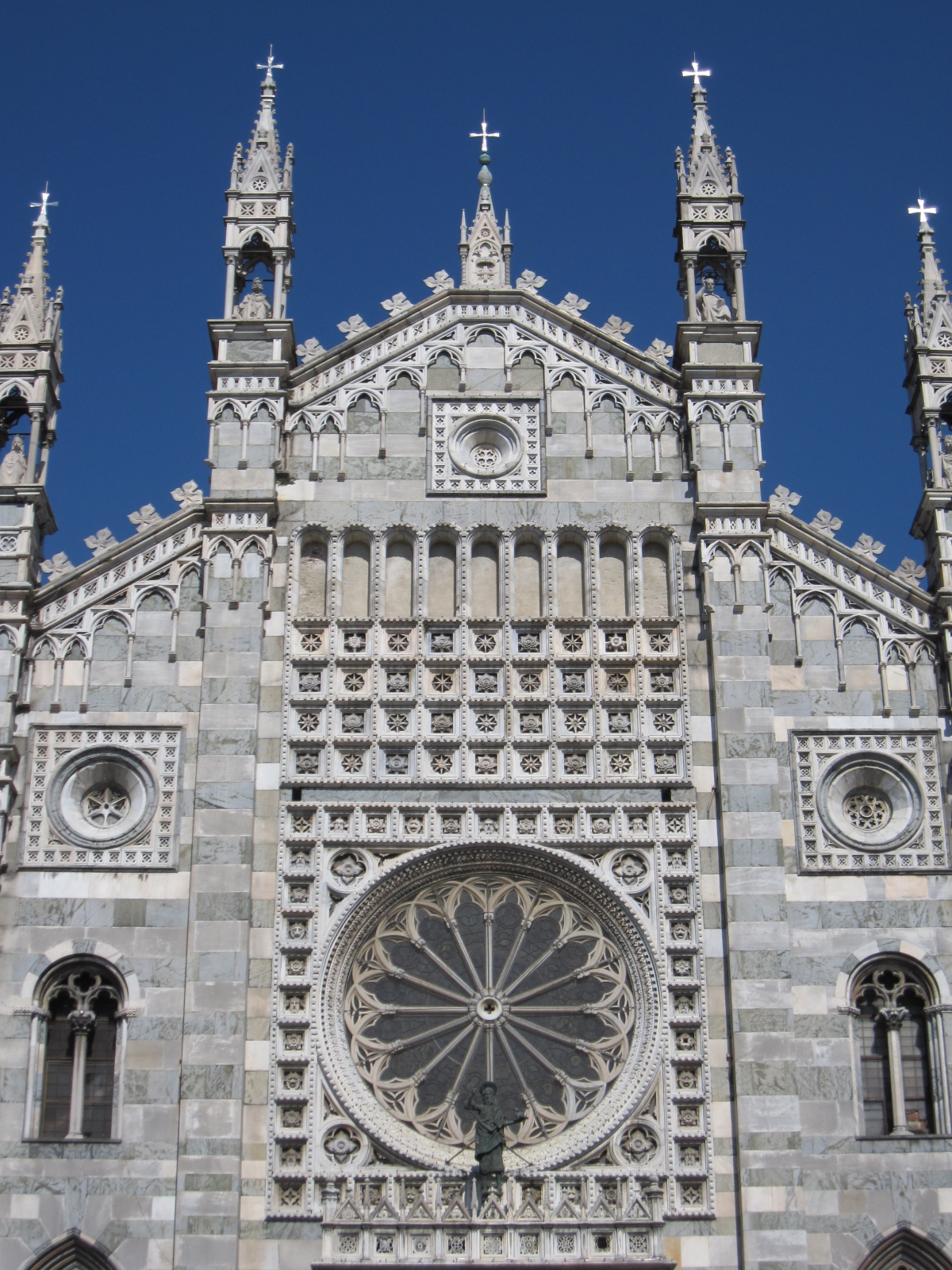
Собор Івана Хрестителя (Монца)

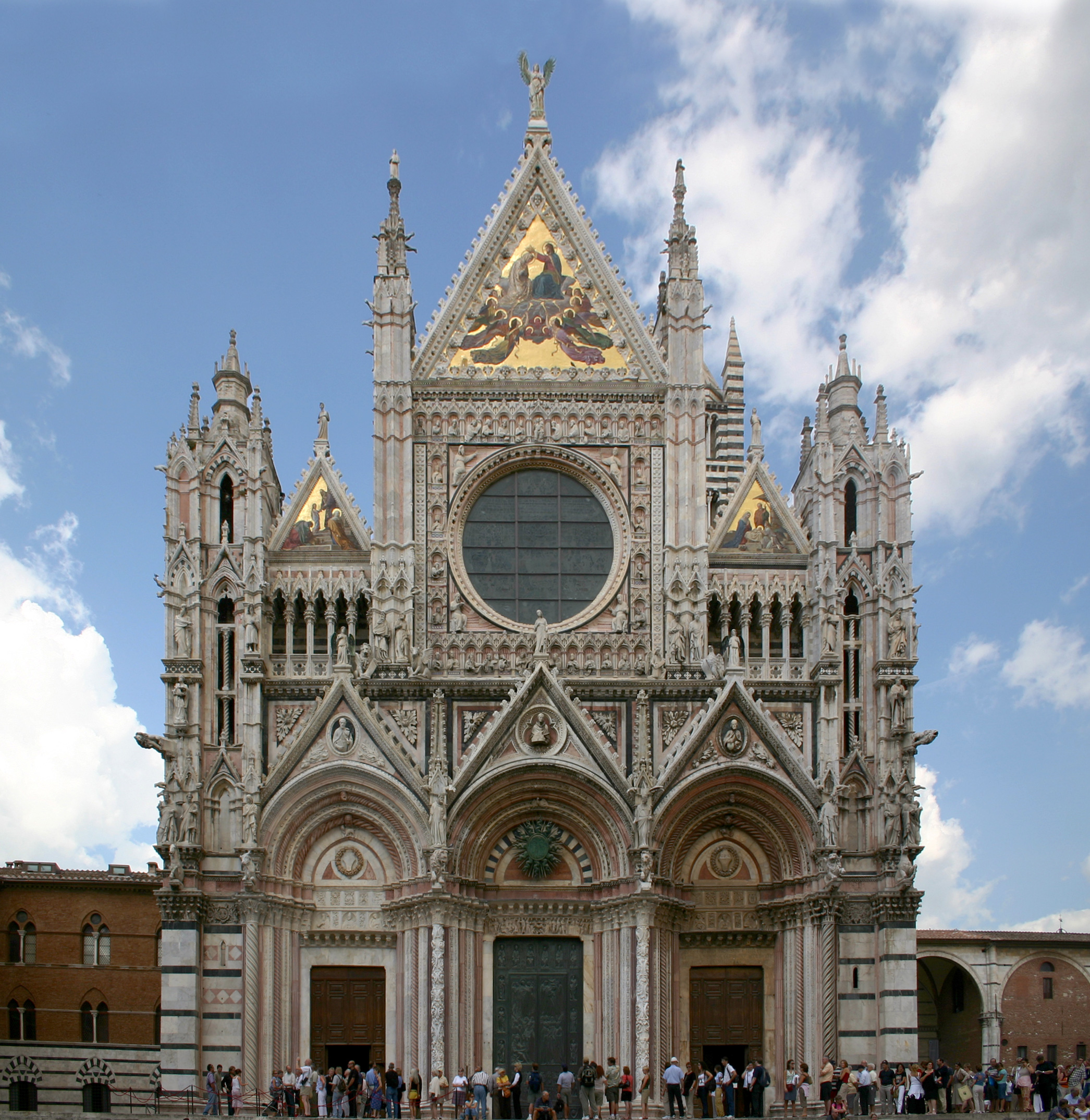
Сієнский собор. Західний фасад.

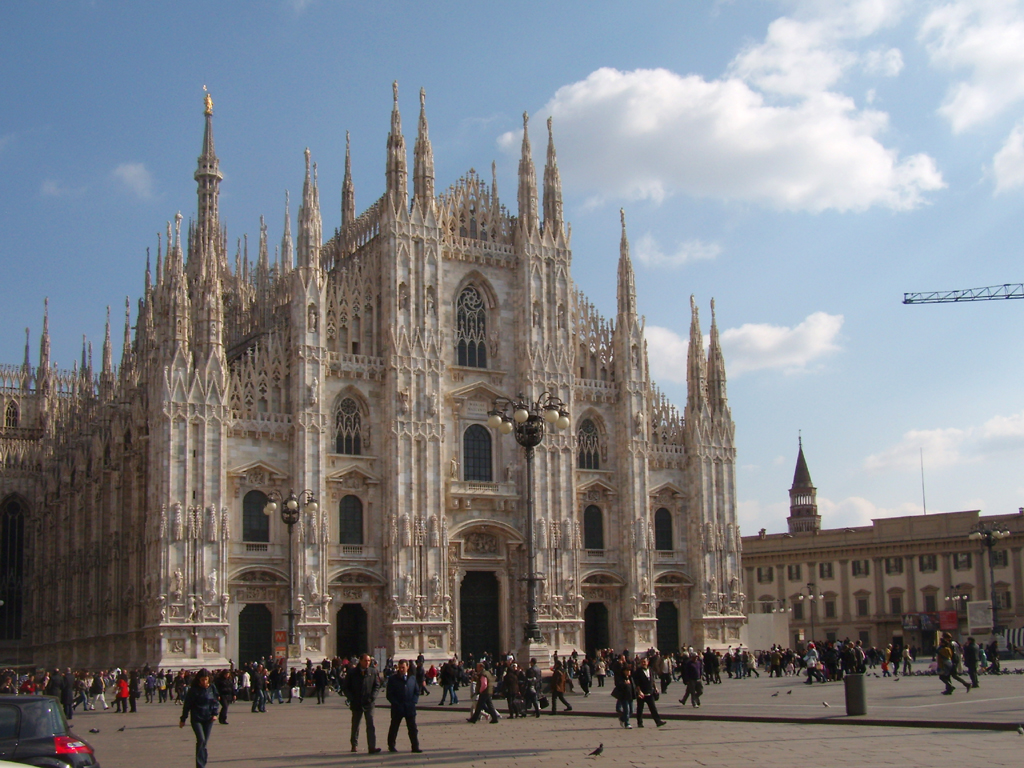
Міланський собор

Мистецтво посіло надзвичайне місце в свідомості і діяльності невеликих князівств Італії. Не тільки сакральна архітектура, а і створення бронзових монументів, суспільно значущих світських споруд, фресок, ікон — стало предметами уваги як простого люду чи купців, так і урядовців чи аристократії, що шукала політичної підтримки і популярності. Вже в XII—XIII ст. Візантійська імперія та арабські країни були значно обмежені в використанні торговельних шляхів Середземномор'я, які перебрали на себе міста Італії. Італійські міста-держави Піза, Генуя, Венеція надзвичайно збагатилися в посередницькій торгівлі між країнами Сходу і слабкою Візантією та країнами Європи. Ремесла розквітли в містах Мілан, Сієна, Болонья, Флоренція. Накопичені багатства і були спрямовані на створення нових величних соборів, фортець, замків, палаців, урядових споруд. Риси своєрідності мала вже архітектура романської доби Італії та так званий інкрустаційний стиль. Останній виник в Італії через наявність різнокольорових покладів каменю і мармуру та через любов італійців до орнаменту. Архітектура XII—XIII ст. в Італії не відрізнялась стильовою єдністю. Вже перші готичні споруди (Сієнський собор, собор в Орв'єто), незважаючи на значні розміри, не мають містичного спрямування вгору, а врівноважені, дивують поєднанням різнокольорового каменю з іншими засобами декору — мозаїками, тесаними деталями, рельєфами.
В Італії дістали поширення лише окремі елементи готики: стрілчасті арки, «рози». Основа — суто романська: широкі приземкуваті храми, гладка площина стін яких часто інкрустована кольоровим мармуром, що створює смугасту поверхню фасаду (собор у Сієні). Приклад пізньої італійської готики — величезний Міланський собор, який вміщує 40 тисяч людей, другий серед найбільших храмів Європи (початок будівництва XV ст. — кінець XVI ст.). Венецію й досі прикрашають її мармурові палаци з аркадами, що віддзеркалюються у каналах або лагунах (Палац дожів, 1310 р. — XVI ст.).

#### Мілан
Найбільш «готичною» спорудою Італії став Міланський собор, зберігаючи і готичність, і парадоксальність. Цьому сприяли і географічна близькість столиці Ломбардії до Франції і Німеччини, і культурні, торговельні зв'язки з країнами по той бік Альп. Великий за розмірами (158 м завдовжки і 58 м завширшки), він був одним з найбільших храмів Західної Європи і типовим готичним довгобудом. Побудова собору розтяглася з 1386 року до 1906 — го. За поземним планом Міланський собор нагадує сакральні споруди Німеччини. Але «німецький план» поєднується з ломбардським фасадом, що рясніє безліччю мармурових деталей і прикрас. Міланський собор справляє враження приземкуватої споруди, незважаючи на розміри і безліч башт, шпилів і башточок, що приховують його приземкуватість. Ще за часів Стародавнього Риму тут стояв храм богині Мінерви. В середньовіччя його замінили дві церкви — Санта Текта та Санта Марія Маджоре, які остаточно зруйнували в XVI ст. Вивільнені площі і відвели під споруду Міланського собору. Первісний план створив архітектор Марко ді Кампіоне. За його планом мав виникнути комплекс сакральних споруд, який так і не був реалізованим. За планом Марко ді Кампіоне — собор мав розпланування у вигляді латинського хресті і п'ять нав. Але протягом п'ятсот п'ятдесяти років до побудови Міланського собору були причетні сто вісімдесят (180) різних архітекторів, скульпторів, художників, що обумовило парадоксальність його побудови і декору в різних стилях. В Європі — це найбільша споруда, цілком вибудувана з мармуру.

#### Флоренція
Готичні впливи мали місце при створенні трьох відомих пам'яток Флоренції готичної доби — це Санта Марія Нуова, церква Санта Кроче та Санта Репарата (пізніше перейменована в Санта Марія дель Фйоре). Але відразу впадали у око разючі відмінності. В церкві Санта Кроче (Святого Хреста) архітектори відмовилися від кам'яних склепінь. Їх замінили дерев'яними балками, що полегшило навантаження даху на опори. Стовпи опор можна було зробити на більшій відстані, а саму церкву — ширшою. Бічні нави поєднувались з центральною, що справляло враження єдиного і спокійного інтер'єру без значного потягу догори, притаманного соборам Франції та Британії. Наприкінці XIII ст. розпочато будівництво головного собору Флоренції — Санта Репарата. Проєкт споруди створив архітектор Арнольфо ді Камбіо, причетний до проєкту і будівництва і церкви Санта Кроче. Створення велетенського (153 м завдовжки) собору мало на меті зрівняти флорентійський собор з готичними соборами інших країн. Собор заплановано настільки великим, що в реальності вибудували значно коротшим в довжину при збереженні проєктної ширини в 40, 6 метри.

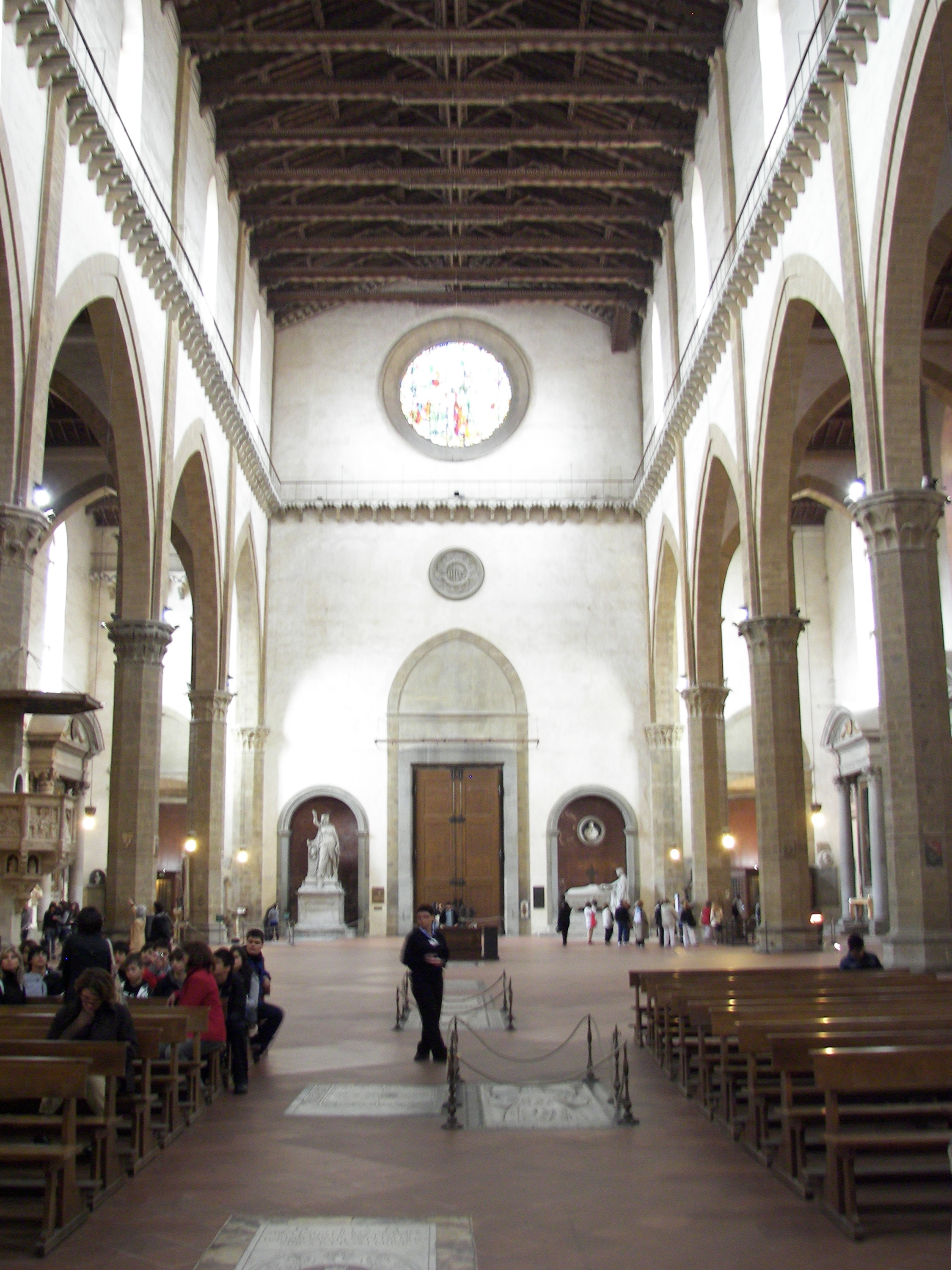
Санта Кроче, інтер'єр.
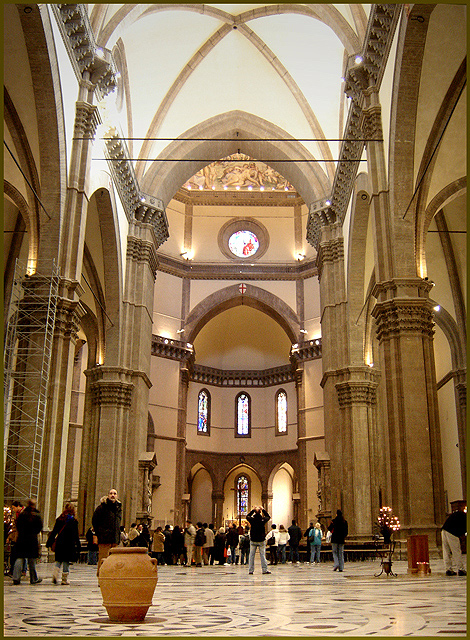
Санта Марія дель Фйоре, інтер'єр.

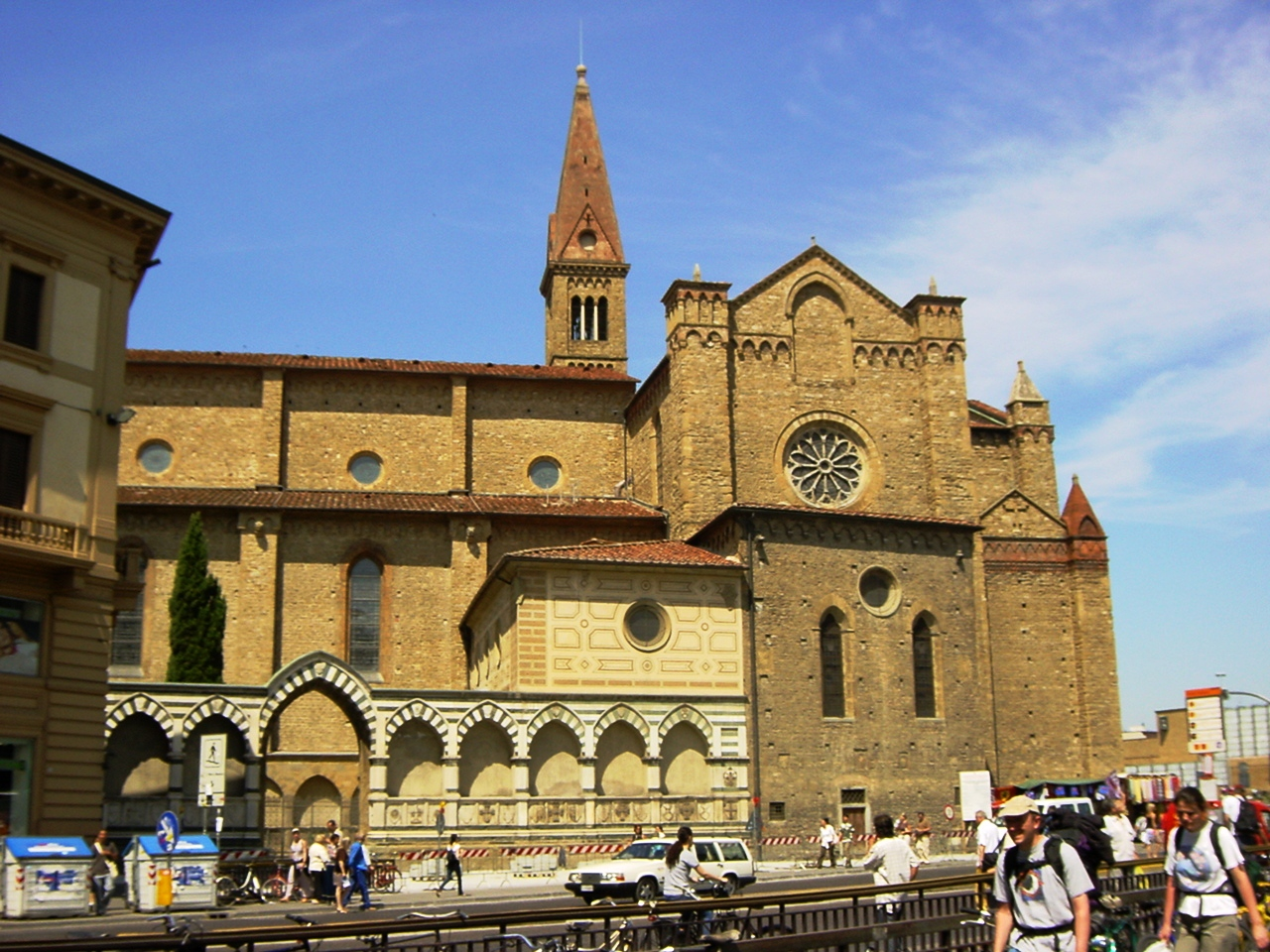
Флоренція, Санта Марія Новелла, бічна і вівтарна частина церкви.

Ясна побудова і «зальність» притаманна й інтер'єру Санта Репарати, незважаючи на готичність стовпів і кам'яні склепіння без рясного малюнку нервюр. Відмінності були і в відсутності звичного трансепту та середхрестя. Замість нього Арнольфо ді Камбіо спроєктував велетенський восьмикутний хор, який планував перекрити — куполом. Купол — елемент архітектури, детально розроблений ще архітекторами Стародавнього Риму. Годі й шукати подібного рішення в проєктах і готичних спорудах Франції, «батьківщини» готики. Ясними, «зальними», позбавленими готичної переускладненості виглядають навіть плани нібито готичних споруд Флоренції — і Санта Кроче, і Санта Репарати. Ще за часів готики в Тоскані і Флоренції склалися умови для проторенесансу і тріумфального розвитку архітектури італійського Відродження. Купол в добу готики так і не змогли створити через технічну складність завдання. Величний купол таки створять, але в добу Відродження.

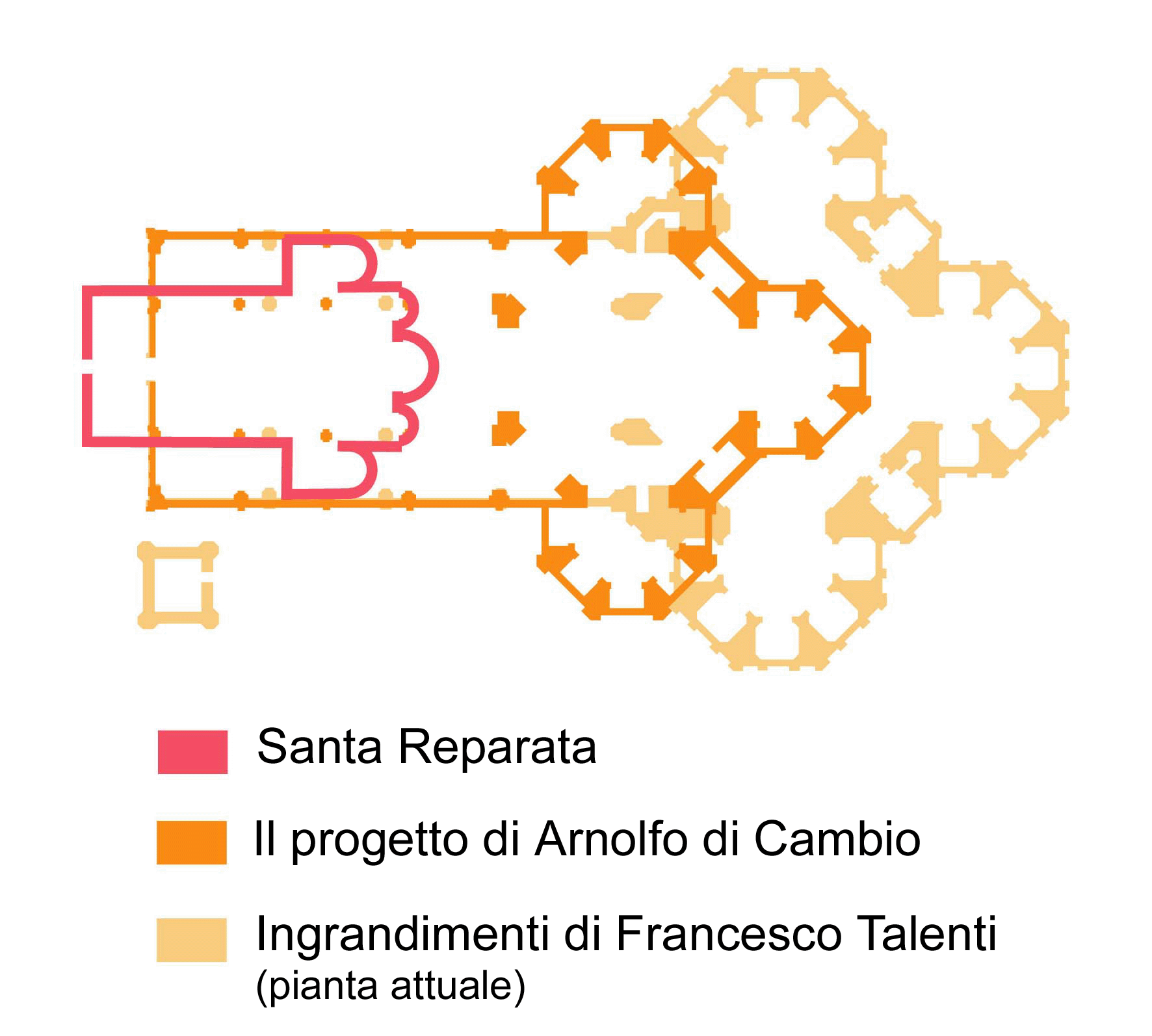
Санта Репарата і проєкт Арнольфо ді Камбіо.
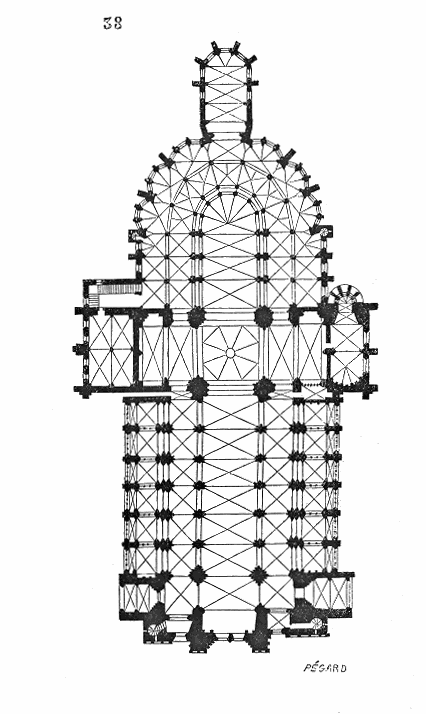
Нотр Дам в Кутансе, Франція, план.

### Нідерланди

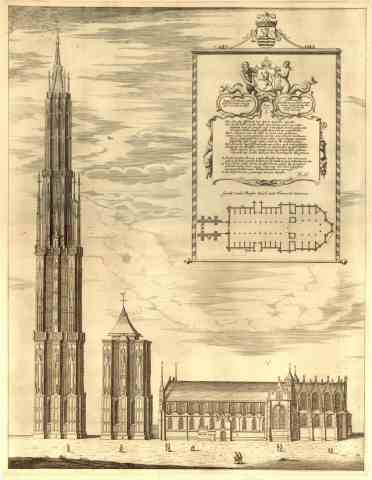
Вежа монастиря Св. Льовена, м. Зірікзе, Голландія. Ліворуч — проєкт і задум, поряд — 2 здійснені яруси.

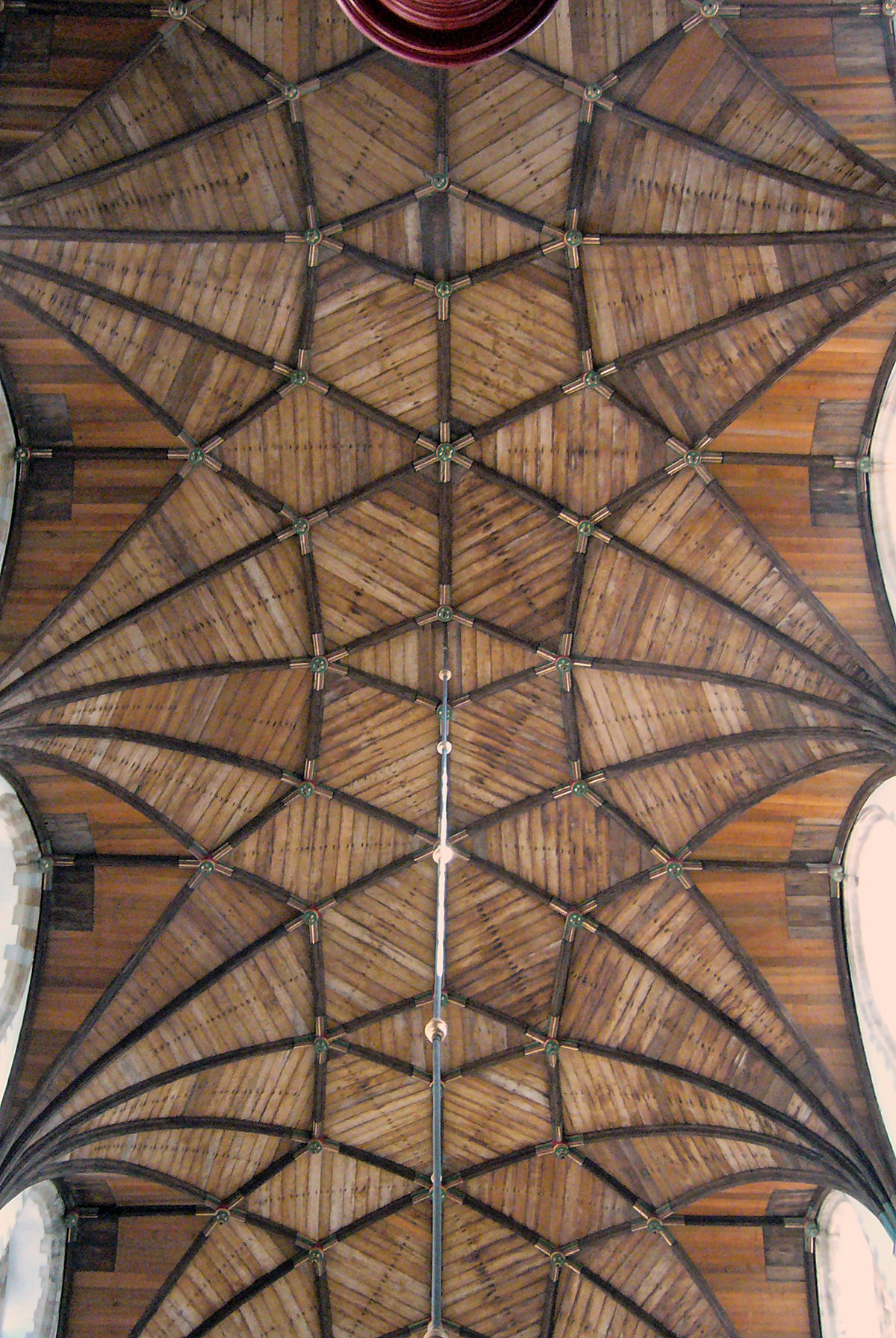
Дерев'яні готичні склепіння протестантської церкви Св. Баво в Гарлемі, 14 ст.

Тодішні землі Нідерландів нині поділені між Бельгією, Голландією (що зберегла історичну назву Нідерланди), Люксембургом та північною Францією.
Вже в XII столітті архітектура Нідерландів та інженерне знання досягли значних успіхів. Романський стиль дещо затримався тут, породивши цікаві компромісні форми з романськими та готичними рисами, як то було характерне і для готики Німеччини. Прикладом такого компромісу були споруди собору в Турне, що південніше Брюсселя. Собор мав одну вежу над середхрестям і чотири — біля трансептів, що надало споруді своєрідності і величі. Виразність хору собору в Турне була такою значною, що стала прикладом для інших сакральних споруд, наприклад, в Утрехті.
Найзначнішою спорудою доби готики став собор Св. Гудули в столичному Брюсселі, закладений 1220 року і закінчений в 15 ст. Зразком для нього слугував Реймський собор Франції. Але в Нідерландах не отримала значного розвитку скульптура на фасадах, що додавало такої виразності і привабливості соборам Франції. Тому фасади собору Св. Гудули більш стримані.
Амбітні проєкти виникають не тільки в столичних містах нідерландських провінцій, а й в невеличких містах на кшталт Зірікзе, що південніше Роттердаму. За проєктом, вежа монастирської церкви Св. Льовена мала мати п'ять ярусів попри фігурний дах, але встигли вибудувати лише велетенські два нижні.
Низинні землі (Нідерланди) мають вологі, нетривкі ґрунти. Тут небезпечно було будувати досить високі собори з кам'яними склепіннями, а ті, що будували, руйнувалися через усадку споруд і ґрунту. Це обумовило спорудження лише величних веж і невисоких сакральних споруд з дерев'яними перекриттями, характерними для ранніх готичних споруд Італії і, особливо, для Англії. Відсутність значних покладів каменю спонукала до широкого використання цегли, особливо в північних районах.
Окрім сакральних споруд, значного розвитку досягло створення світських за призначенням готичних споруд — ратуш, гільдійських будинків, ринків. Розкута ініціатива містян і архітекторів сприяла надзвичайному їх поширенню і різноманітності образного ладу, якого в добу готики не мала жодна з країн Західної Європи. Нижні поверхи відводили під склади чи крамниці, верхні слугували для засідань міського самоврядування та керівників гільдій. Серед найстаріших зі збережених готичних гільдій — Палата сукновалів в місті Іпр, закінчена в 1304 р. Палата сукновалів була значно пошкоджена в роки Першої світової війни і реставрована в повоєнні часи. Захоплення сучасників викликали її розміри, схожі з невеликим собором, візерунки і краса ліній, схожі з палацами Венеції. Фасад споруди сягав 135 м завдовжки і мав вежу 70 метрів заввишки. Висотною домінантою багатого історичного міста Брюгге була і залишилась велична вежа Торгових рядів (1283—1364 рр.), більш схожих з іншими зразками національної архітектури, позбавлених легковажних візерунків і зайвих дрібниць. Риси пізньої готики притаманні іншим світським спорудам міського самоврядування в містах Левен, Ауденарде, Брюссель, які створені вже в XV та XVI століттях.
Незважаючи на проторенесансні риси мистецтва Нідерландів XV-XVI століть, готична стилістика зберегла свої позиції в будівництві. Прикладом широкого використання форм пізньої готики став собор в місті Мехелен (Малин), створений у 1342-1487 рр. Величну вежу собору, більш схожу на зразки Британії, добудували в XVI столітті, коли Нідерланди вже були другим після Італії відомим центром стилю Відродження в Західній Європі.

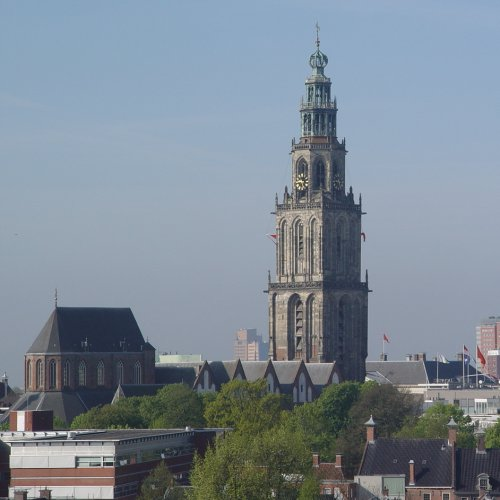
Вежа Св. Мартина, м. Гронінген.
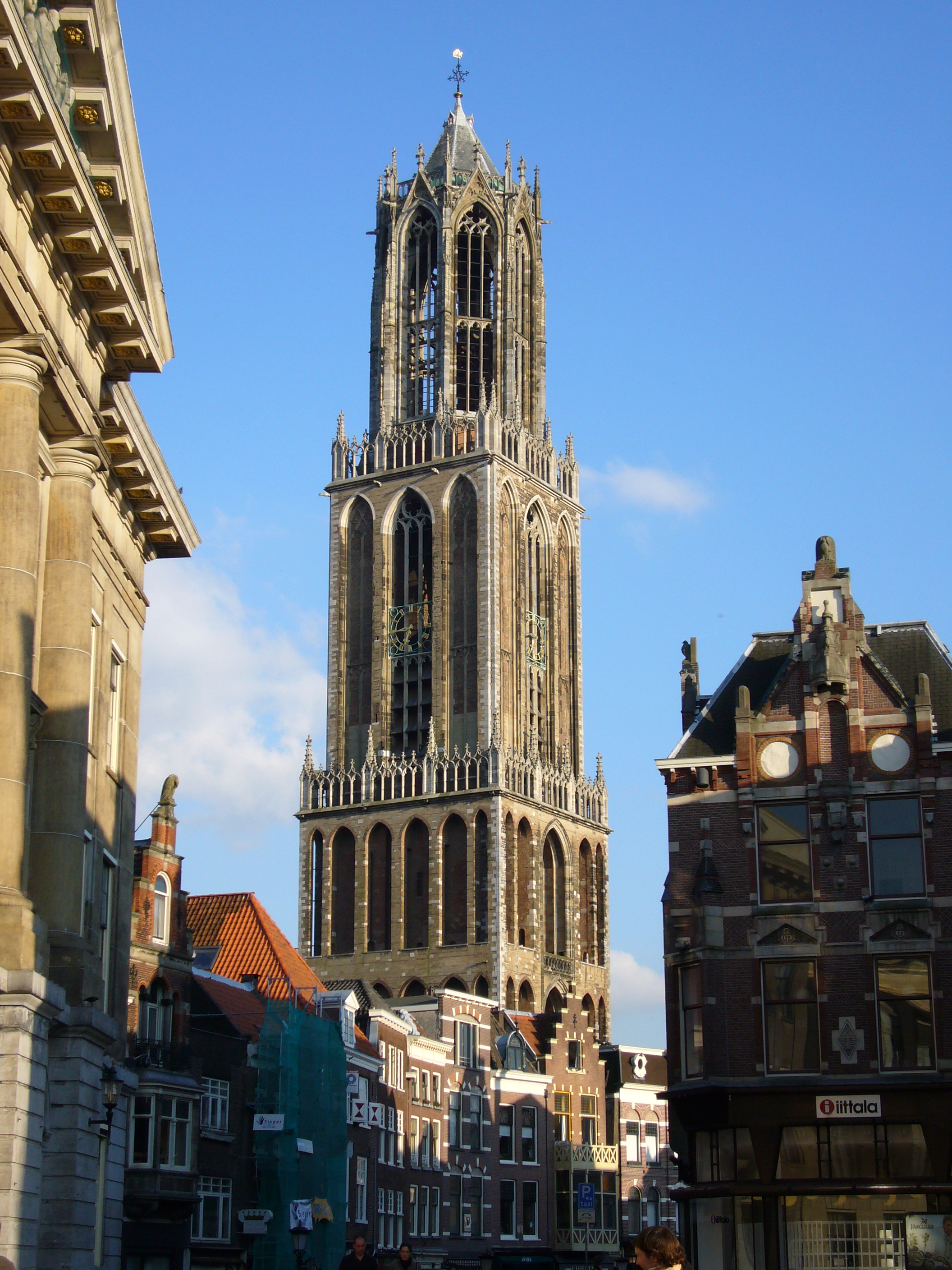
Вежа катедрального собору, м. Утрехт
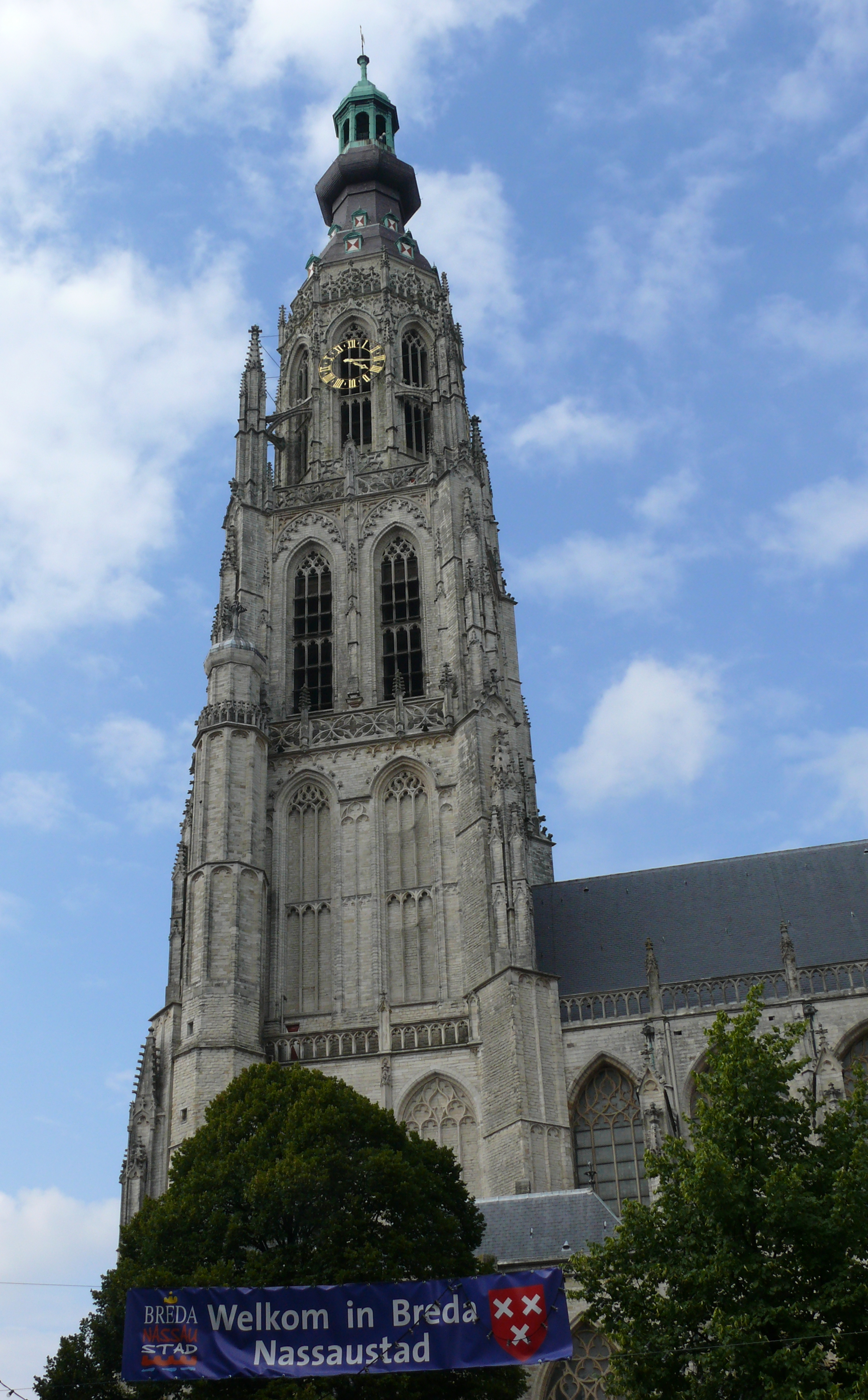
Велика церква, м. Бреда
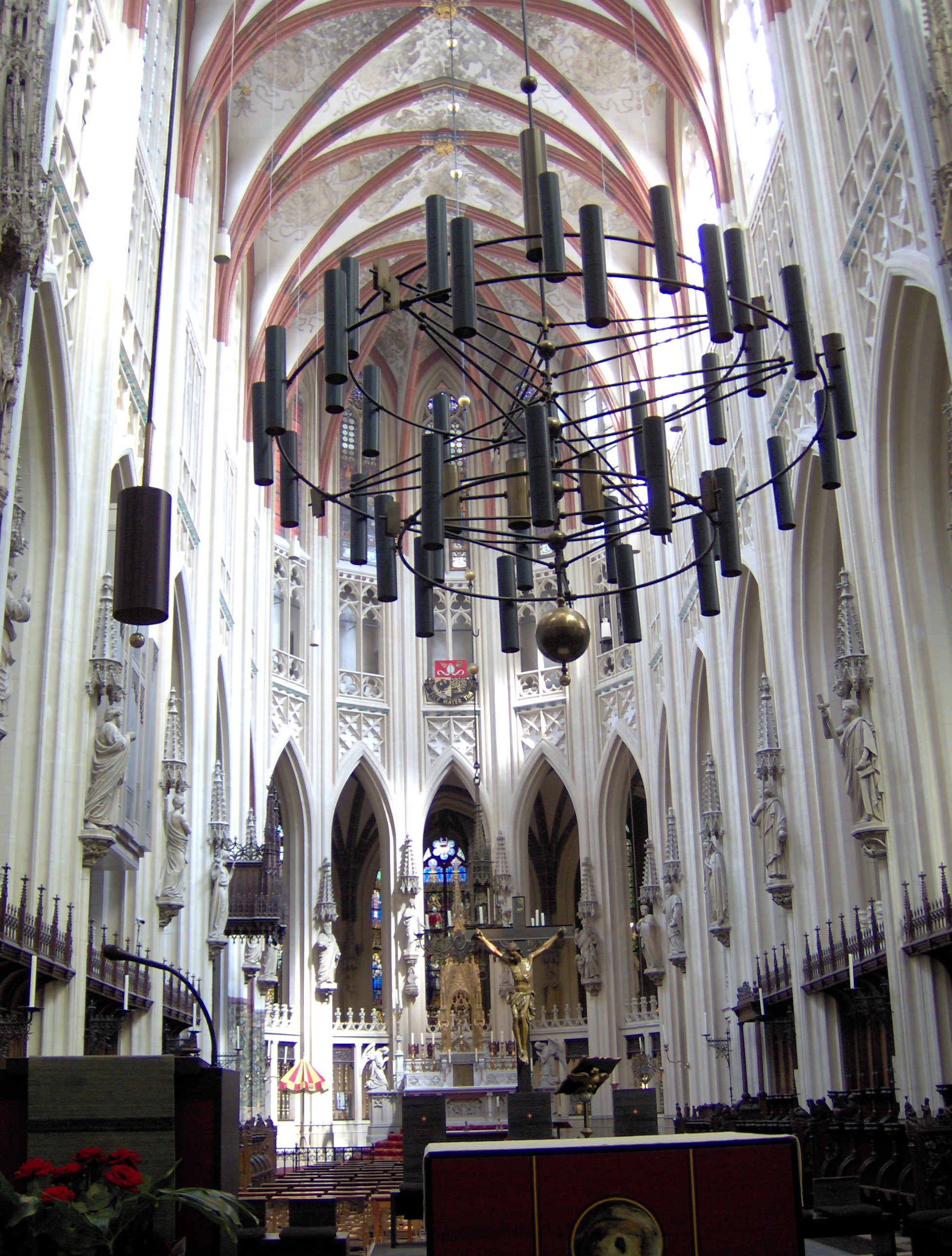
Церква Сінт Янс, м. Гертогенбосх
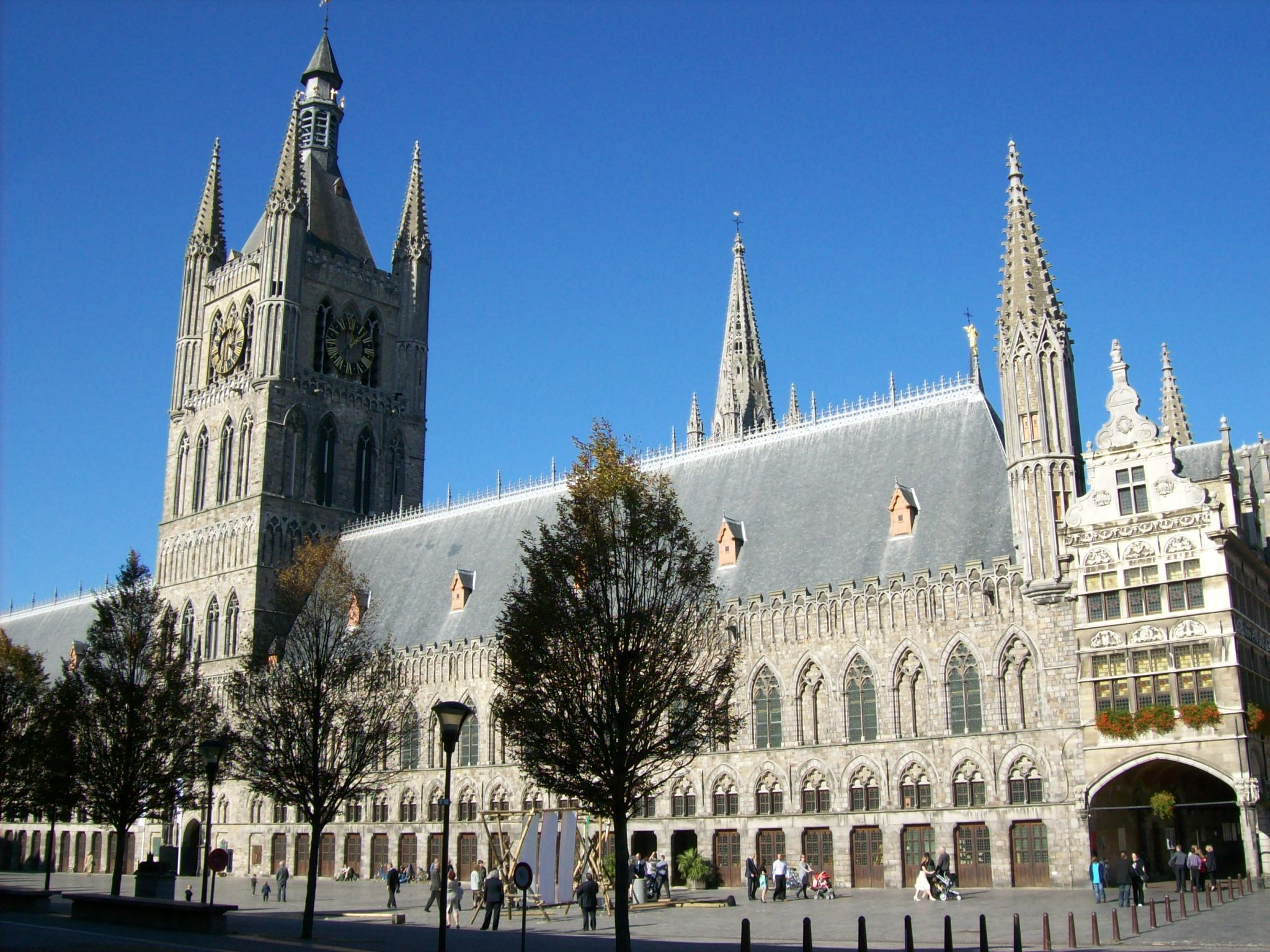
Палата сукновалів в місті Іпр
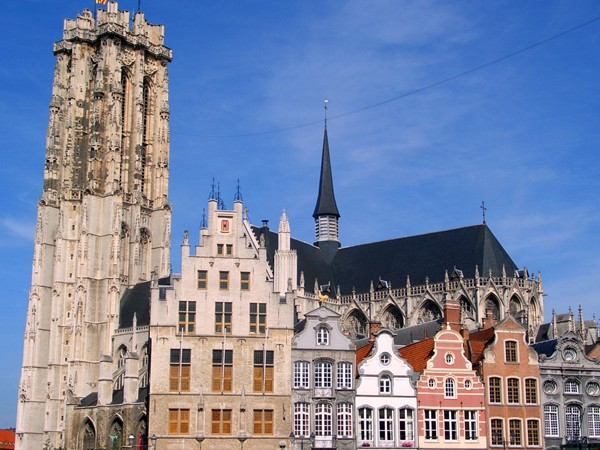
Катедральний собор, м. Мехелен

### Німеччина

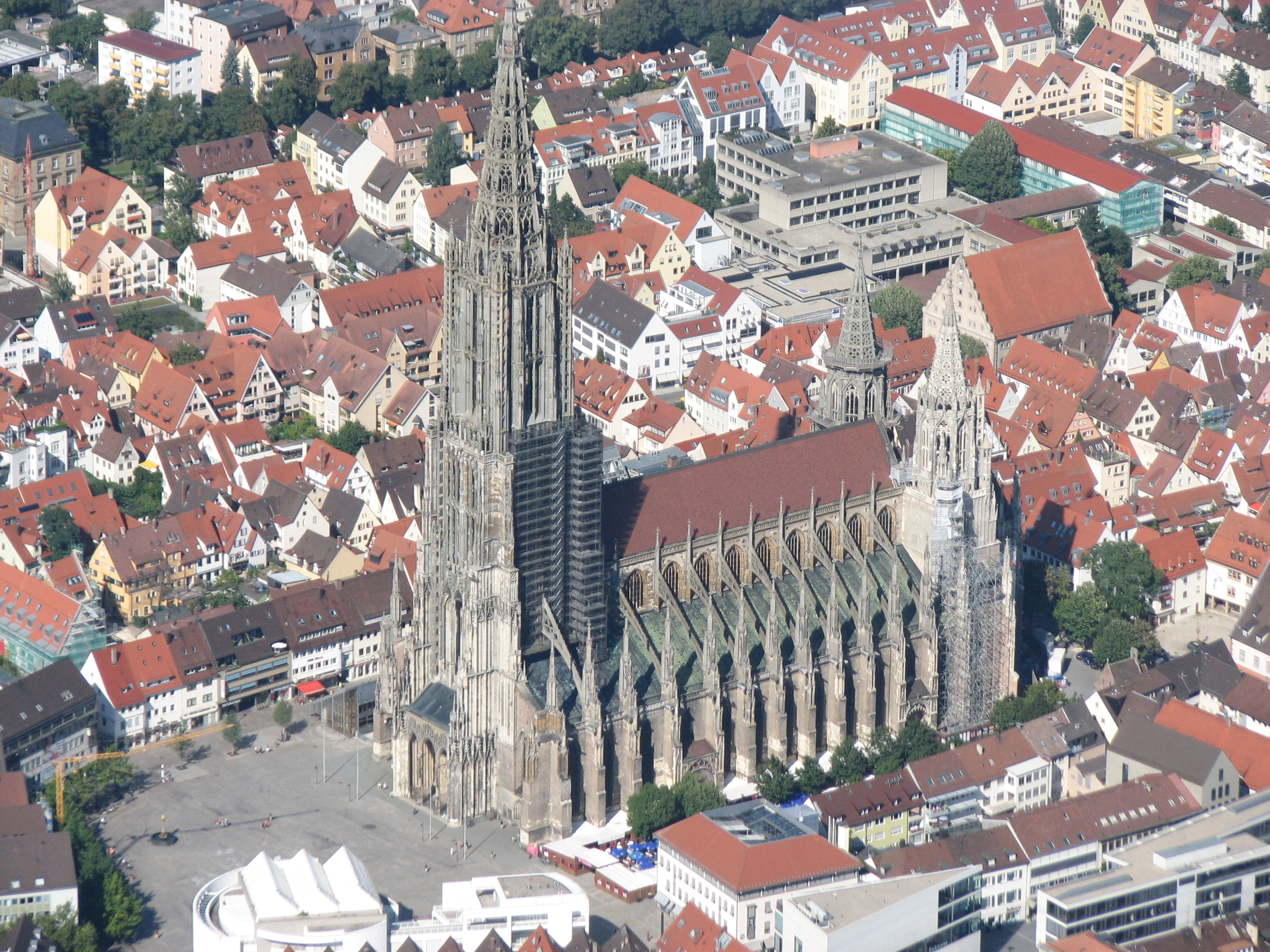
Ульмський собор

Німецька готика складалася під впливом готики Франції, але мала регіональні особливості. Недобудовані романські споруди добудовують в новому стилі або додають до них лише готичні деталі та елементи, не змінюючи конструктивну базу споруд. Виникає ціла низка споруд романсько-готичних, перехідного стилю, не позбавлених виразності, монументальності і досить відмінних від готичних споруд Франції, Іспанії, Британії. Серед значущих споруд цього періоду:
- Міхаельскірхе, XI ст., Гільдесгайм, Нижня Саксонія
- каплиця Санкт-Бартоломеус, 1017 р., Падерборн, Північний Рейн-Вестфалія
- собор Санкт-Кіліан, 1042—1188рр, Вюрцбург, Баварія
- собор Санкт-Петер-унд-Георг, 1186—1237 рр, Бамберг, Баварія

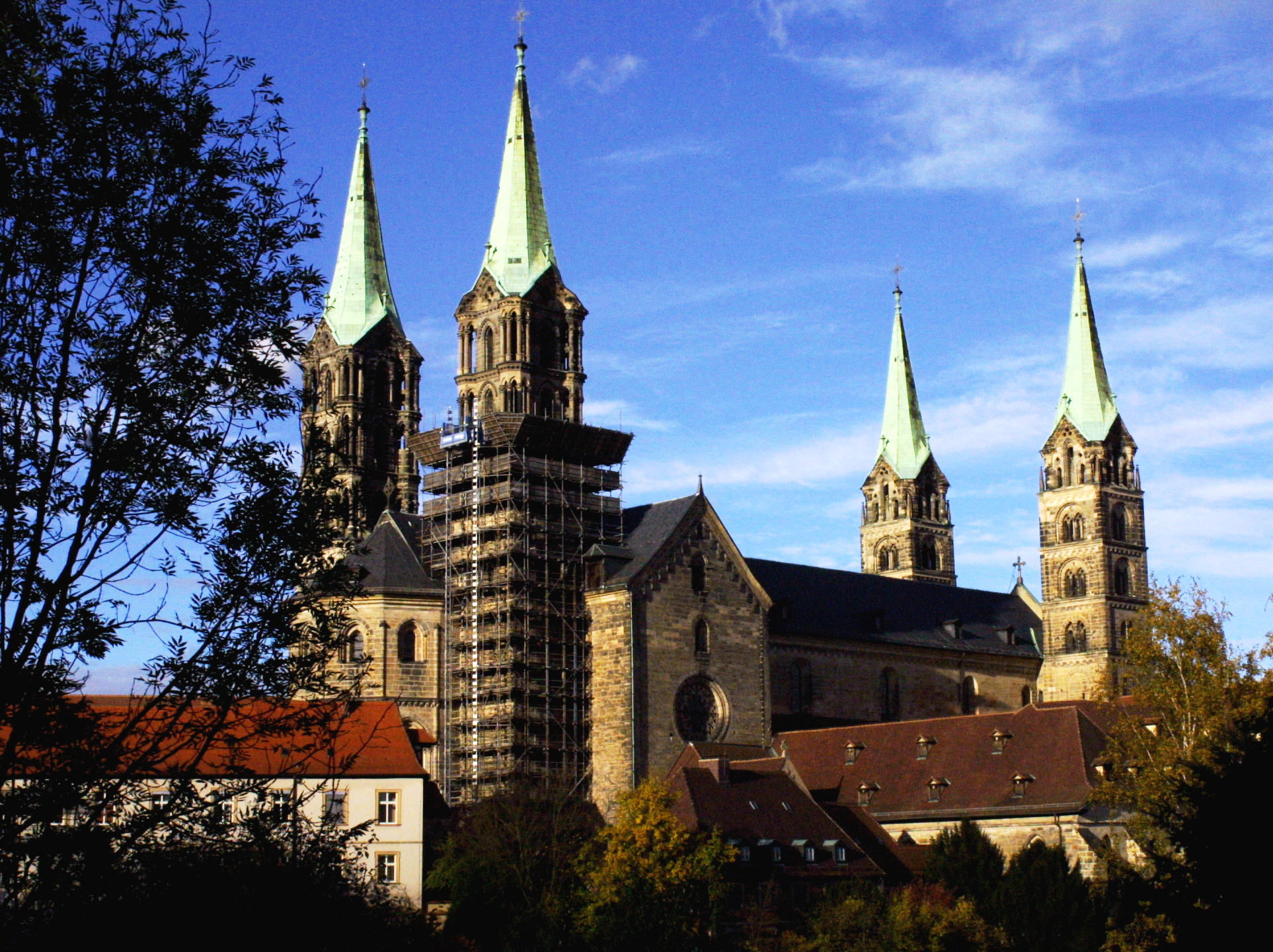
собор Санкт-Петер-унд-Георг, Бамберг, Баварія
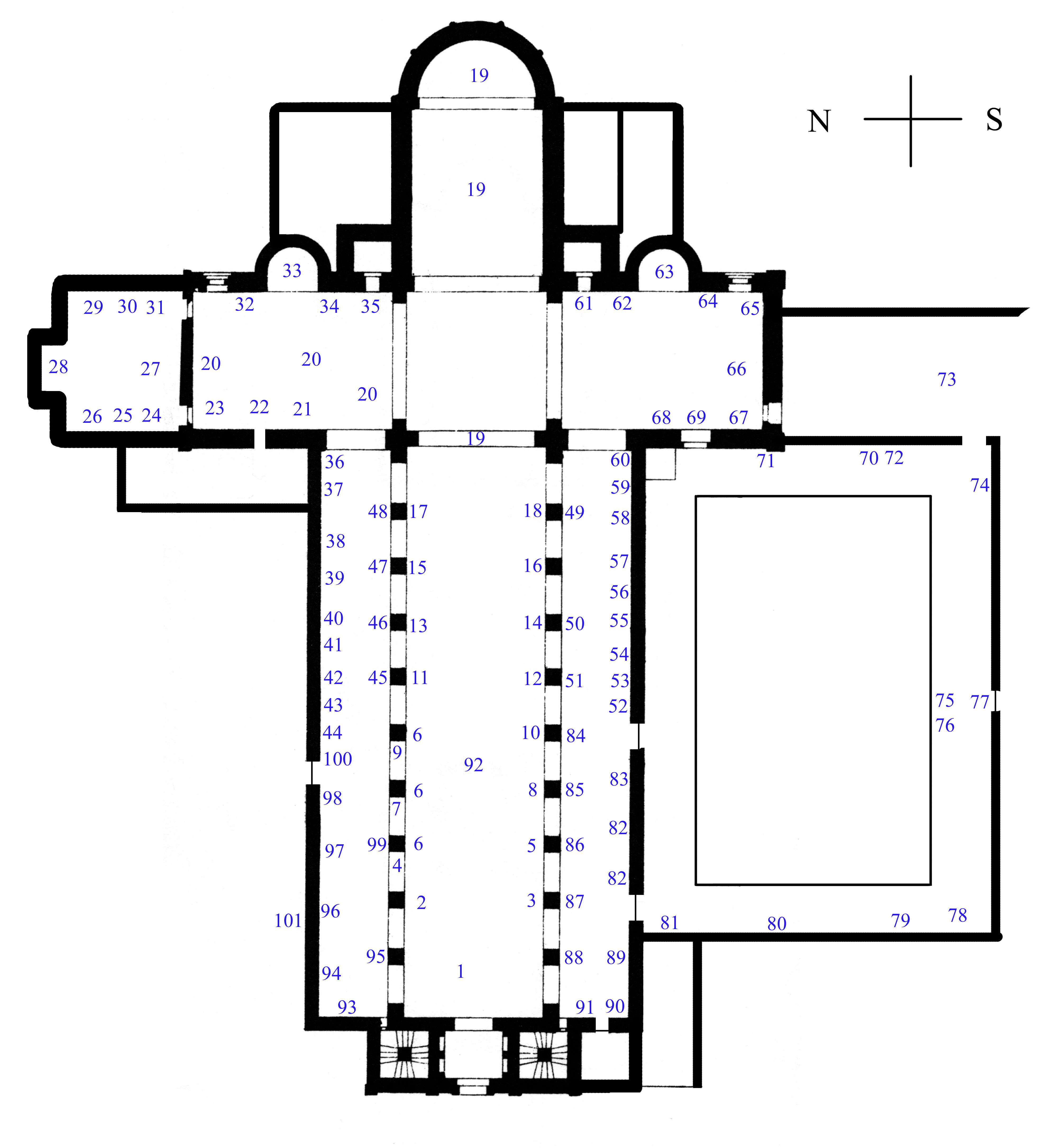
Катедральний собор, Вюрцбург, план
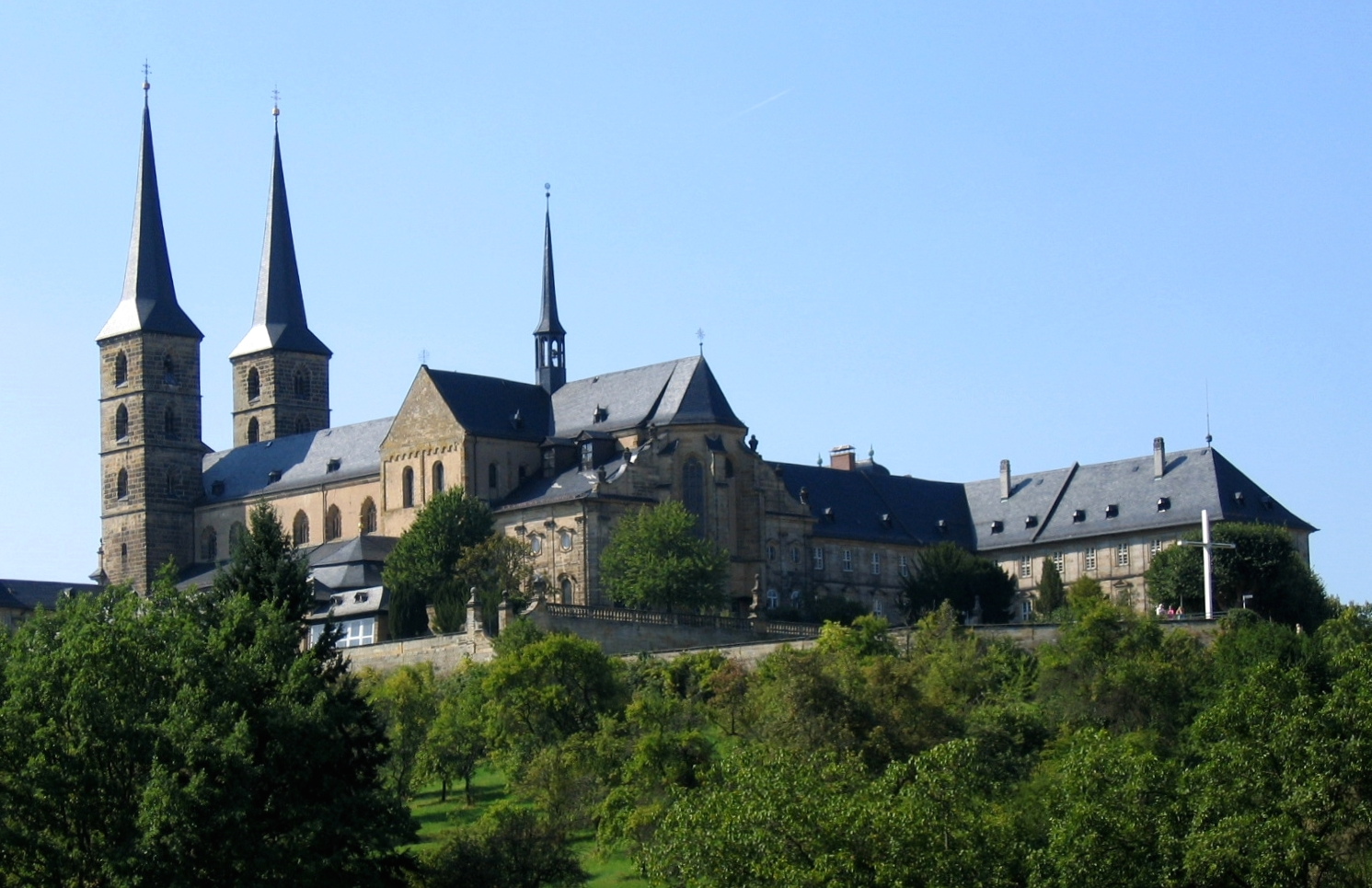
Михаельскірхе, Бамберг
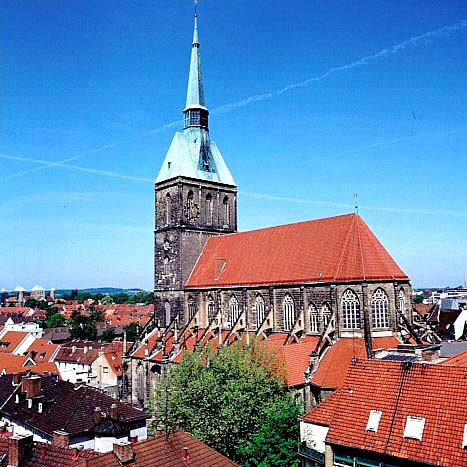
Санкт-Андреаскірхе, Гільдесгайм

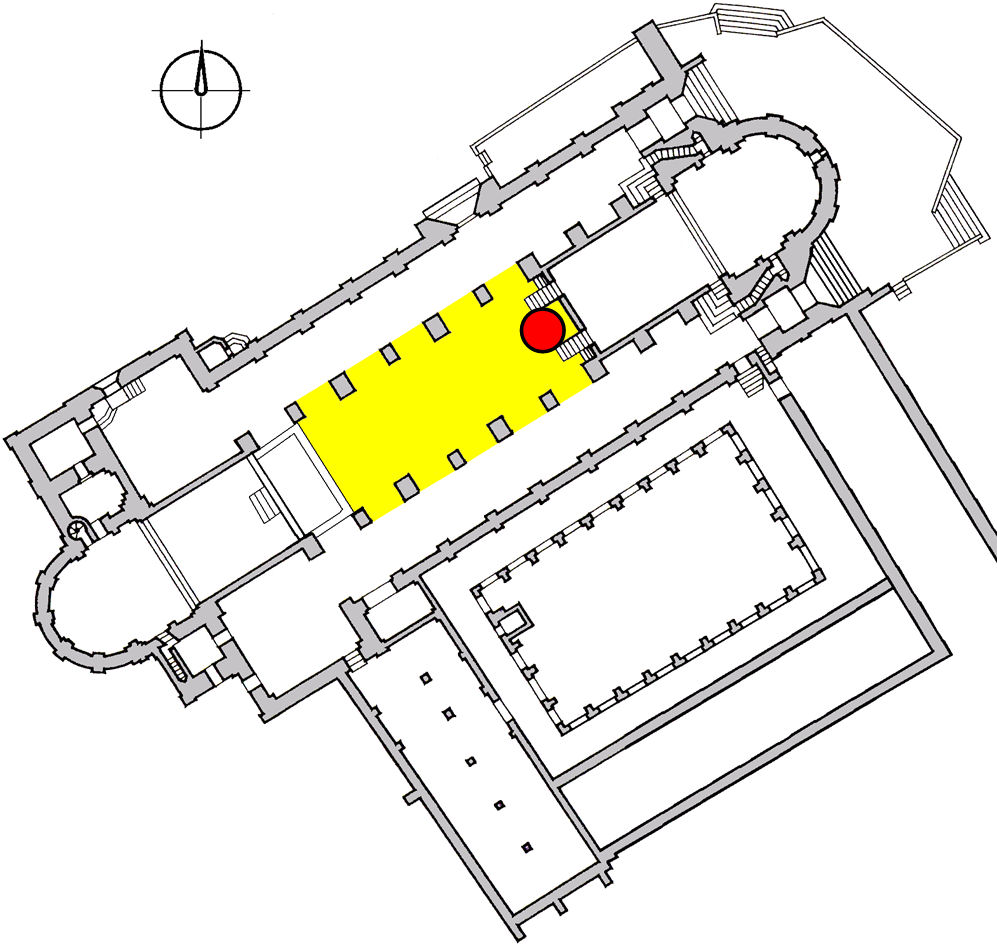
Бамберг, катедральний собор. План(відсутність західного входу, вхід з бічного фасаду, дворик — за собором

Поступово німецька готика набуває міці, індивідуальності та з'являються як запозичені з Франції зразки, так і оригінальні, місцеві. Серед перших будівель, що мали суто готичні риси, була церква Богоматері в місті Трір. Вона центрична за планом, в основу якого покладено рівноконечний хрест. Видовжена лише вівтарна частина. Родзинкою церкви були дві каплиці в кожному куті хреста. Подібного розташування капличок не знала навіть класична країна готики — Франція. Винахід невідомого німецького майстра став шедевром креслення архітектора.
Готичні споруди Німеччини мають особливості: архітектори не розробляють і не прикрашають західний фасад, як у Франції, веж часто не дві, а одна висока або чотири, вхід до собору з бічного фасаду, а сама архітектура зберігає суворий, геометричний, майже фортечний характер.

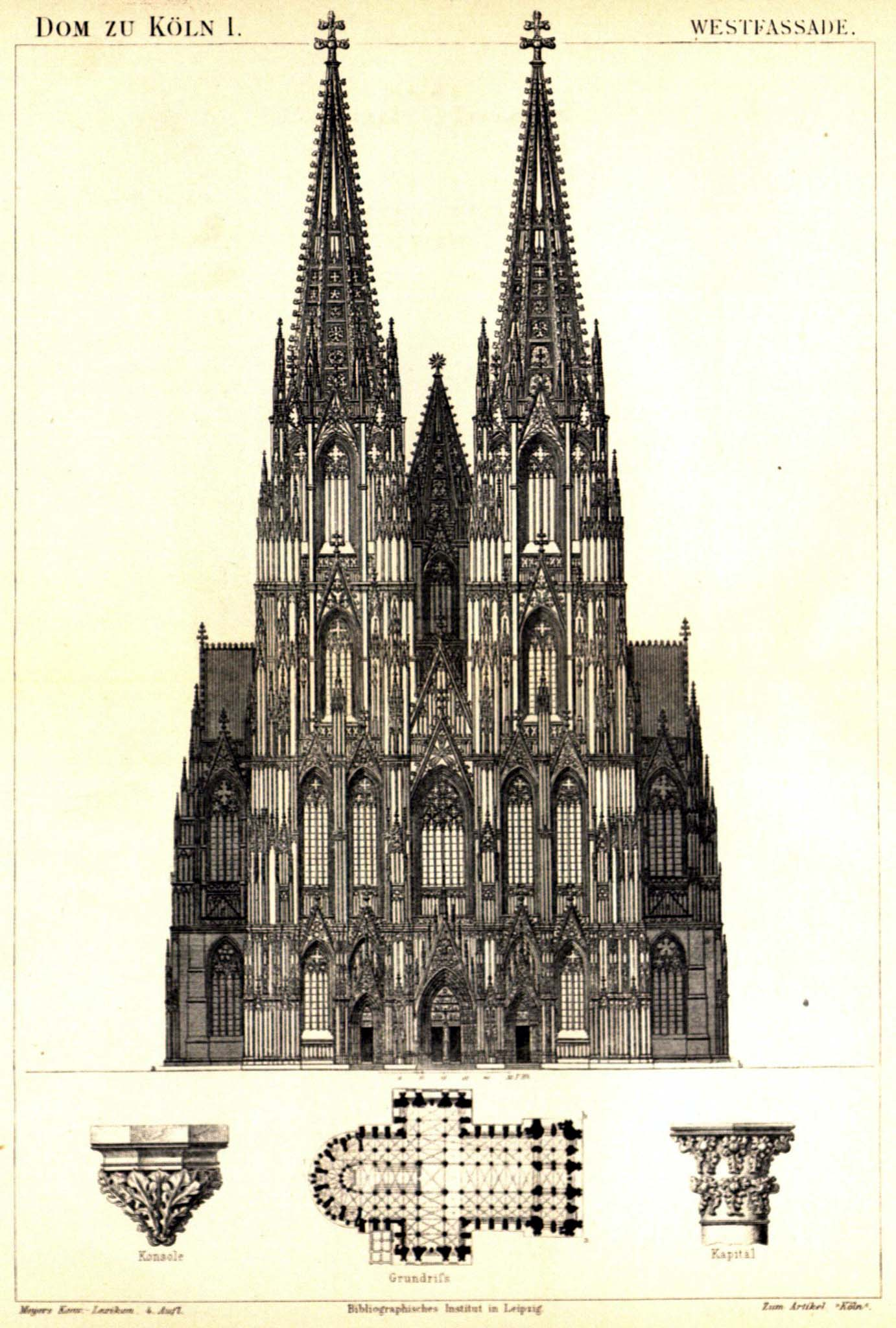

Винятком став Кельнський собор, що нагадує французькі взірці. Спорудження Кельнського собору почалось 1248 року і зайняло, з перервами до закінчення в 1880 році, — більш ніж 600 років. Його проєкт створив архітектор Герард фон Ріла, (або Майстер Ґерхард). У молоді роки, перебуваючи ще в стані підмайстра, він мандрував містами Франції, де бачив на власні очі створення величних соборів в містах Бове, Ам'єн тощо. Маючи відповідну кваліфікацію, брав участь в будівництві і набирався досвіду. Повернувся в Кельн, де отримав замову на створення небаченого досі міського собору, де мали зберігати реліквії трьох волхвів (або Трьох Царів). Вважають, що архітектор два роки працював над створенням плану небаченого за розмірами і висотою собору. Він мав п'ять нав, сім каплиць (за числом трьох Царів і чотирьох євангелістів). Надзвичайно ретельно архітектор розробив і підмурки собору, економно використавши залишки ще романського храму і брили давньоримських споруд. За життя Герард фон Ріла встигне побачити готові каплиці, хор і будівлю собору без веж. Він помер, коли виповнилося більше шістдесяти (точної дати народження — не знайдено). Собор стояв недобудованим до середини 19 ст. За його добудову взялася протестантська Пруссія, що фінансувала проєкт, як ознаку національного возз'єднання і яка ініціювала збори коштів. До будівництва залучили талановитого архітектора і інженера, ним був Ернст Фрідріх Цвирнер. Сміливий Цвирнер керувався проєктними рішеннями Герарда фон Ріла, але використовував і сучасні матеріали. Так, він відмовився від використання дерева в побудові конструкцій даху і замінив його залізом, чим викликав шквал звинувачень. Переконання правоти Цвирнера прийшло несподівано. Погорів дерев'яний дах собору в Франкфурті — і критики замовкли. Талановитий Цвирнер отримав право добудовувати собор без значних перешкод. Кельнський собор — завдовжки 144,5 м та має 86,5 м ширини, а його дві вежі сягають 157 м у висоту.

#### Цегляна готика

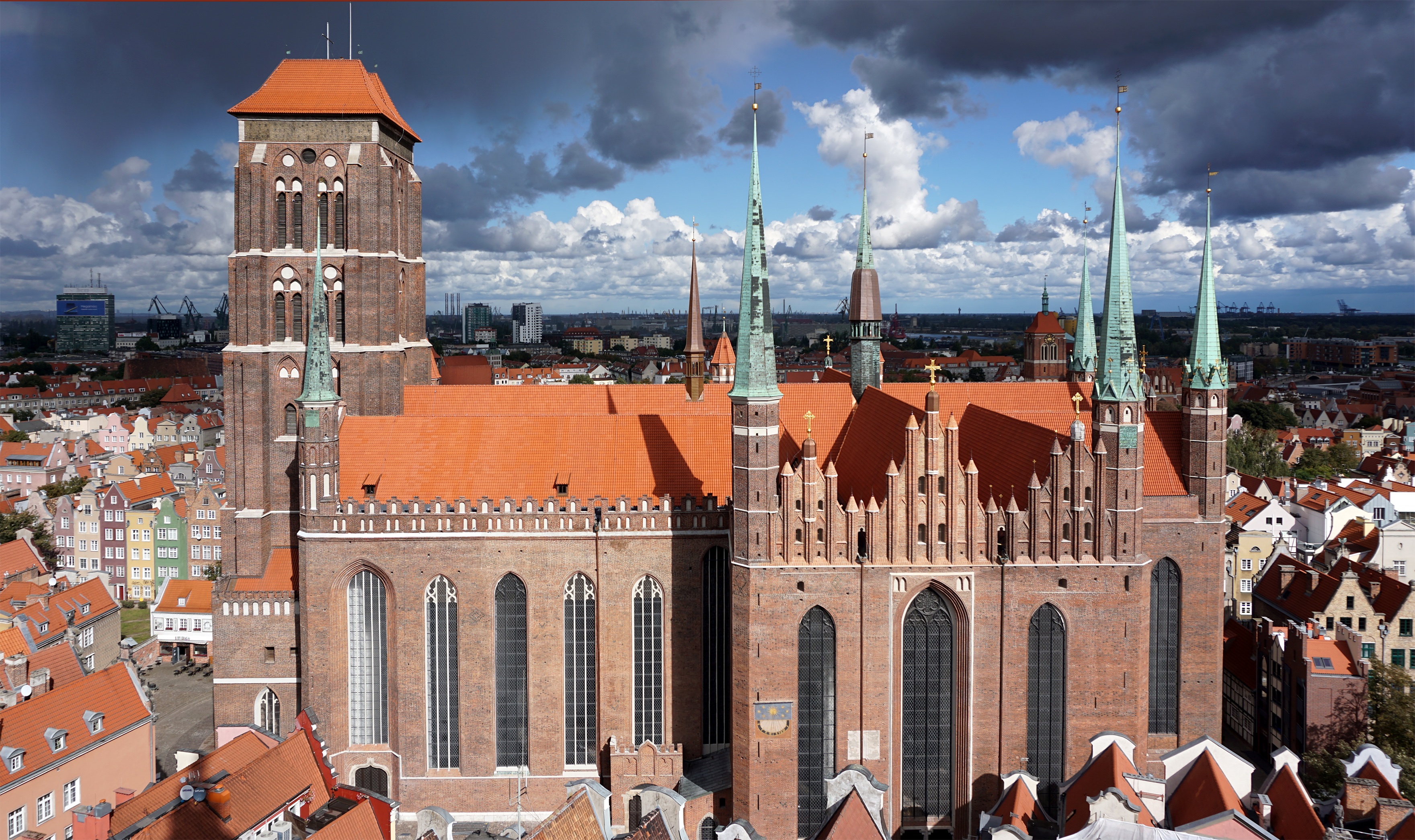
Базиліка Святої Марії. Гданськ, Польща.

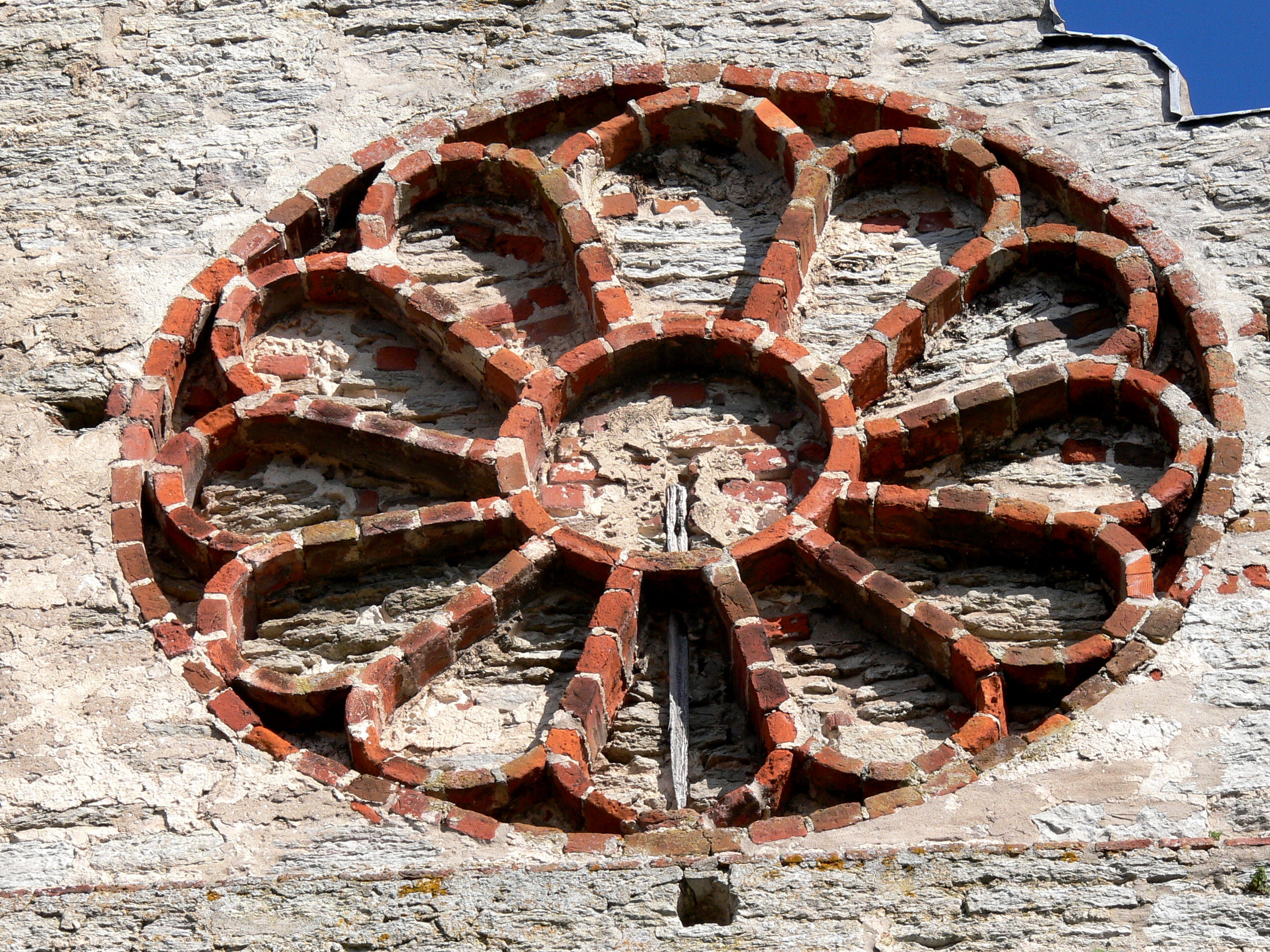
Вісбі, Німеччина, церква Св. Миколая, готична «троянда» з цегли.

Повільне поширення західних ідей у Польщі викликано тим, що церковні реформи Григорія VII були сприйняті в Польщі лише на початку XIII ст., набагато пізніше, ніж у Богемії.
Готичний стиль поширився у Польщі протягом XIV—XV ст. На півдні, в районі Кракова, домінувала готика французького типу. Німецька готика поширилася на Заході й Півночі Польщі. Значне поширення готичного мистецтва мало в містах німецьких колоністів. Тевтонські лицарі, великі магістри яких часто були фаховими будівниками, перейняли той специфічний стиль готичної архітектури заможних міст Ганзи. Деякі з цих споруд, церква Матері Божої у Данцигу (нині Гданськ, 1345—1503) і найзначніша цегляна споруда — палац великих магістрів у Марієнбурзі (1276—1335), справили великий вплив на будівництво у Північно-східній Польщі. Мало свій вплив і чеське готичне мистецтво, представлене учнями Петра Парлержа. Пізньоготичний стиль розквітне в у Польщі лише в XV ст.
Готична архітектура зазвичай використовувала тесане каміння (пісковик, мармур). Але в місцинах з дефіцитом чи відсутністю природних покладів каменю використовували цеглу. Перш за все це характерно для готичних споруд північних князівств Німеччини та Польщі. Цеглу використовували не тільки для побудови невеликих житлових будинків, а й для величних готичних соборів. Використання цегли зумовило особливості подібної готики, бо уніфікована цегла значно обмежувала створення готичних візерунків, зроблених з тесаного каменю. Будівники вийшли з обмежень створенням і використанням Фігурної цегли (лекальна цегла), яка надала можливість створювати справжнє готичне плетиво.

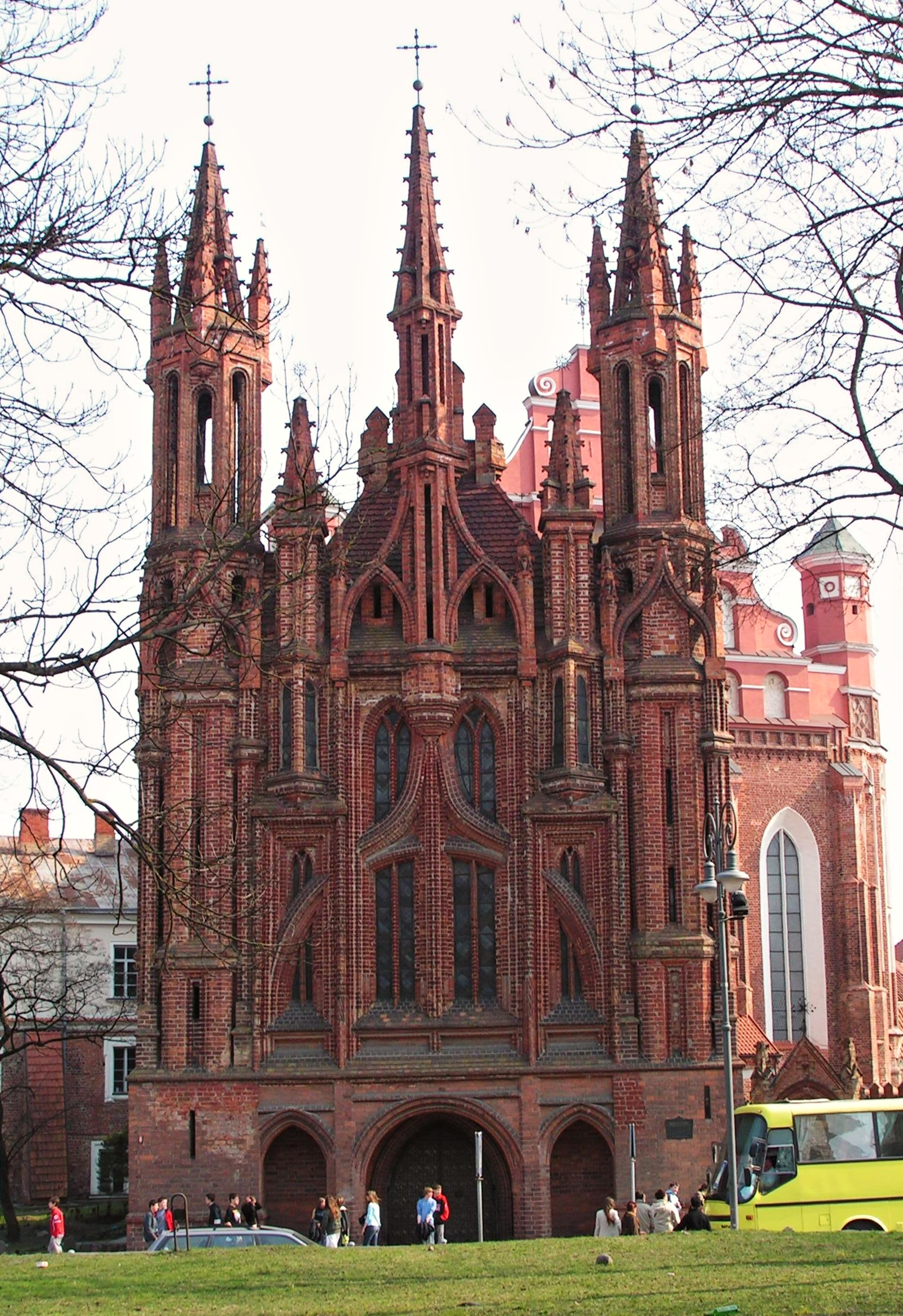
Костел Св. Анни, Вільнюс, Литва.
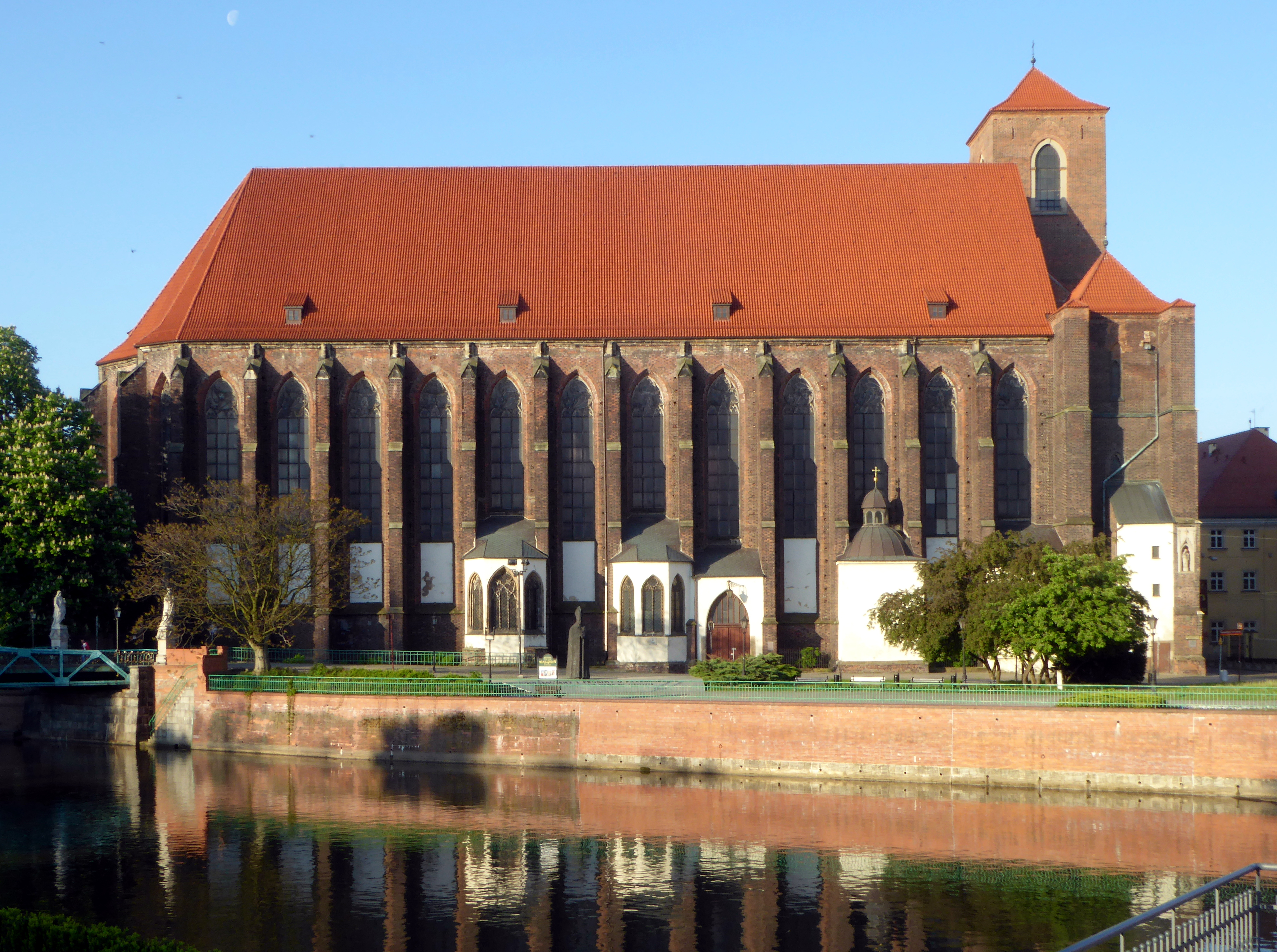
Церква на Пяску, Вроцлав, Польща.
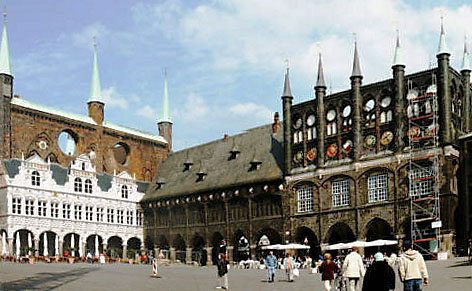
Мерія Любека, цегляна готика, Німеччина.
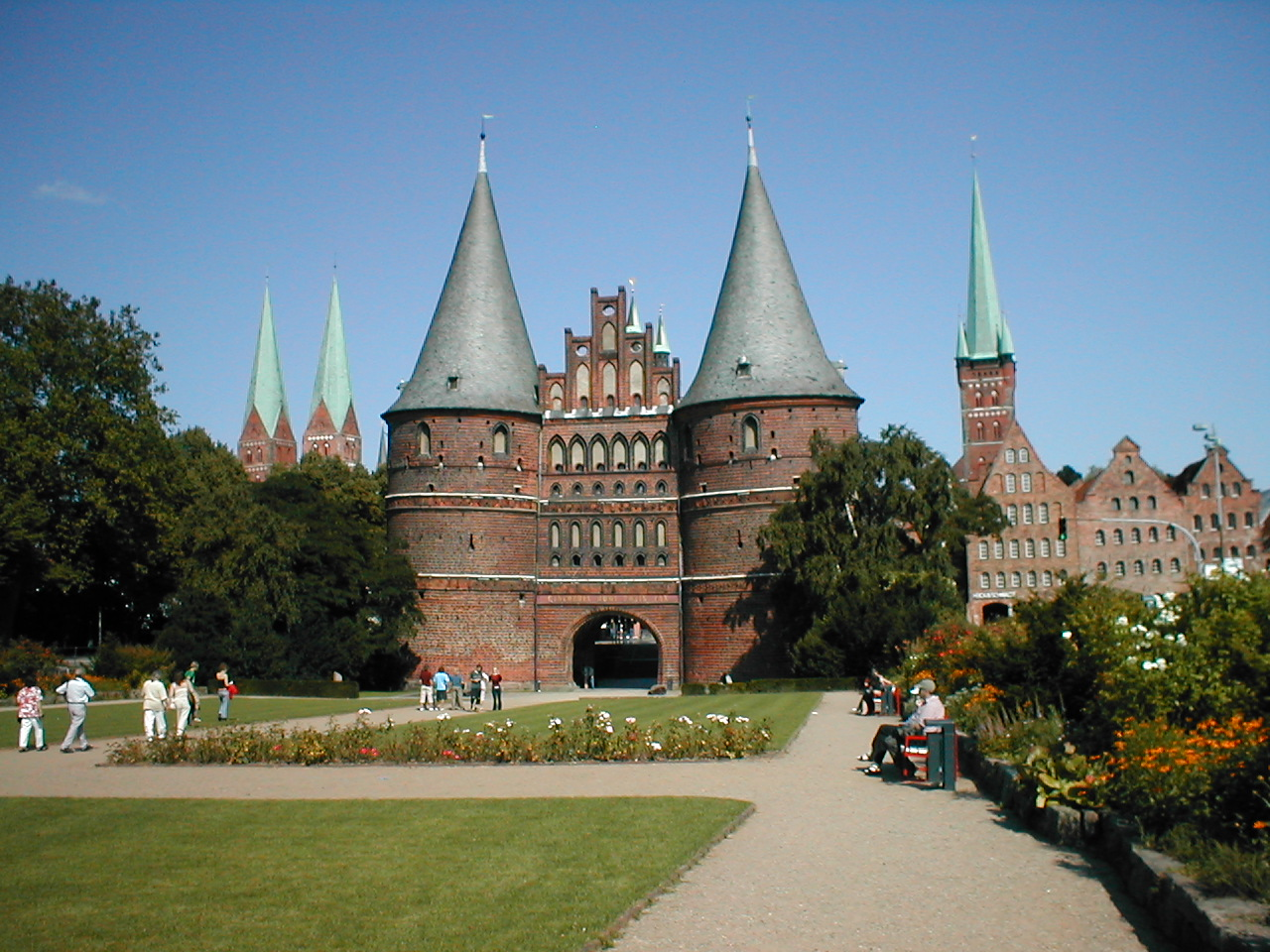
Голштинська брама, Любек, Німеччина.
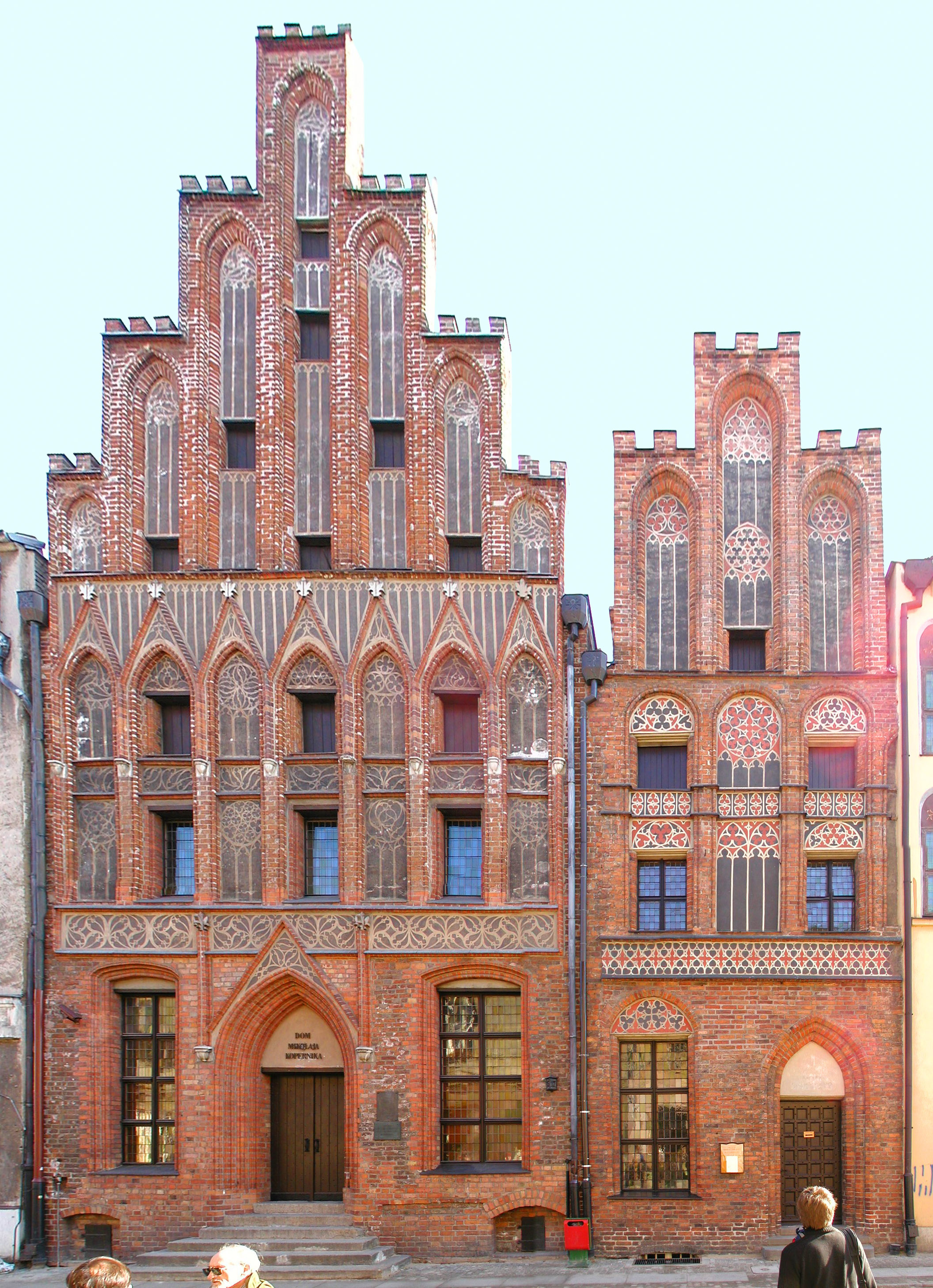
Торунь, цегляна готика Польщі.

### Росія
На землях, що увійшли до складу Російської централізованої держави, власне готичний стиль практично не був відомий. Це було в значній мірі обумовлено власною архітектурною традицією, що сформувалась на цих землях. Пам'ятки готики західноєвропейського типу одиничні. У Великому Новгороді частково збереглась Владична палата (1433–1435) — пам'ятка північної цегляної готики. Одностовпна будівля перекрита зірчастими нервюрами. В 1624–1625 рр. шотландцем Христофом Галовеєм у готичному стилі була перебудована головна вежа Московського Кремля — Фролівська (нині Спаська, наприкінці XVII ст. вже російські зодчі перебудували за її зразком найбільшу вежу Кремля — Троїцьку).
Російська шатрова архітектура, — особливий стиль, поширений у XVI–XVII ст. як у церковному, так і громадянському будівництві, в значній мірі мав західноєвропейське коріння. Перші пам'ятки цього стилю (Покровська церква Александрова, 1508–1513 та Вознесенська церква у Коломенському, 1528–1532) були збудовані іноземцями і мають яскраво виражені риси типово готичної архітектури.
Також збереглись і деякі інші пам'ятки західноєвропейської готики, побудовані іноземцями на власних теренах, що увійшли до складу Росії пізніше. Серед них виділяється Виборзький замок (XIII—XVI ст., внаслідок численних перебудов втратив чимало первісних елементів), а також замкові будівлі та кірхи колишньої Східної Пруссії. Більшість об'єктів середньовічної готики у Калінінградській області знищено або перебуває у руїнованому стані. Серед найкраще збережених — Свято-Георгіївський храм у м. Правдинськ (XIV ст.). Це тринавний храм з шатровою вежею перед головним порталом. Храм має складну систему склепіннь — зірчастих нервюрів.

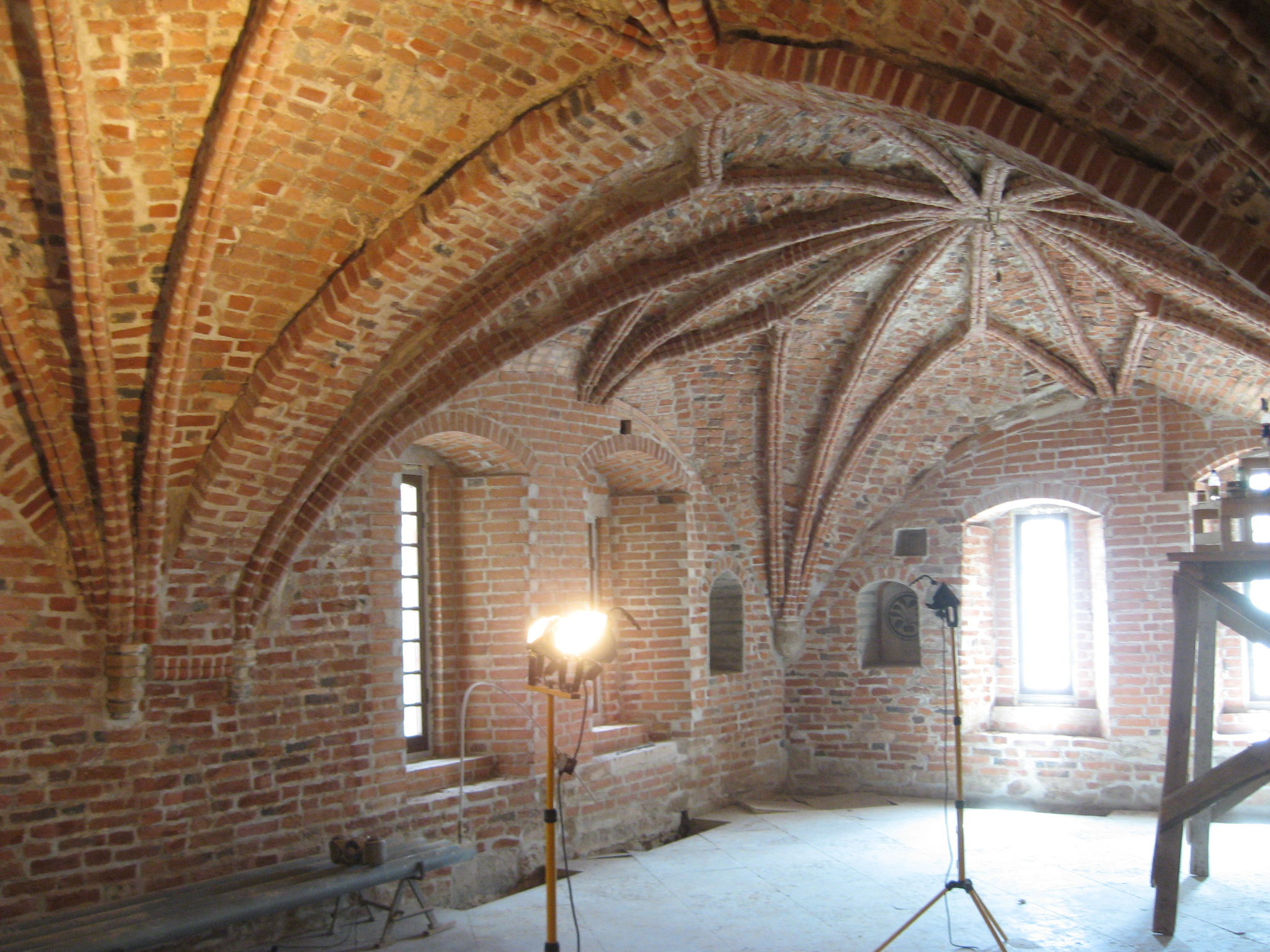
Зірчаті нервюри Владичної палати Новгородського кремля. XV ст.
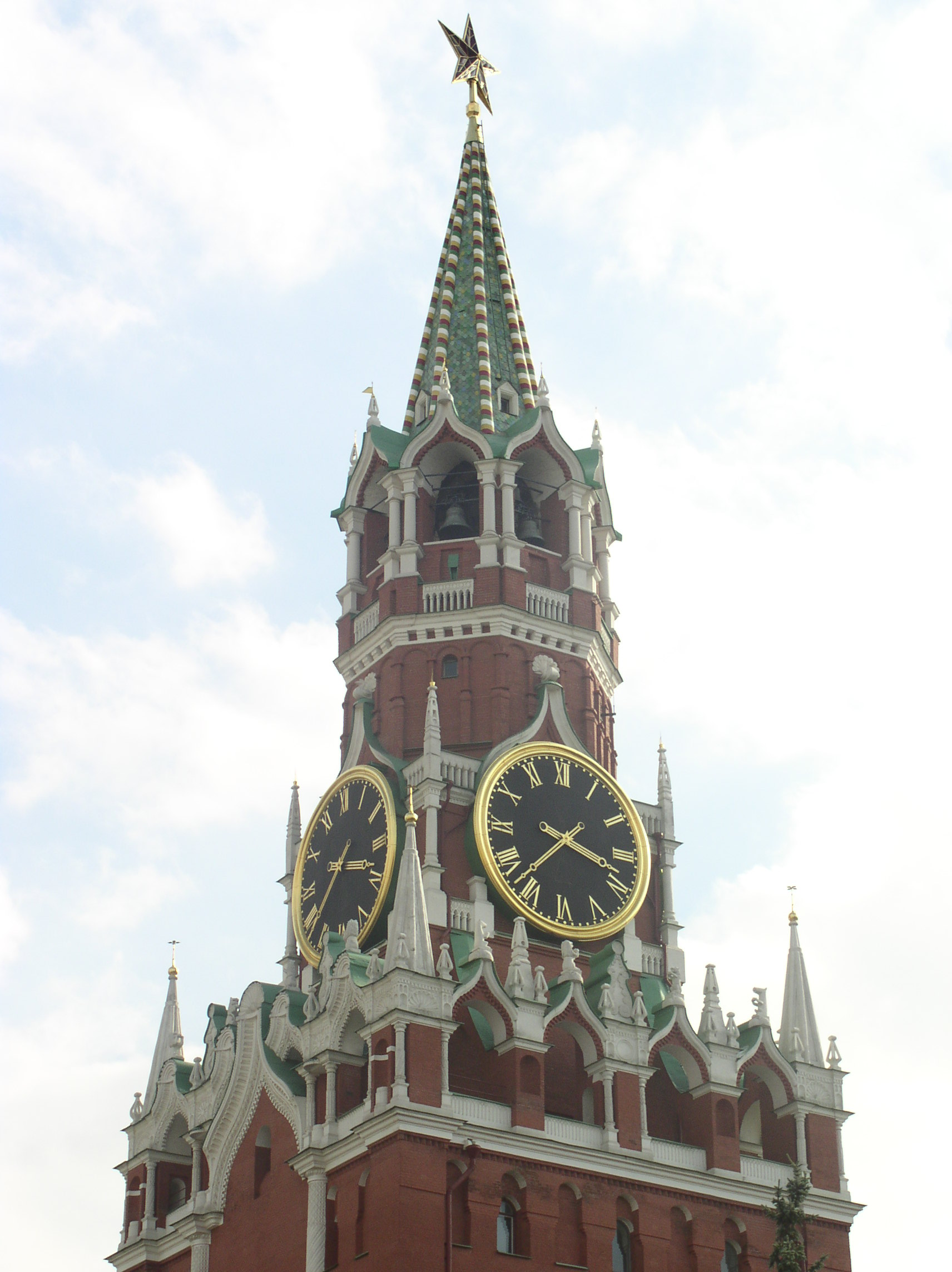
Неоготичний верх Спаської вежі Московського Кремля
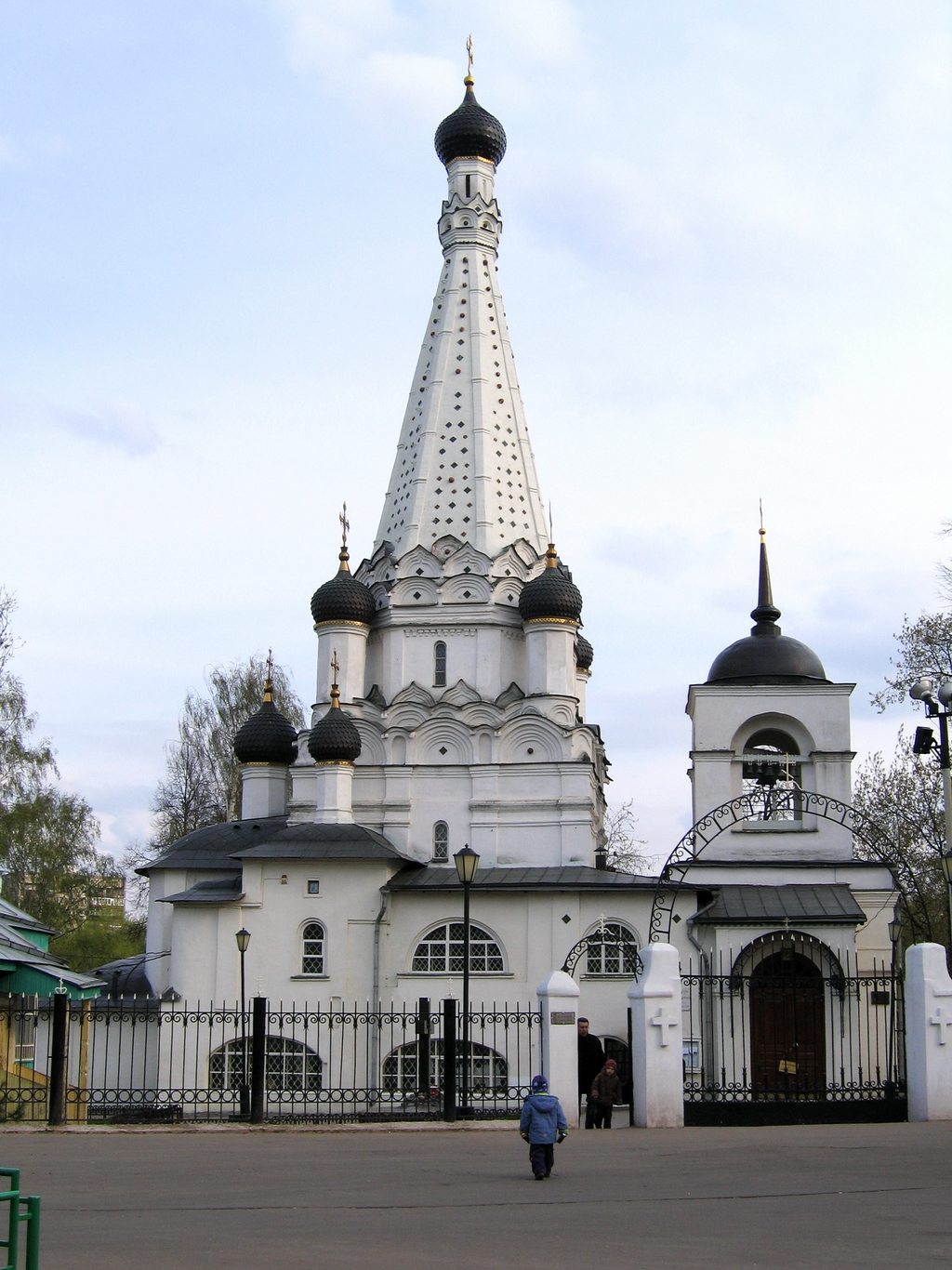
Церква Покрови в Медвєдкові (1635 — 1640) — типова пам'ятка російської шатрової архітектури.
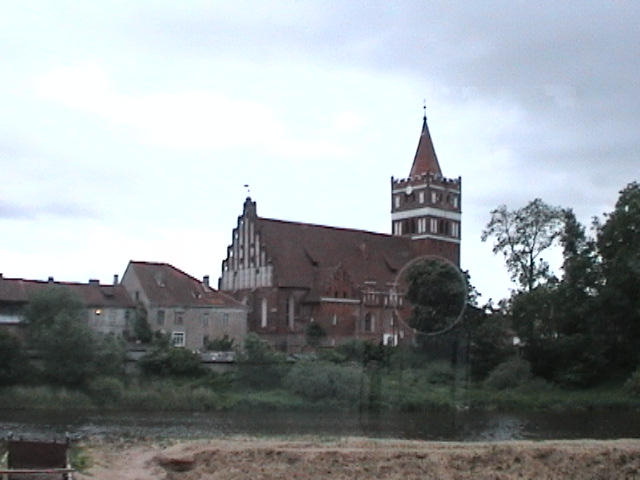
Церква Георгія у м. Правдинськ (колишній Фридланд) — нині православний храм.

### Україна
За часів Руського королівства на західних землях, які менше за інші потерпіли від монголо-татарської навали, відбувається зростання міст, розвиваються ремесла й торгівля. За сприяння галицько-волинських князів прибуває багато поселенців, переважно німців, які принесли в мистецтво, а зокрема в архітектуру, нові стильові форми і зокрема готику. Одними з небагатьох збережених прикладів раннього переходу від романського до готичного стилю на теренах Русі були вежі волинського типу.

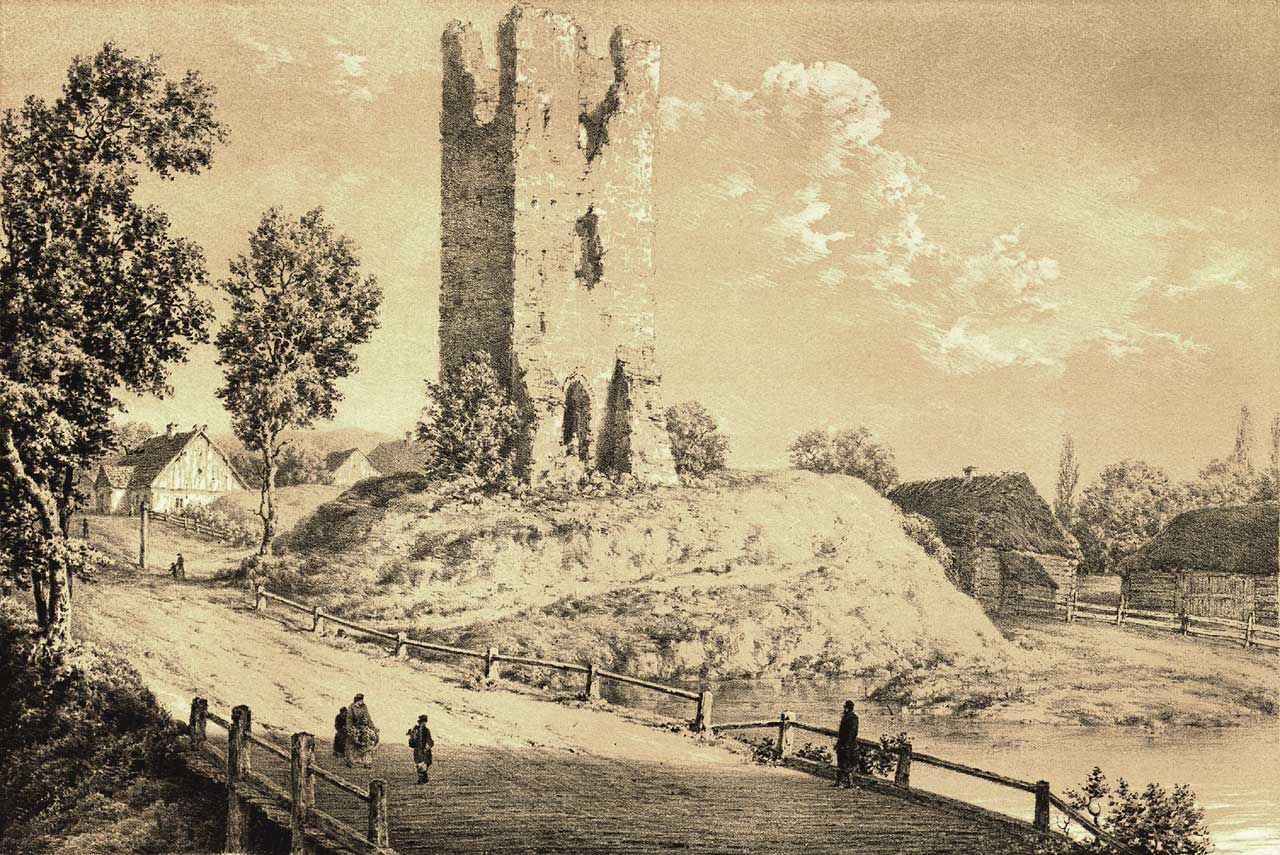
Вежа у Столп'є
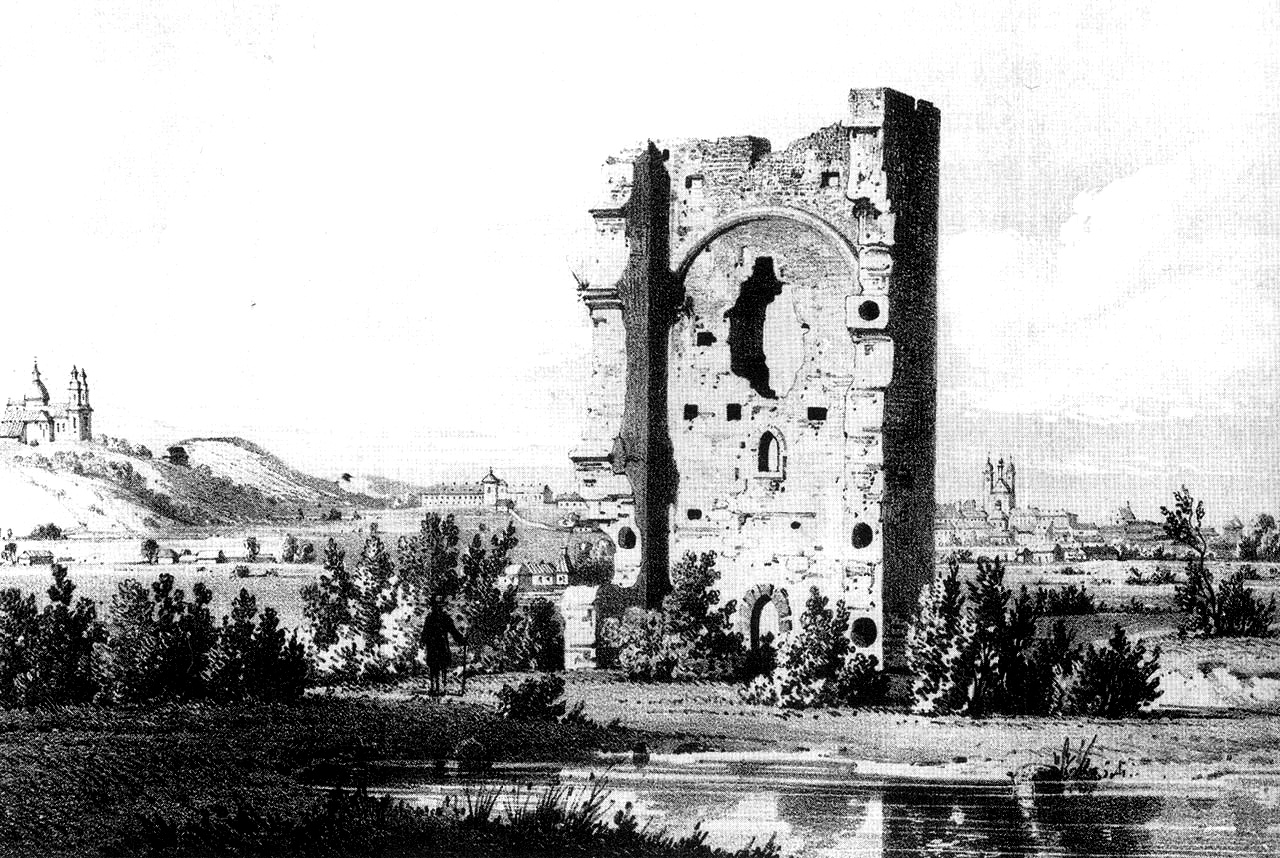
Вежа-стовп у Белавіно
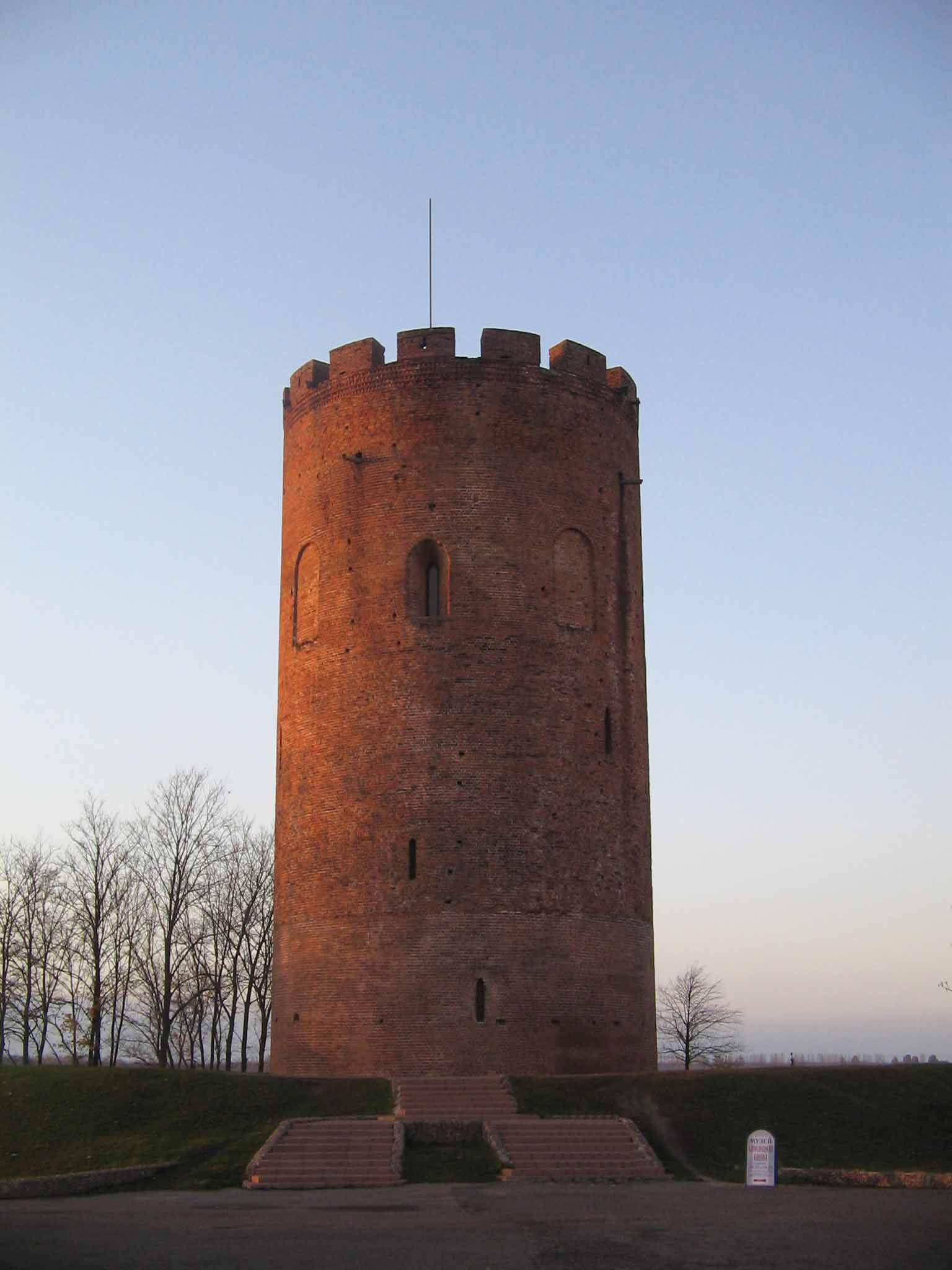
Кам'янецька вежа

Внаслідок роздробленості Русі після війни за галицько-волинську спадщину, Галичина і Західне Поділля опинились у складі Королівства Польського, а Волинь, Україна і Східне Поділля у складі Великого князівства Литовського і Руського. В останньому широко розповсюдилась руська готика більше відома як білоруська готика, яка поєднала в собі готику та вплив візантійського стилю. Найбільшим ареалом її розповсюдження на теренах сучасної України була Волинь, де переважно завдяки фундаціям князів Острозьких та Чарторийських, були зведені числені памятки оборонні та сакральні споруди в даному стилі. Серед них варто виділити Луцький замок, Зимненський монастир, Свято-Троїцький Межирицький монастир, а також Богоявленську церкву в Острозі.

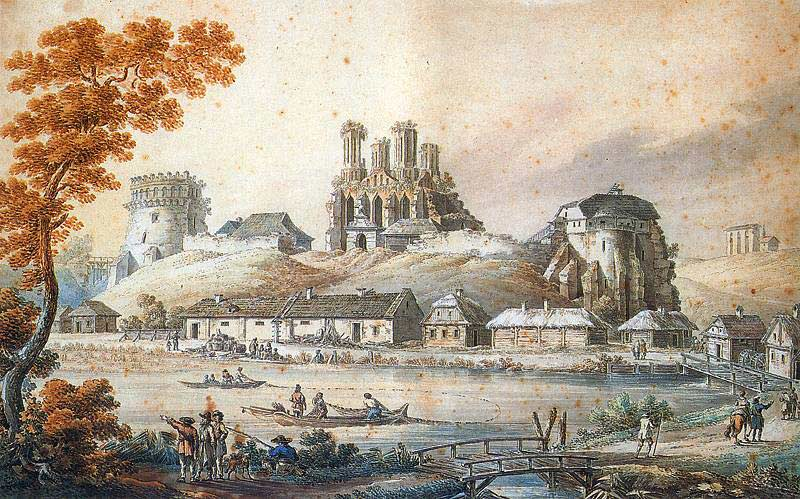
Богоявленська церква
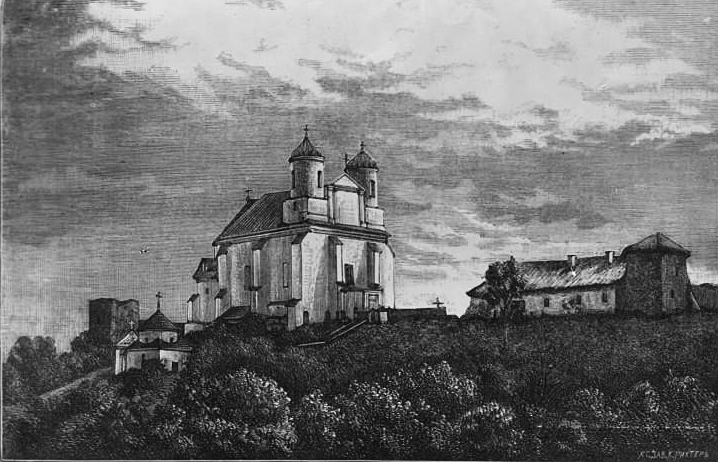
Успенська церква Зимненського монастиря
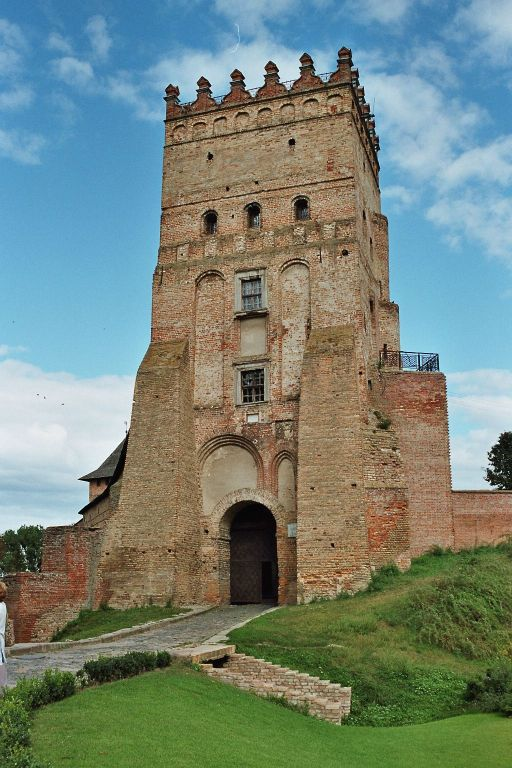
Луцький замок
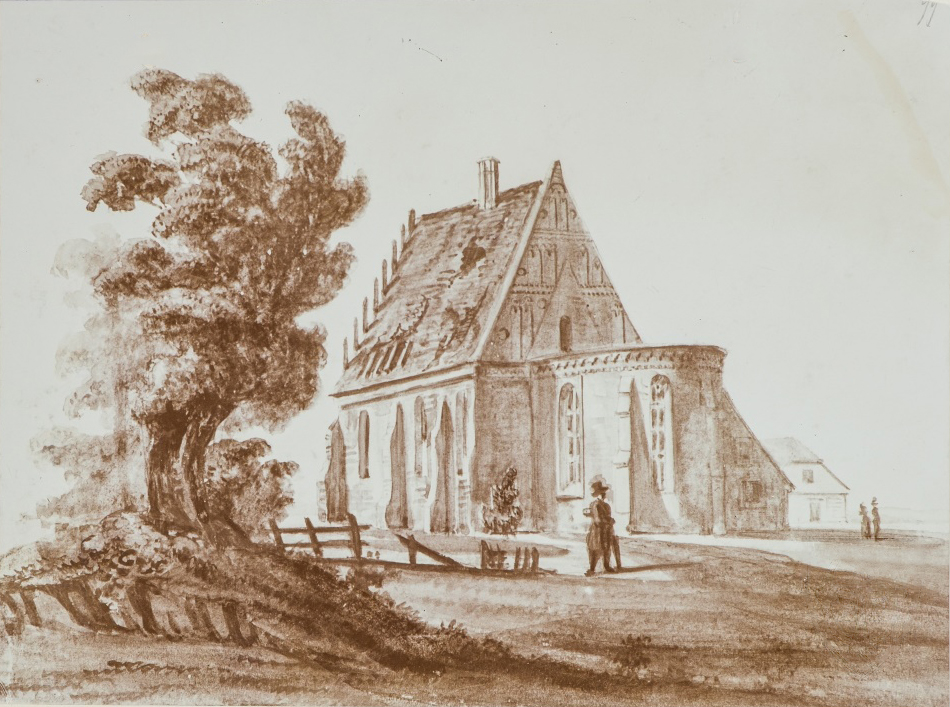
Церква Святого Духа в Кодені

На руських землях корони польської серед культових споруд переважали католицькі костели. Вирішальну роль у формуванні нового стилю відіграв Лати́нський катедра́льний собо́р у Львові — пам'ятка архітектури національного значення. Готичну складову підкреслює високий шип даху. Дзвіниця на головному фасаді має барокове завершення і розташована асиметрично, бо другу дзвіницю недобудували. В інтер'єрі високі сніпчасті колони підтримують стрілчасті арки і склепіння з готичними нервюрами. Стіни і склепіння вкриті численними фресками. Будівництво собору розпочалося 1361 (за іншими даними — 1370). Серед будівничих цього храму відомі Нічко з Троппау, Йоахім Гром, Амброзій Рабіш; одним із найтурботливіших опікунів будови в міських актах названо Петра Штехера. Об'ємну композицію костелу витворено завдяки двом головним складовим: презбітеріуму (вівтарній частині) та корпусу нав (власне молитовній залі).

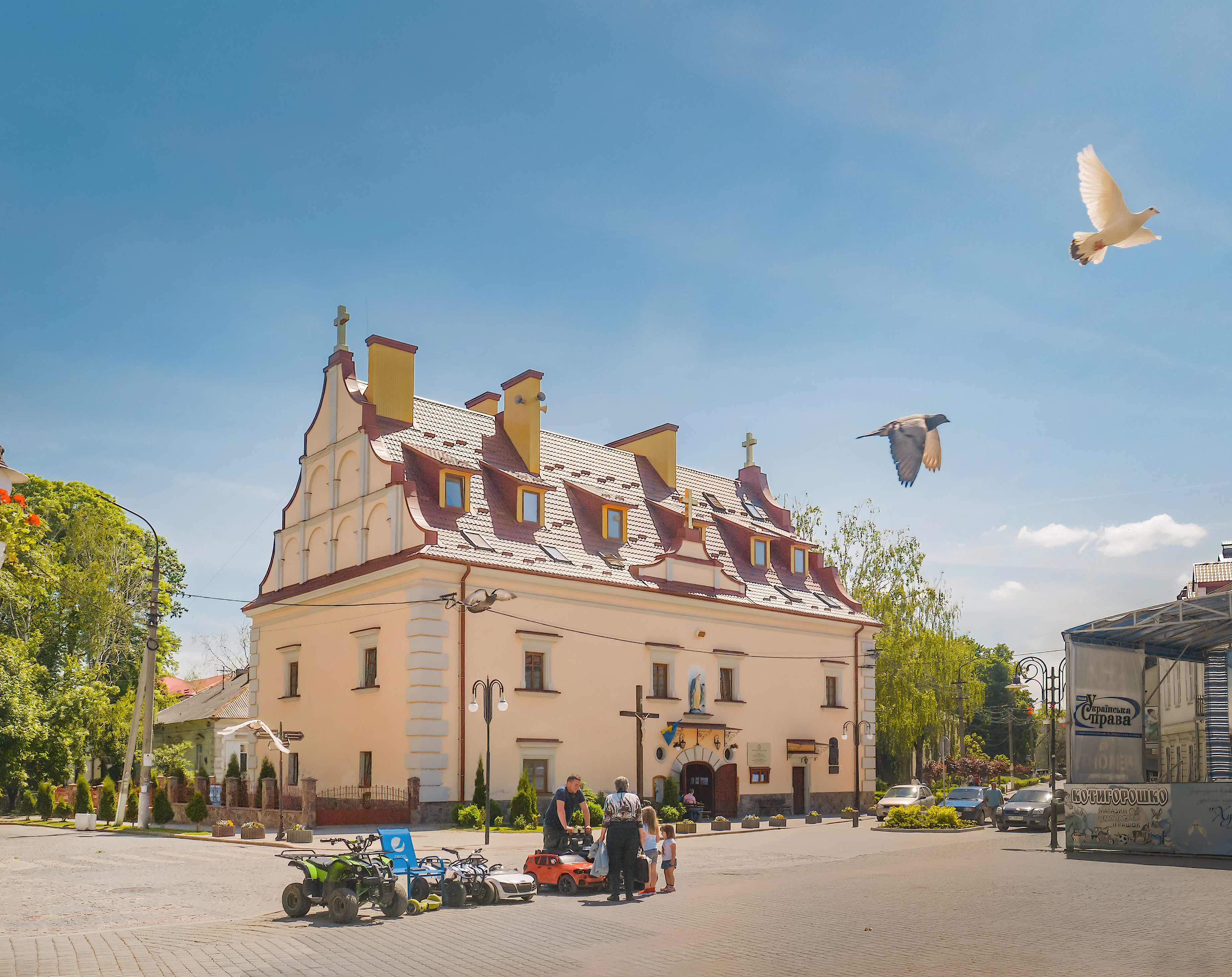
Будинок убогих (Золочів)

У Золочеві зберіглася споруда Золочівського двору, перша згадка про який датується 1423 роком. У ній проживав господар міста. На жаль споруда не потрапила до реєстру національних памʼяток і була реконструйована.
1527 року під час великої львівської пожежі згоріло практично усе готичне місто. Постраждала також і кафедра — особливо західна її сторона та вежа. Відбудовою храму зайнялися вже ренесансні архітектори, що вплинуло на майбутній вигляд споруди. У Львові збереглись також готичні келії монастиря домінікан, а також фрагменти готичних кам'яниць.
Також збереглись готичні костели у Скелівці (XV—XVI ст.), Новому місті (1463—1512), Дрогобичі (XIV—XVI ст.). Костел у Стрию (XV ст.) також первісно був побудований у стилі готики, однак неодноразово горів і від первісної споруди залишились лише стіни нави та пресбітеріуму, а також ренесансна каплиця, інше було добудовано наприкінці XIX ст. Одним з останніх звели 1538 готичний костел св. Миколая у Куликові та Мостиськах.

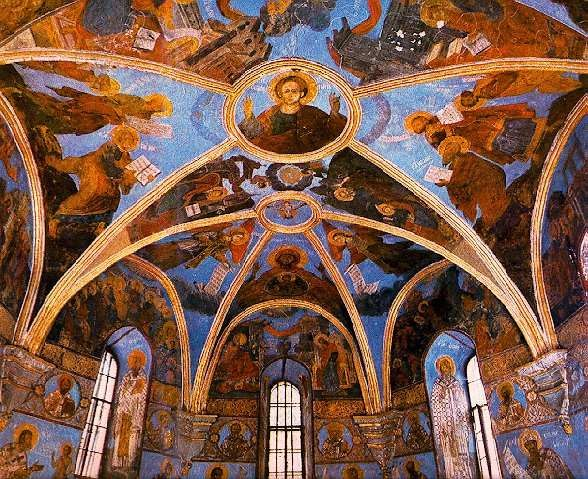
Готичне склепіння, пристосоване під православні фрески. Церква Спаса на Берестові, Київ.

Після Люблінської унії східні кордони розповсюдження готичної архітектури на землях України досягли міст Києва та Чернігова. В Києві — це перш за все Петропавлівська церква (Поділ). Монастир домініканців був заснований на Подолі наприкінці XVI ст. Мурований костел св. Миколая при цьому кляшторі був збудований в 1600-і рр. єпископом Кшиштофом Казимірським. На побудову величного тринавного храму пішли будівельні матеріали з руїн вишгородського собору Бориса і Гліба. Близько 1610 р. костел був освячений, але прибудови та перебудови тривали до 1640 р. Проте польське панування добігало свого кінця, і коли в 1648 р. домініканці були вигнані з міста, їхній кляштор був ліквідований, а костел — пограбований та занедбаний. В 1650-і рр. російський воєвода використовував будівлі колишнього кляштора як караульні приміщення. Поступово монастирські споруди були розібрані, але сам костел вцілів. Наприкінці XVII ст. в ньому навіть влаштували шинок. Лише в 1691 р. митрополит Варлаам Ясинський освятив храм як православну Петропавлівську церкву. Спочатку вона не мала свого причту, і була приписною до Софійського собору. У 1786 року храм став грецькою церквою і був такою до пожежі 1811 року.
Пізніше зневажливе ставлення до католицизму з боку православних ієрархів було перенесене і на готичні споруди Києва та Чернігова. Їх перебудовували під канонічні потреби православних споруд або безжально знищували в XVIII столітті чи в підрадянський період. Готична архітектура повернеться на землі України в XIX — на початку XX ст. у вигляді неоготики (Палац Даховських, Воронцовський палац (Алупка), Палац Терещенків у Червоному, Костел Святого Миколая (Київ), Одеська кірха), в побудові низки неоготичних храмів в містах Львів, Тернопіль, Чортків, Одеса, Чернівці, Скала-Подільська, менших храмів у селах.
Окремо від решти українських земель відбувалось будівництво готичної архітектури в Криму, Закарпатті та Буковини внаслідок їх входження у склад Генуезьких колоній, Угорщини та Молдавії. На Закарпатті готичні споруди будувались угорською церковною владою. До нашого часу збереглись готичні церкви XIV—XVI ст. — Св. Єлизавети в Хусті, Вознесіння та Св. Франциска у Виноградові, Хрестовоздвиженська у Береговому, Св. Мартина в Мукачеві, Серця Іісуса в Бене, Св. Духа в Четфалві та інші.

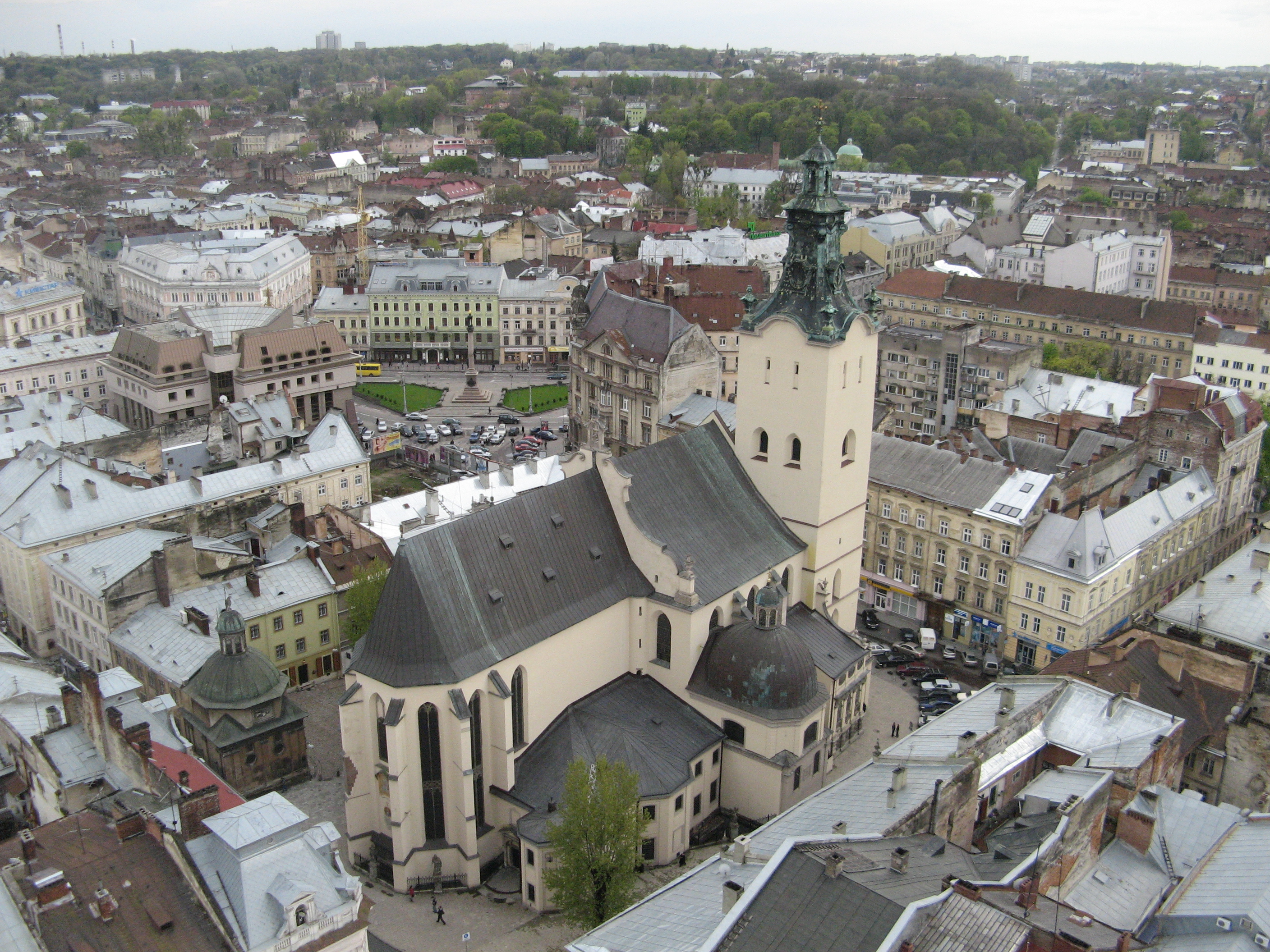
Латинський катедральний костел, м. Львів
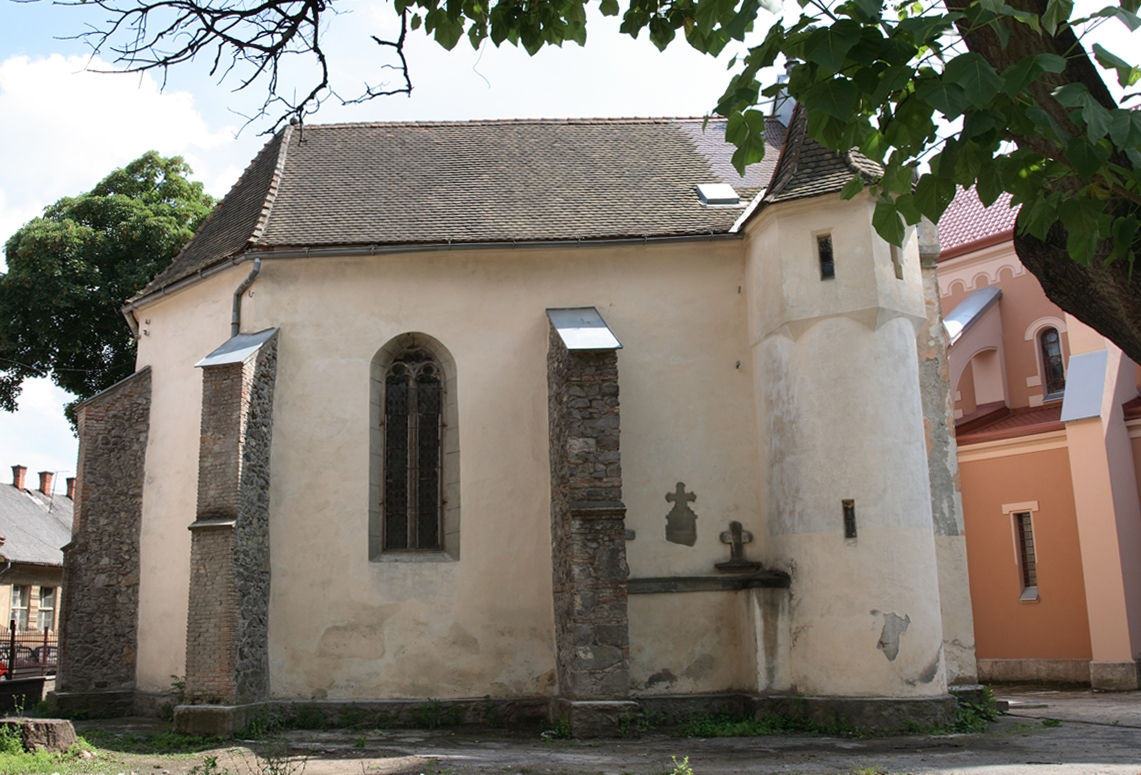
Каплиця Св. Мартина, залишки розібраного готичного собору. м. Мукачеве
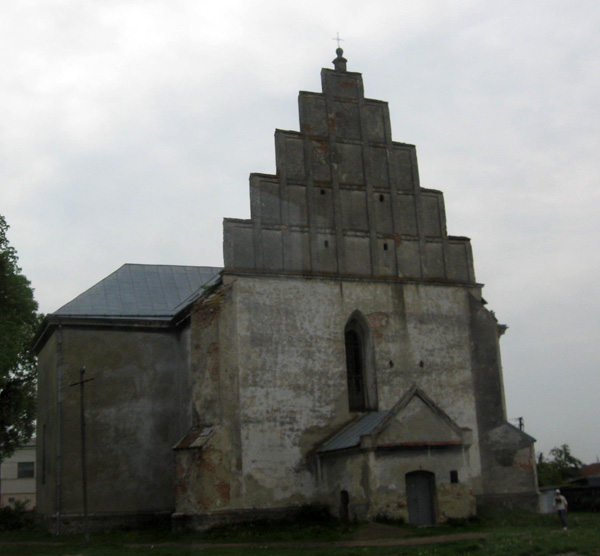
Костел Св. Миколая, пізня готика, Куликів (смт), Львівська обл.
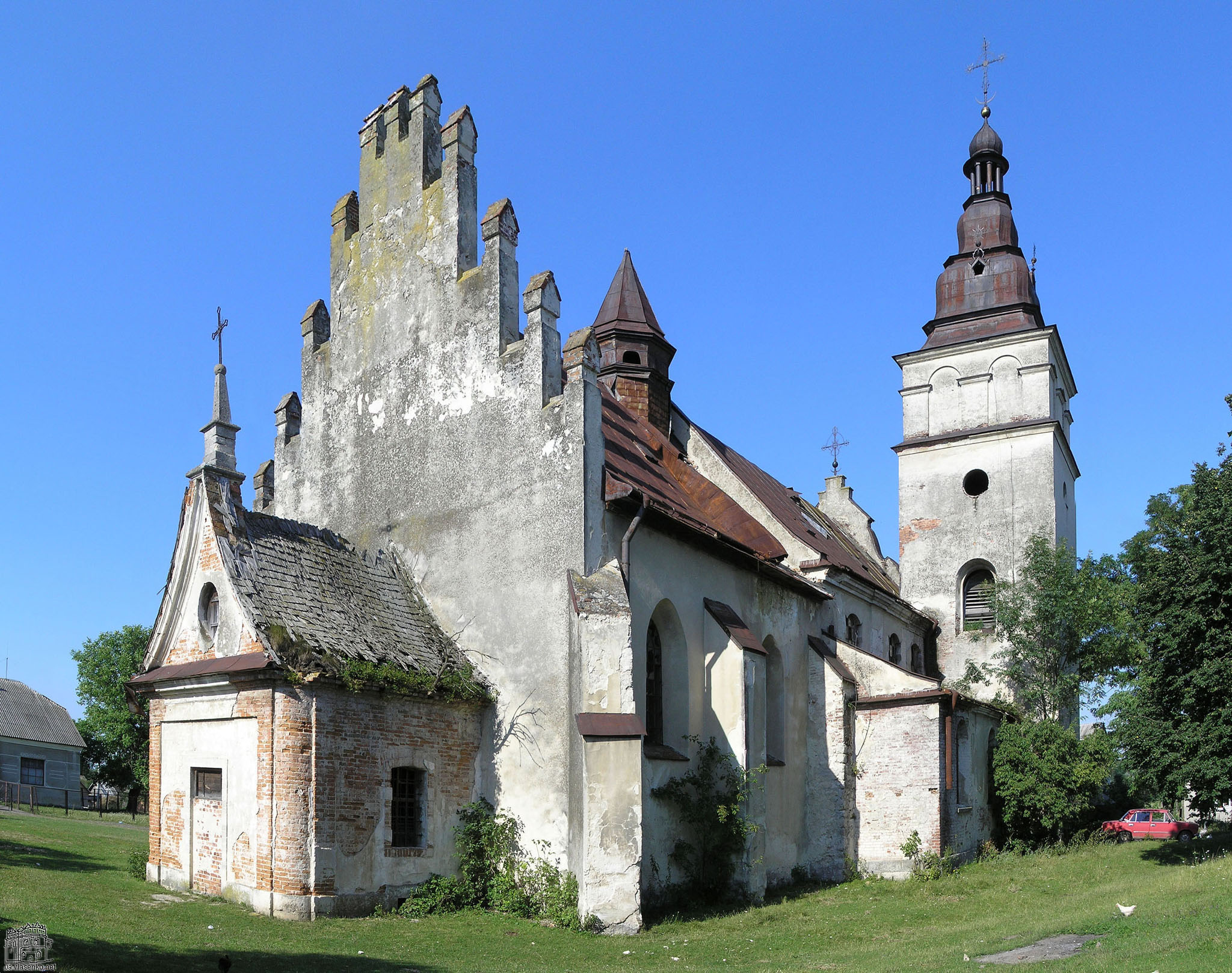
Миколаївський костел у Вижнянах (1400—1651)
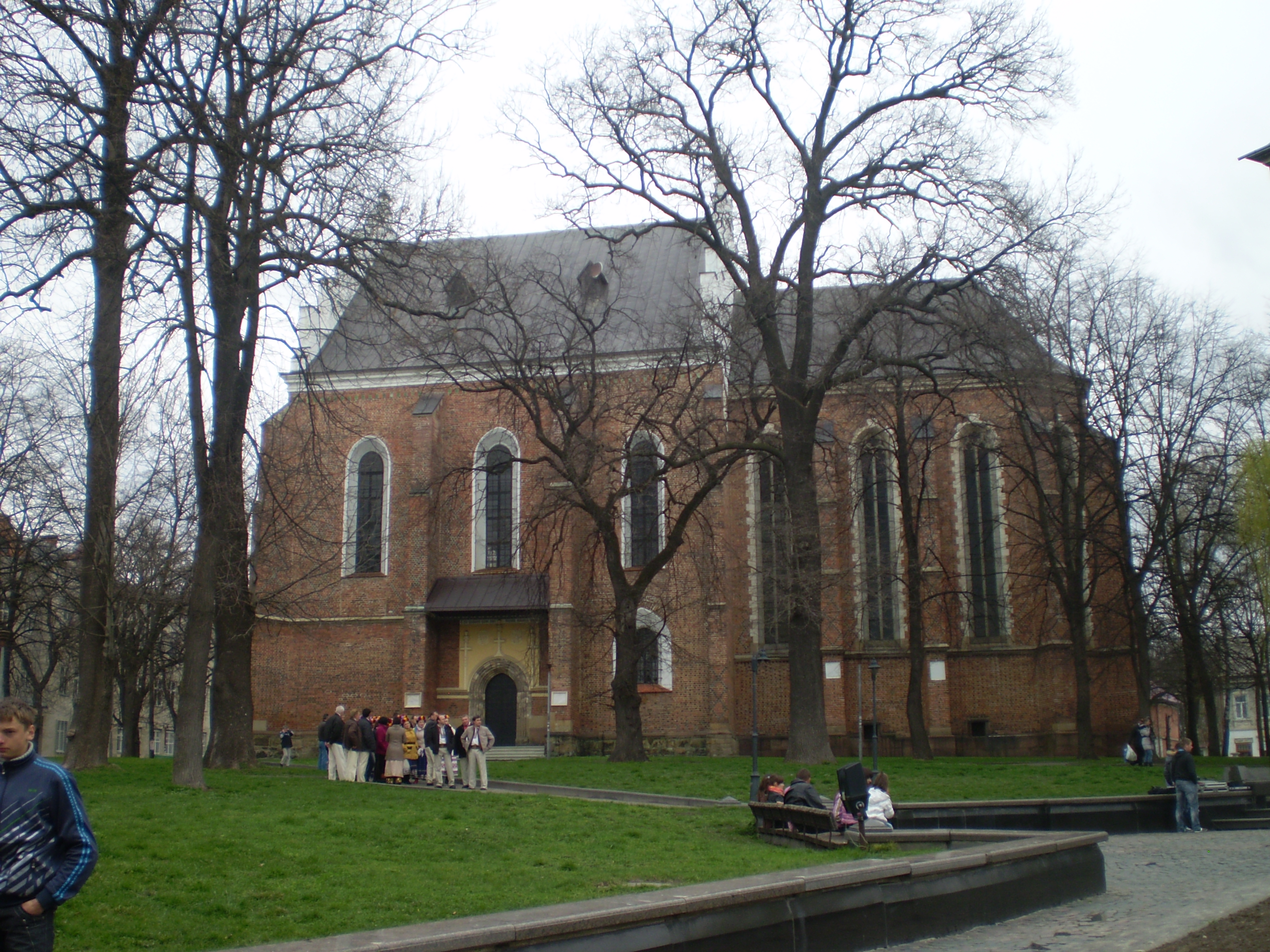
Костел Вознесіння Господнього, Дрогобич

Крім того в Закарпатті широкого поширення набуло дерев'яне готичне церковне будівництво. Готичні церкви в селах Сокирниця, Крайниково, Данилово, Олександрівка Хустського р-ну справляють незабутнє враження. Готичні церкви в селах Діброва, Нересниця Тячівського району. По долинах річок Ріки та Тереблі готичний стиль заходить в села Негровець, Репинне, Сухий, Рекіти, Тюшка, Обляска, Сойми, Кужбеї Міжгірського району, а також в Івашковиця, Локіть Іршавського району та Новоселиця Виноградівського району.
У 1930-х роках дві готичні церкви з сіл Нижнє Селище та Холмовець перевезено в Чехію.
Закарпатські готичні церкви багато в чому подібні до готичних храмів та дзвіниць румунського і угорського Потисся.

### Чехія

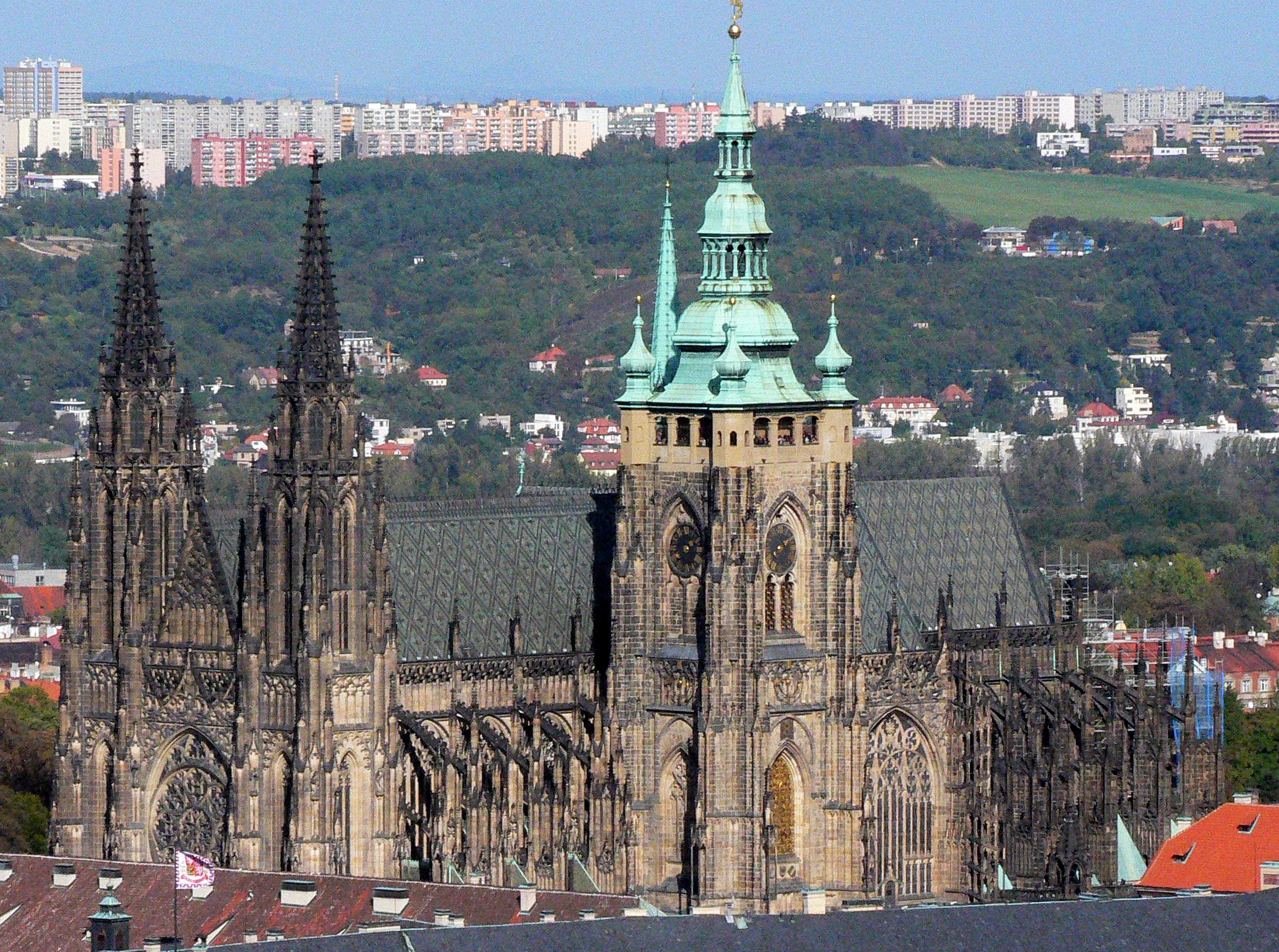
Собор Святого Віта, Прага.

У добу готики (XIII—XIV, частково XV століття) Чехія увійшла в коло розвинених і культурних країн Європи, що мала значну самостійність попри формальне підпорядкування Священній Римській імперії германської нації. Тут активно розвивались торгівля, ремесла, міське життя, архітектура.
Архітектори швидко засвоюють нові архітектурні ідеї. Малостійка дерев'яна архітектура заміняється кам'яною, що сприяє її безпеці та збереженню на століття. Зразки чеської готичної архітектури мало чим поступаються зразкам готичної архітектури інших країн, а винятків тільки два — архітектура Франції та Італії. Готичний собор ставав домінуючою будівлею міських майданів, згуртовуючи навколо себе ратушу та будинки мешканців з готичними галереями першого поверху — характерна ознака багатьох чеських міст з доби готики і надалі. Готичні собори Чехії — часто зального типу, коли головна нава дорівнює висоті бічних нав або мало її перевищує. Трансепт розвитку не отримав(поперечна нава, що надає плану форму хреста), його майже не використовують. Нема й вежі над середхрестям, як у соборів Британії. Наріжні стіни товсті, могутні, позбавлені додаткових опор, як у соборів Франції. А їх висотний образ відігравав значну роль просторового орієнтиру. Вузькі високі вікна прикрашені вітражами. Трудоміська технологія та війни ставали в заваді і великі собори залишались недобудованими, як це сталося з грандіозним собором св. Віта в Празі. Його добудували у формах, наближених до середньовічної манери Парлержа лише наприкінці 19 та на початку 20 ст. Але саме готичні собори Чехії стали найбільшими церквами країни, серед них:
- собор св. Віта, Прага
- собор Успіння Богоматері, Седліце, Кутна Гора
- собор бенедиктинського монастиря, Кладруби.

Шедевром пізньої готики Чехії став собор Св. Барбори (Кутна Гора).

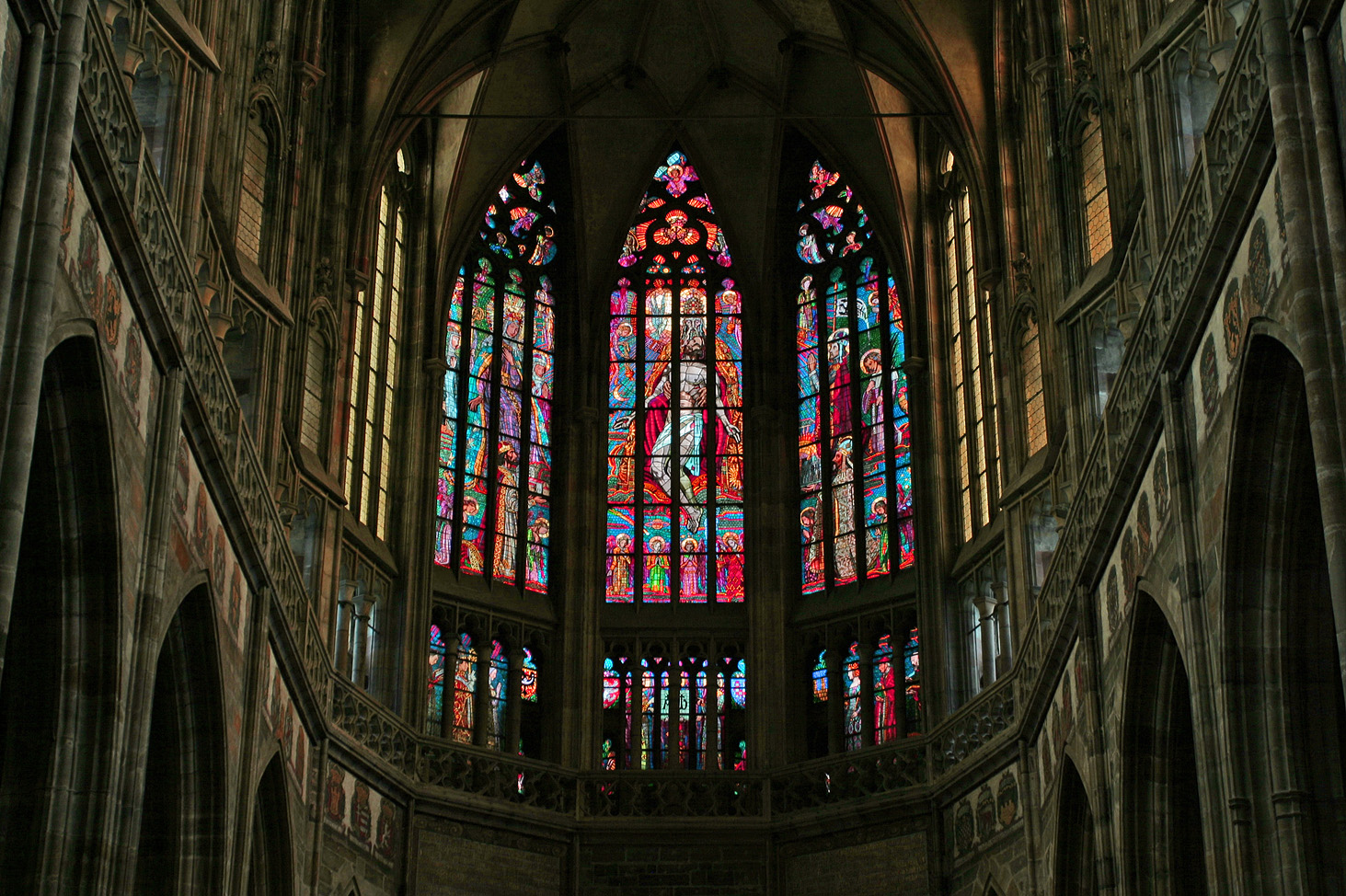
Вітражі вівтаря. Собор Св. Віта
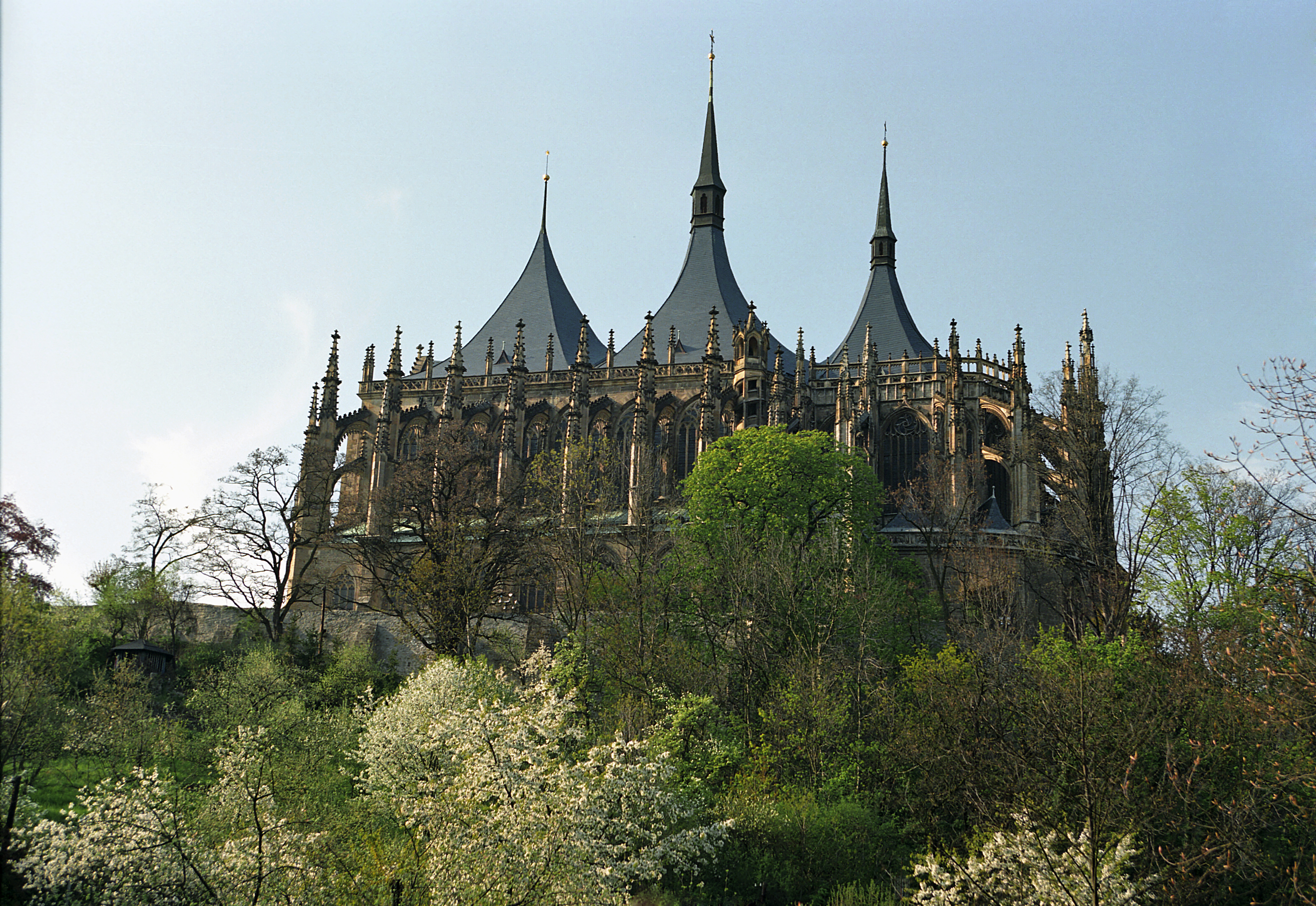
собор Св. Барбори, Кутна Гора
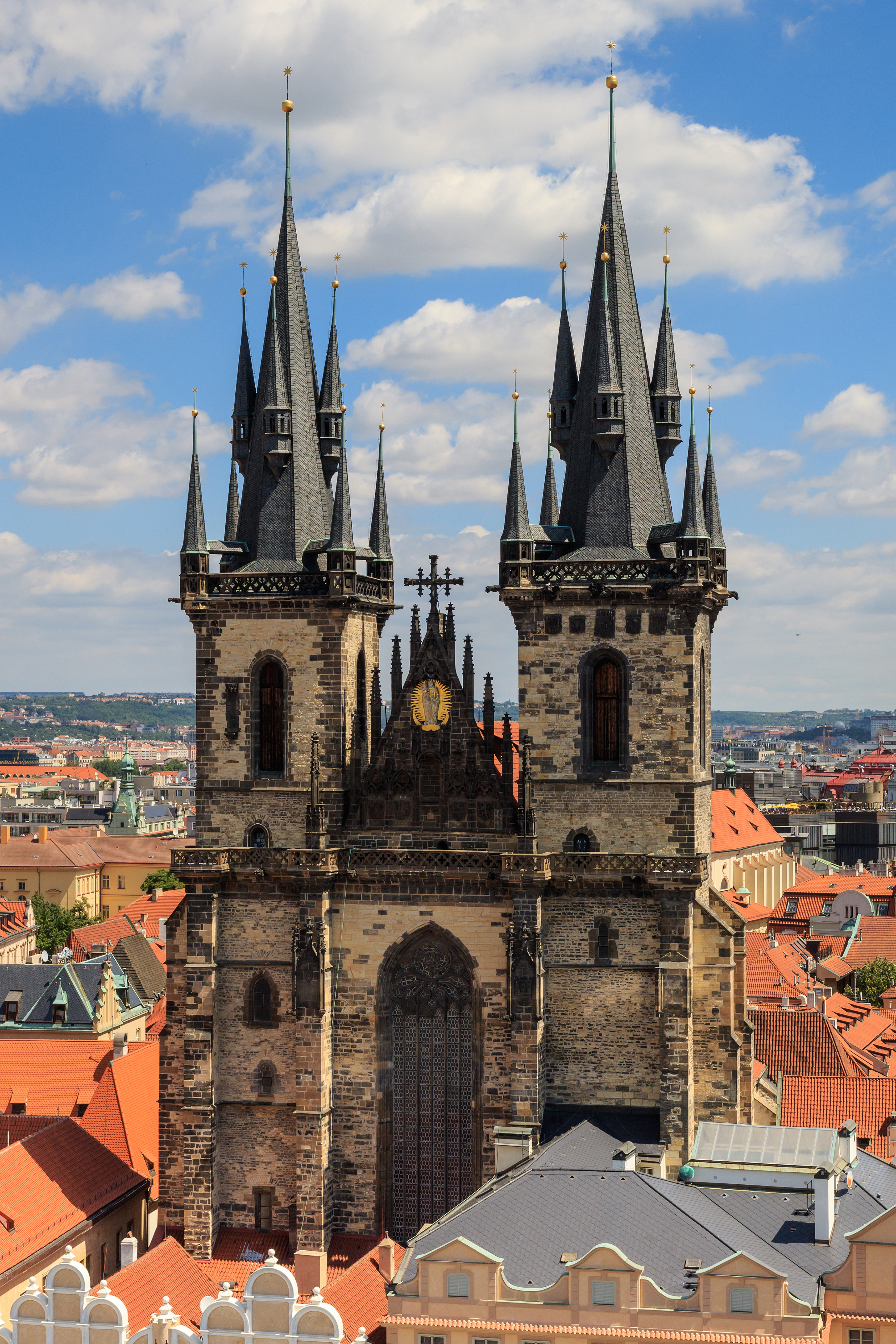
Храм Марії Тинської, Прага
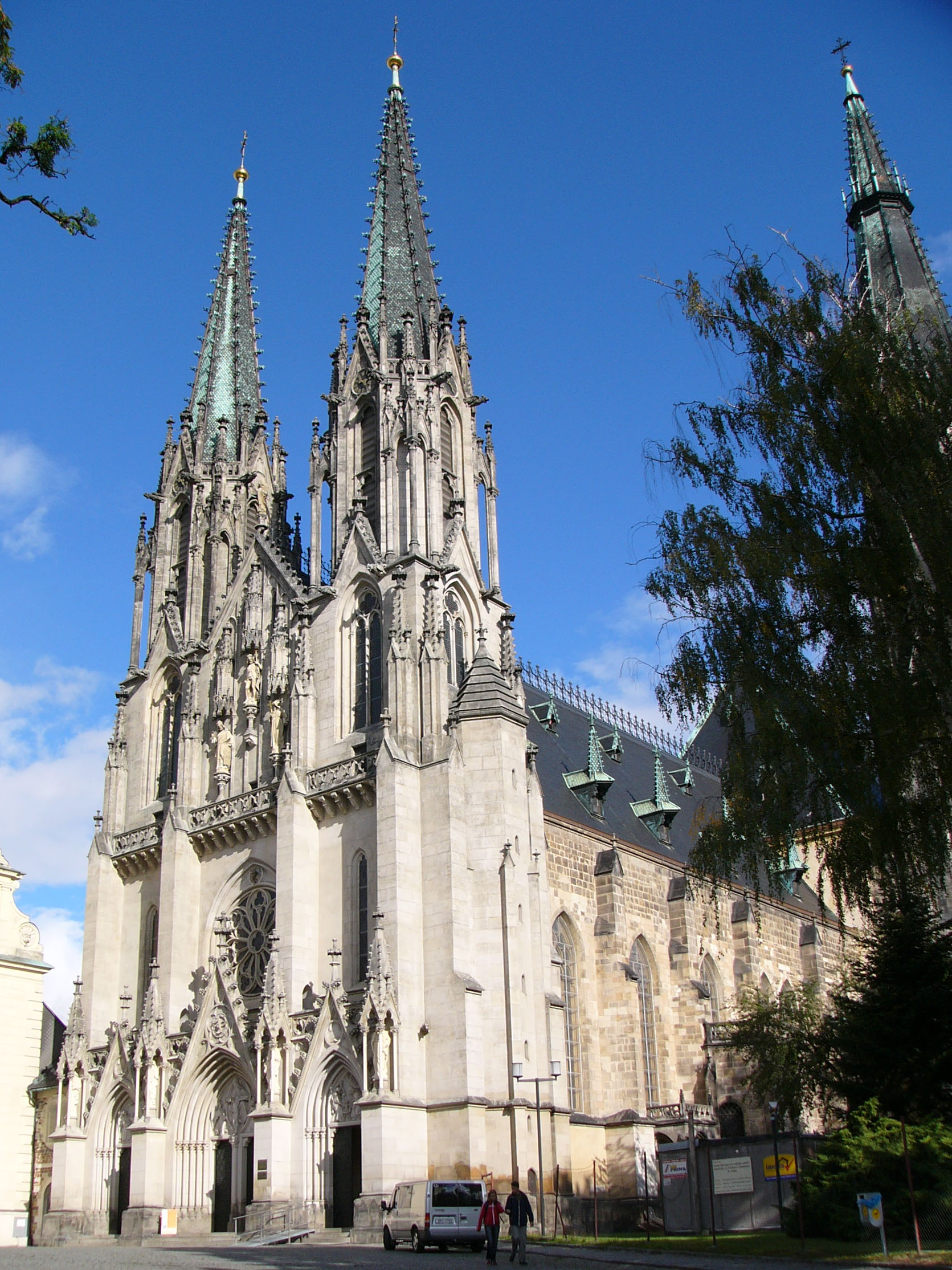
Катедра Св. Вацлава, Оломоуц
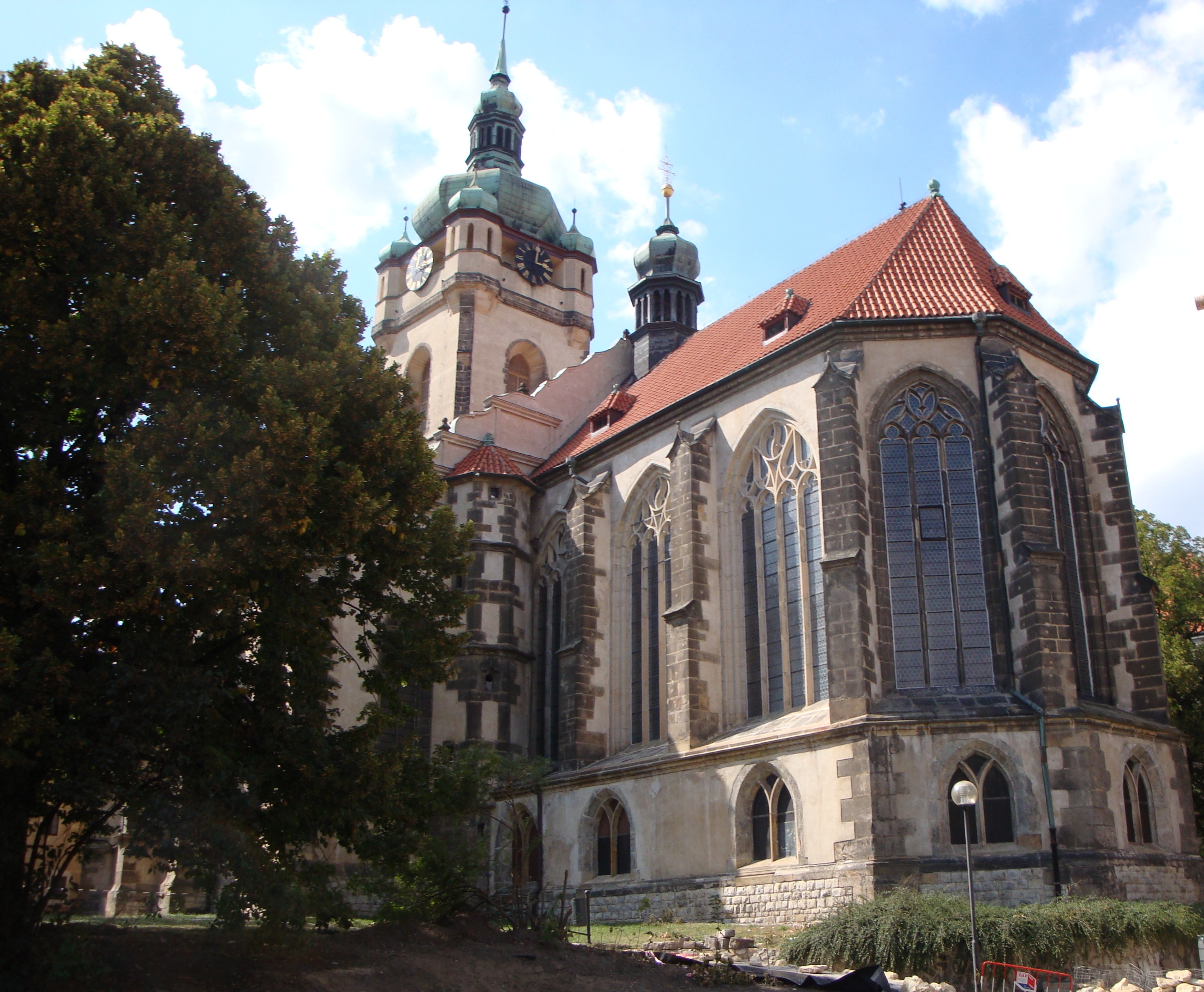
Костел Св. Петра і Павла, Мелник
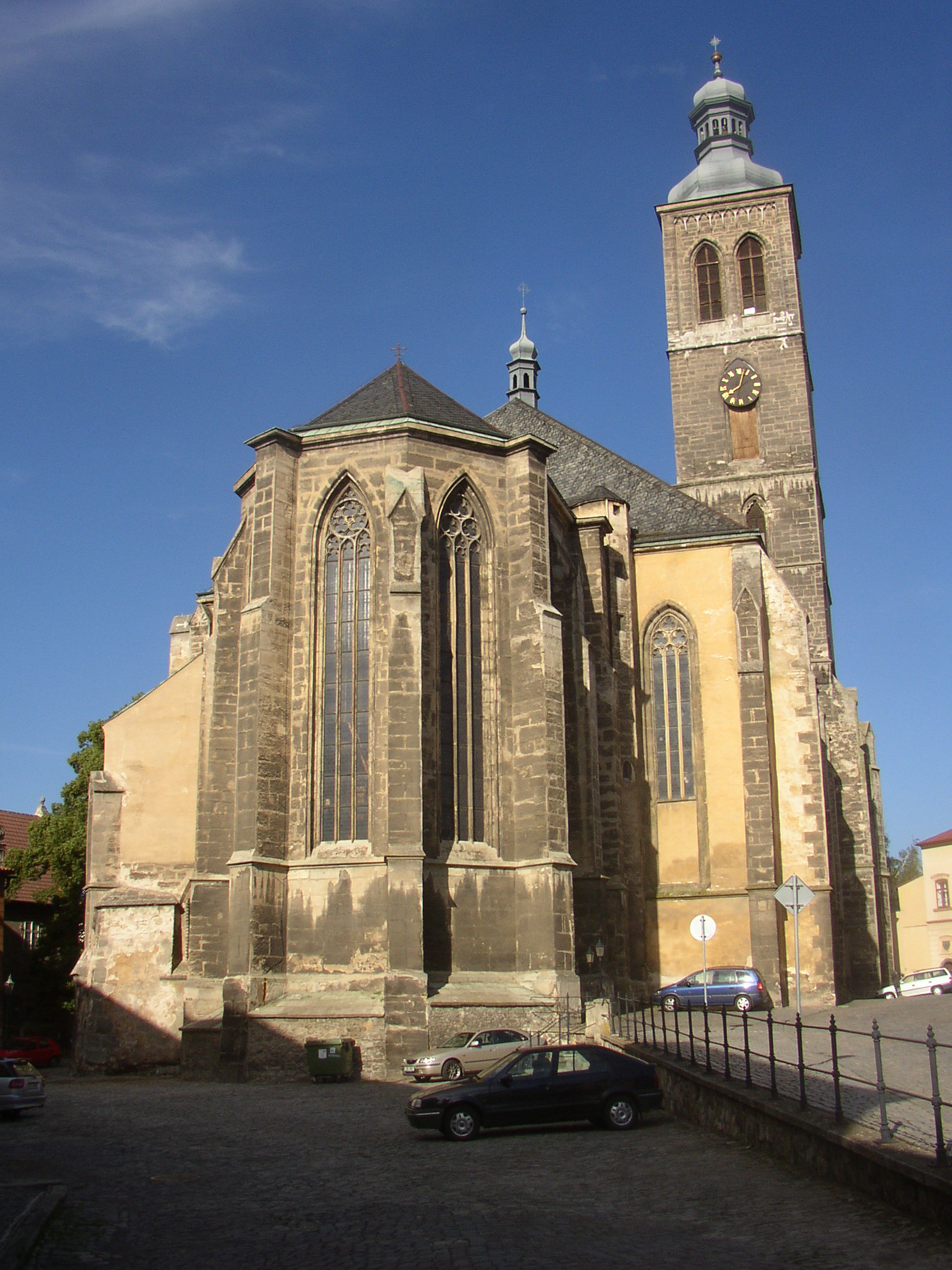
Кутна Гора, Костел Св. Якуба